# 기흥저수지

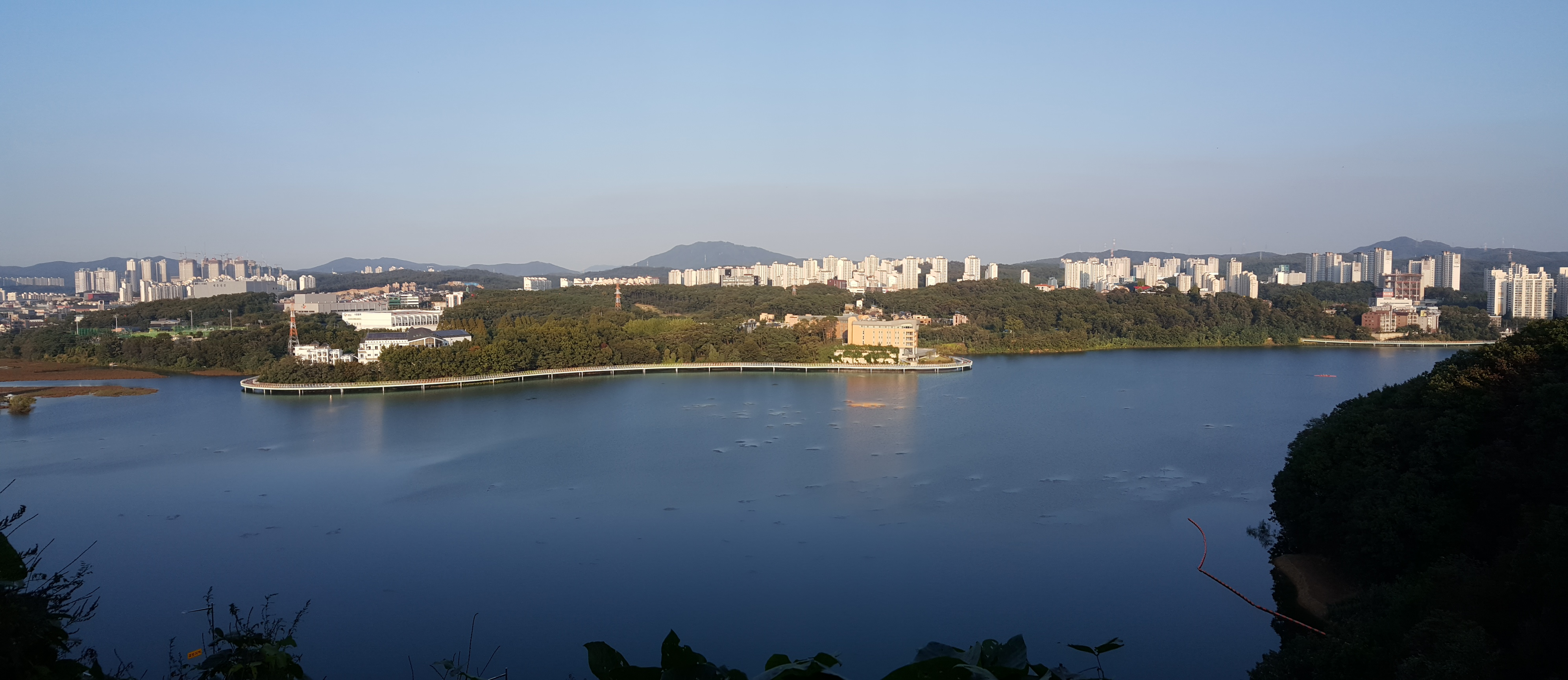
매미산 위에서 내려 본 기흥호수 전경

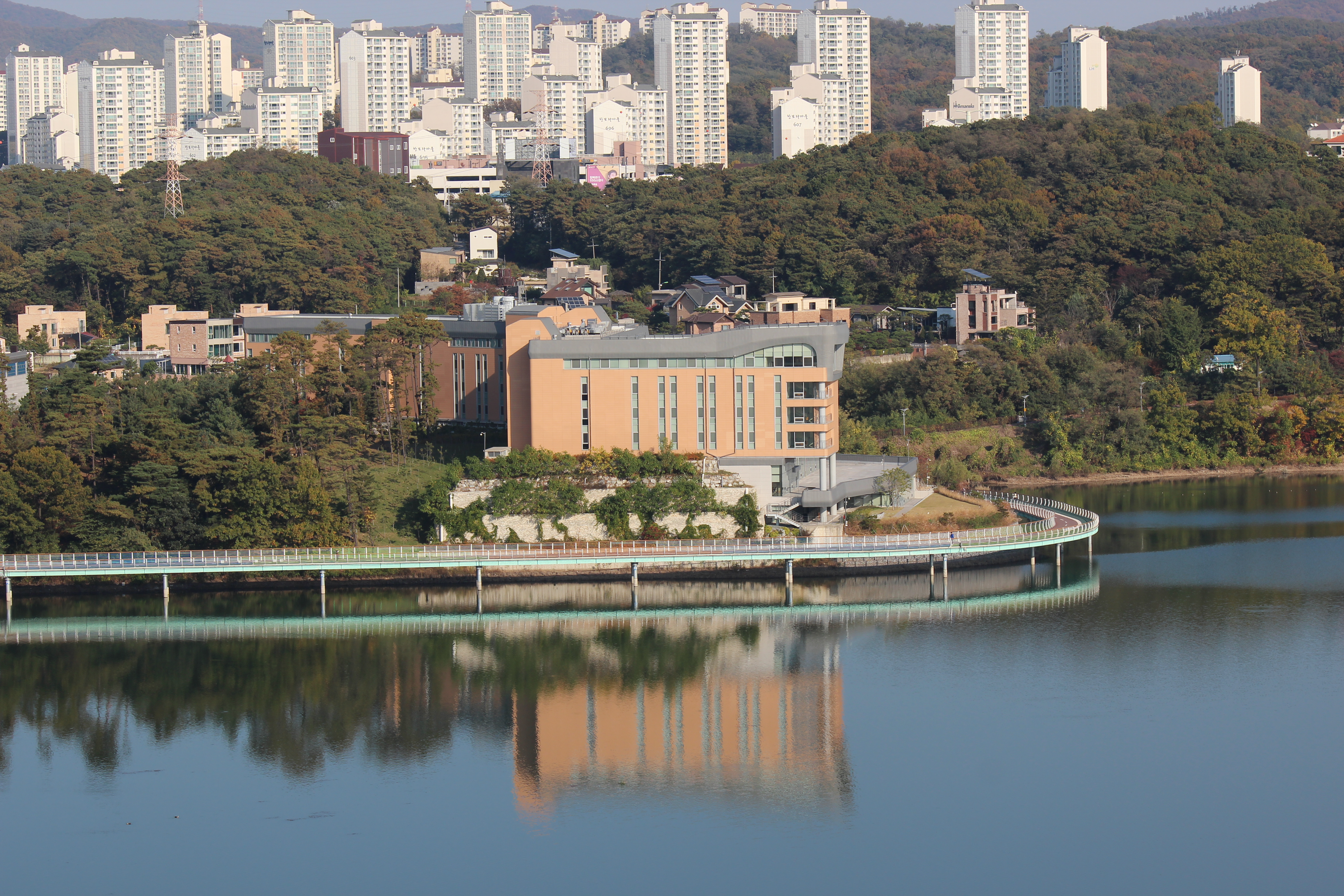
매미산에서 바라본 기흥호수

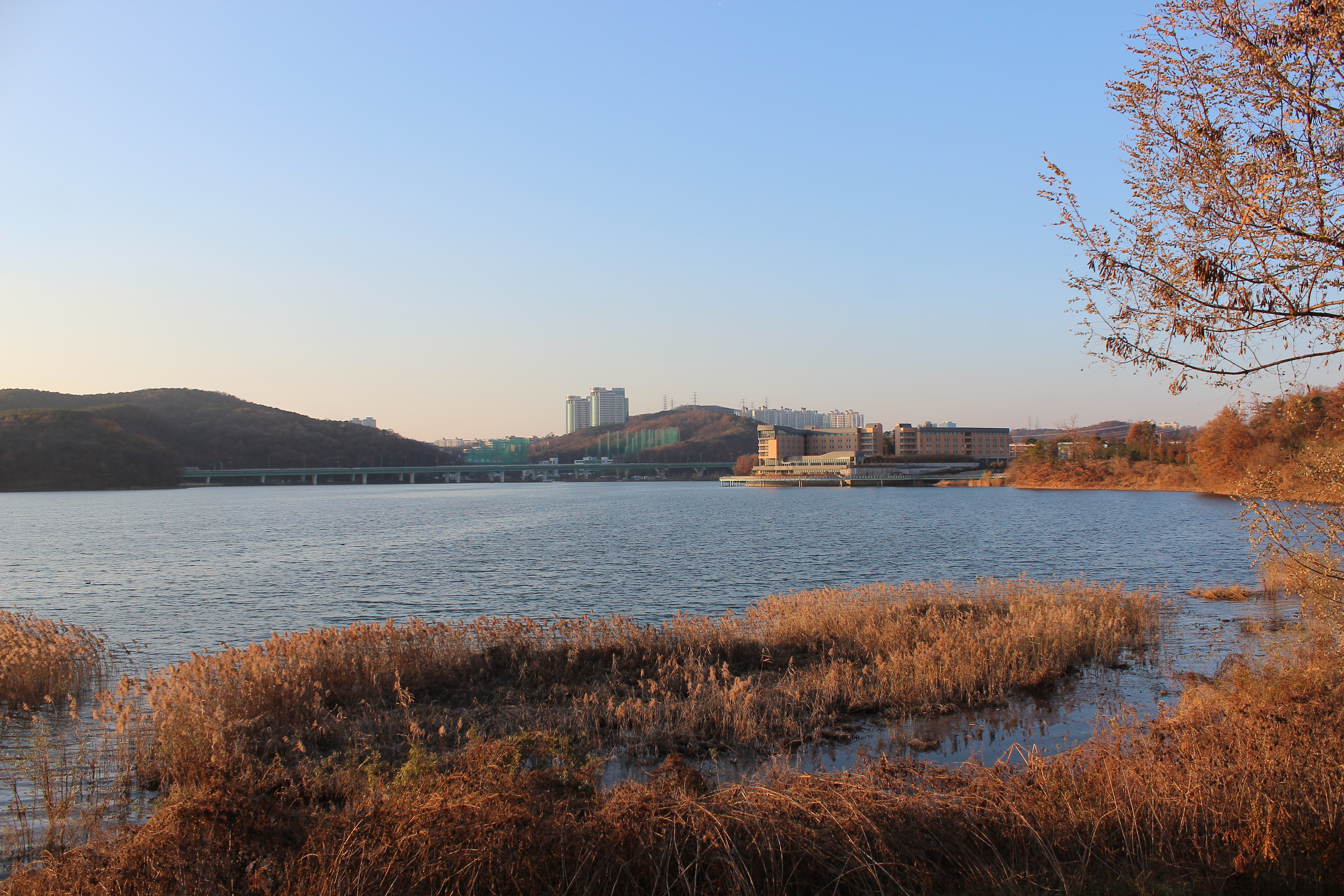
기흥호수 하류쪽에서 바라본 곳은 왼쪽으로 매미산 우측으로 청명산

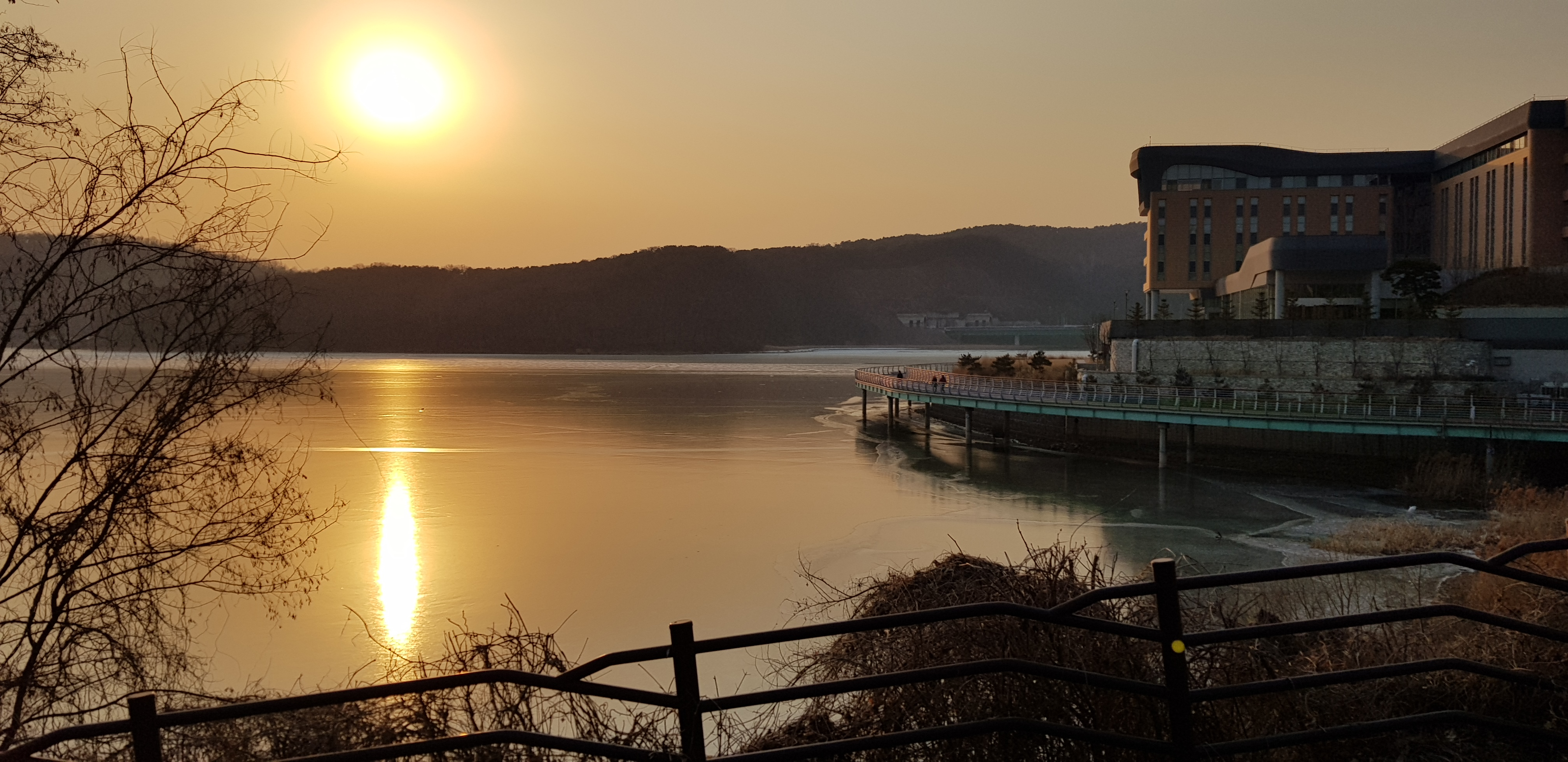
겨울철 얼어버린 기흥호수의 황혼

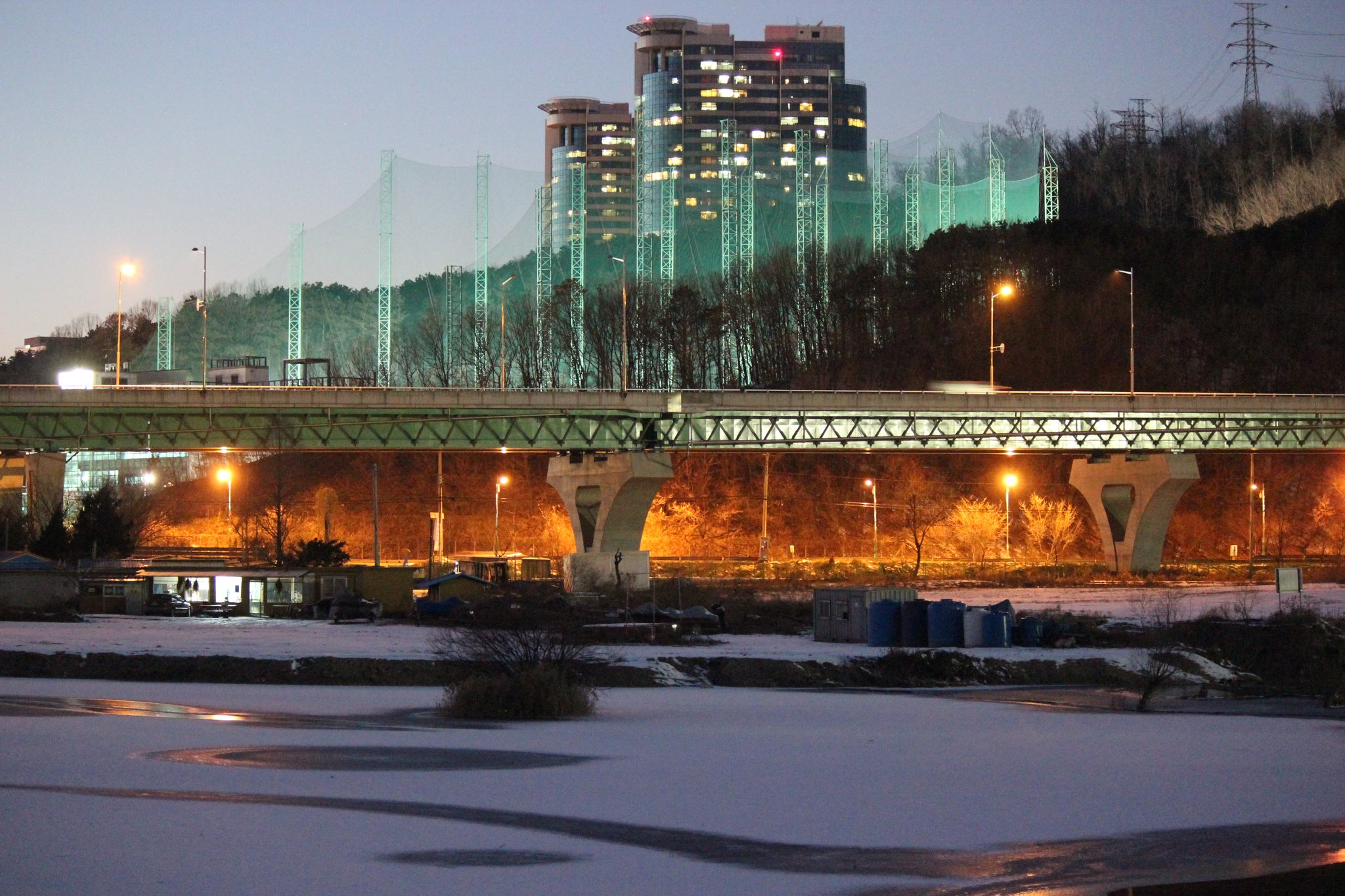
겨울밤 기흥호수 경기도 용인

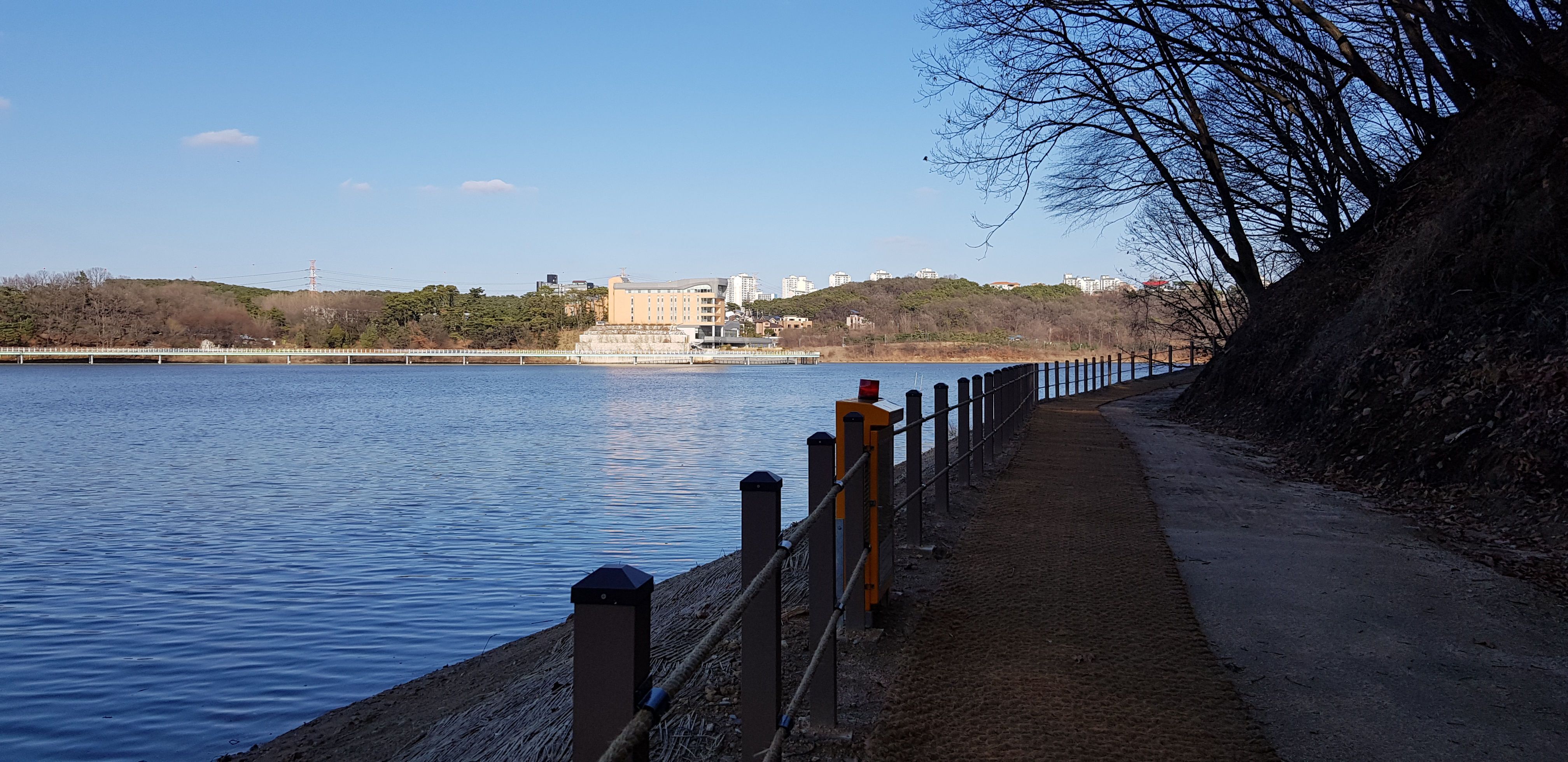
기흥호수의 둘레길 기흥순환 산책로

기흥저수지(器興貯水池, 기흥호수, 기흥 호수공원)는 경기도 용인시 기흥구 고매동에 있는 저수지이다. '신갈저수지'라고도 한다. 한국농어촌공사가 농업용수 공급을 위해 2.58㎢ 규모로 조성한 곳인데
1957년에 착공하여 1964년에 준공되었다. 시설관리자는 한국농어촌공사이다. 현재 대대적으로 개발중이며 호수의 전체 순환로를 완성할 계획이다. 호수안에는 기흥 레스피아가 있어서 물을 재활용하여 소규모 전기발전기를 가지고 있으며 애완견 놀이터, 요트장 그리고 축구장과 농구장의 시설을 가지고 보유하고 있다.
현재 기흥저수지에 기흥호수공원로 탈바꿈하는 중에 있다. 하갈교∼공세교 2.6km 구간의 산책로 겸 자전거 전용도로가 있다. 기흥저수지는 서울과의 교통이 편리하고 기흥단지 및 한국민속촌이 근처에 있어 많은 주민들이 찾는다. 고삼저수지, 이동저수지와 함께 3대 경기도 저수지로 꼽히며, 전체적으로 수심이 얕은 편이고 수초가 많아 여러 종류의 왜가리와 오리등 여러종류의 새들과 물고기가 많지만 낚시는 금지구역이다. 기흥 호수공원에는 국내에서 가장 시설이 좋은 두개 규모의 반려동물들의 놀이터가 있다. 호수의 서쪽으로는 소나무가 숲을 이루는 매미산이 있다. 호수와 함께 산책하기에 매우 좋은 등산로가 있다. 호수 상류 건너편으로는 청명산이 있는데 산책과 자전거 여행도 가능하다.

## 순환산책로
저수지 전체를 둘레길로 순환산책로가 완성되었다.도보로는 대략 3시간 정도 걸린다. 동쪽 호수 옆길은 전용 자전거길이 잘 갖추어져 있으며 매미산쪽으로 연결되어 이용이 가능하기에 최적의 순환길이며 서쪽에도 호수옆으로 도로가 완성되어 자전거로 이동할 수 있다. 호수 하류는 오산과 동탄주민들이 상류에서는 영통시민과 용인시민들이 접근하기에 매우 좋고 자동차 주차장도 몇군데 지정되었다.

## 수질 개선
한때 농업용수(6급)로 사용이 힘들었던 용인시 기흥저수지의 수질이 개선되고 있다. 용인시는 환경부 물환경정보시스템을 분석한 결과, 지난해 2016년 기흥저수지의 연평균 COD(화학적산소요구량)와 T-P(총인)가 각각 7.28ppm, 0.072ppm로 나타났다고 한다.농업용수 수준(4등급)인 8과 0.1이하를 충족한 것이다. COD는 12.2ppm에 달했던 2014년과 비교하면 무려 40%가량 개선됐다. 물속 인(비료성분 중 하나)의 지표인 T-P농도도 2014년엔 0.108ppm이었던 것이 2015년 0.053ppm, 지난해 0.072ppm 등으로 나아졌다. 올 들어서도 T-P농도는 3개 조사지점에서 1월 0.05~0.066ppm, 4월 0.029~0.074ppm 등으로 모두 기준치를 크게 밑돌고 있다. 여름철 녹조의 원인인 인이 감소하면서 악취도 줄었다. 수질이 나아진 것은 용인시가 하수처리장인 기흥ㆍ구갈레스피아를 증설하여 하수 분류관거를 신설했기 때문으로 풀이된다. 시는 기흥저수지 수질을 2020년까지 3등급(COD 5ppm 이하, T-P 0.05 이하) 수준으로 개선하겠다는 목표를 세우고 250억원을 투입, 진위ㆍ신갈천 비점오염 저감사업도 진행하고 있다. 기흥저수지로 유입되는 신갈천ㆍ공세천ㆍ상하천에는 생태하천복원이 되고있다.

## 시설물들
- 반려동물공원
- 축구장
- 기흥 레스피아
- 조정경기장
- 수중 골프연습장
- 조류 관망대
- 생태학습장
- 미니 축구장
- 농구장
- 기흥호수살리기대책위원회- 기흥호수를 깨뜻하게 보존하기위한 주민들의 자발적 봉사단체
- 현재 화장실 3곳으로 호수의 동쪽면에만 있다.
- 호수를 중심으로 주차장 6곳 정도이다.

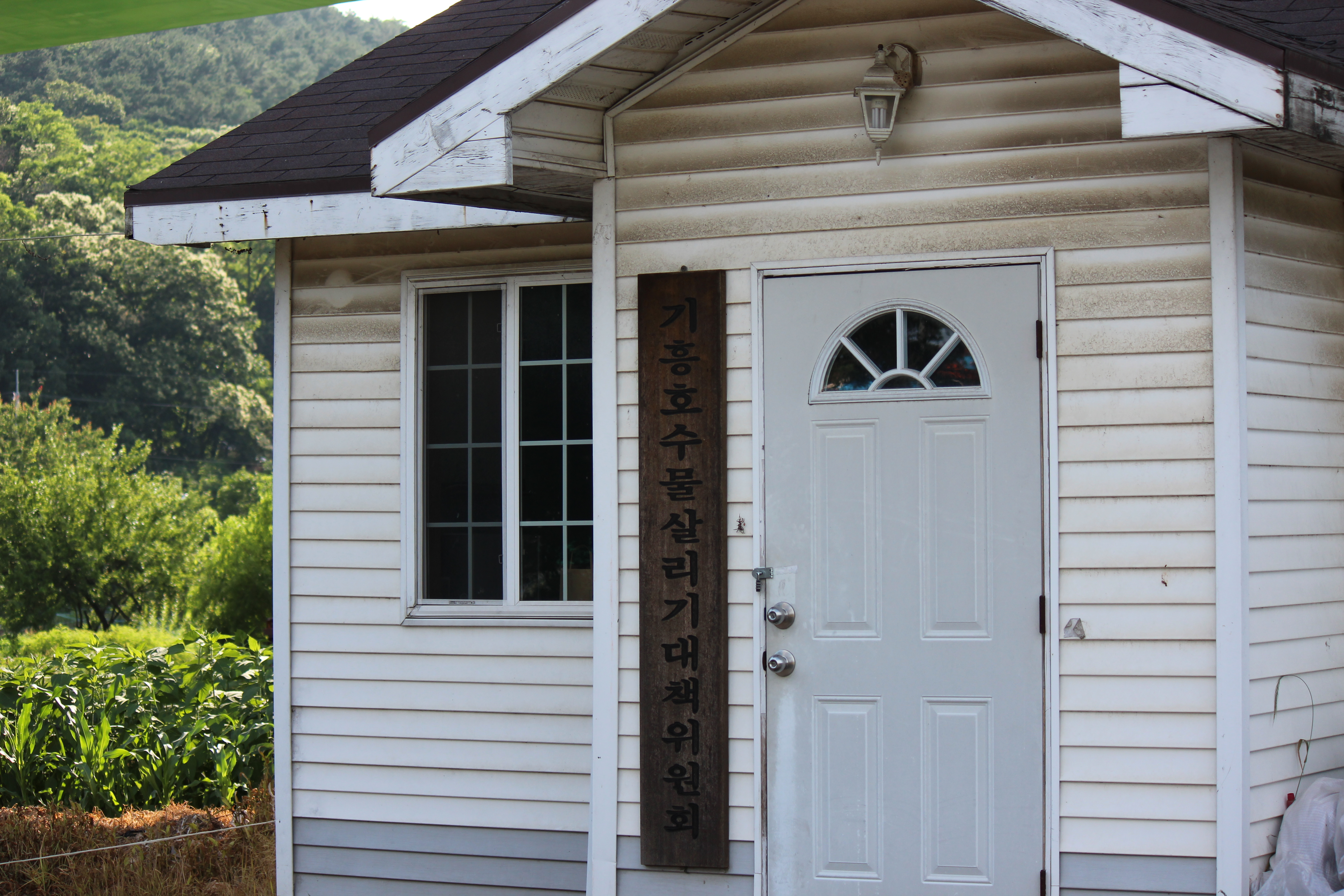
기흥호수살리기대책위원회 사무실

## 주변 상업시설들
호수 주변을 중심으로 상류쪽으로 식당들이 있으며 하류쪽으로 코피하우스와 식당들 그리고 수중 골프장이 있다.

## 조류들 사진

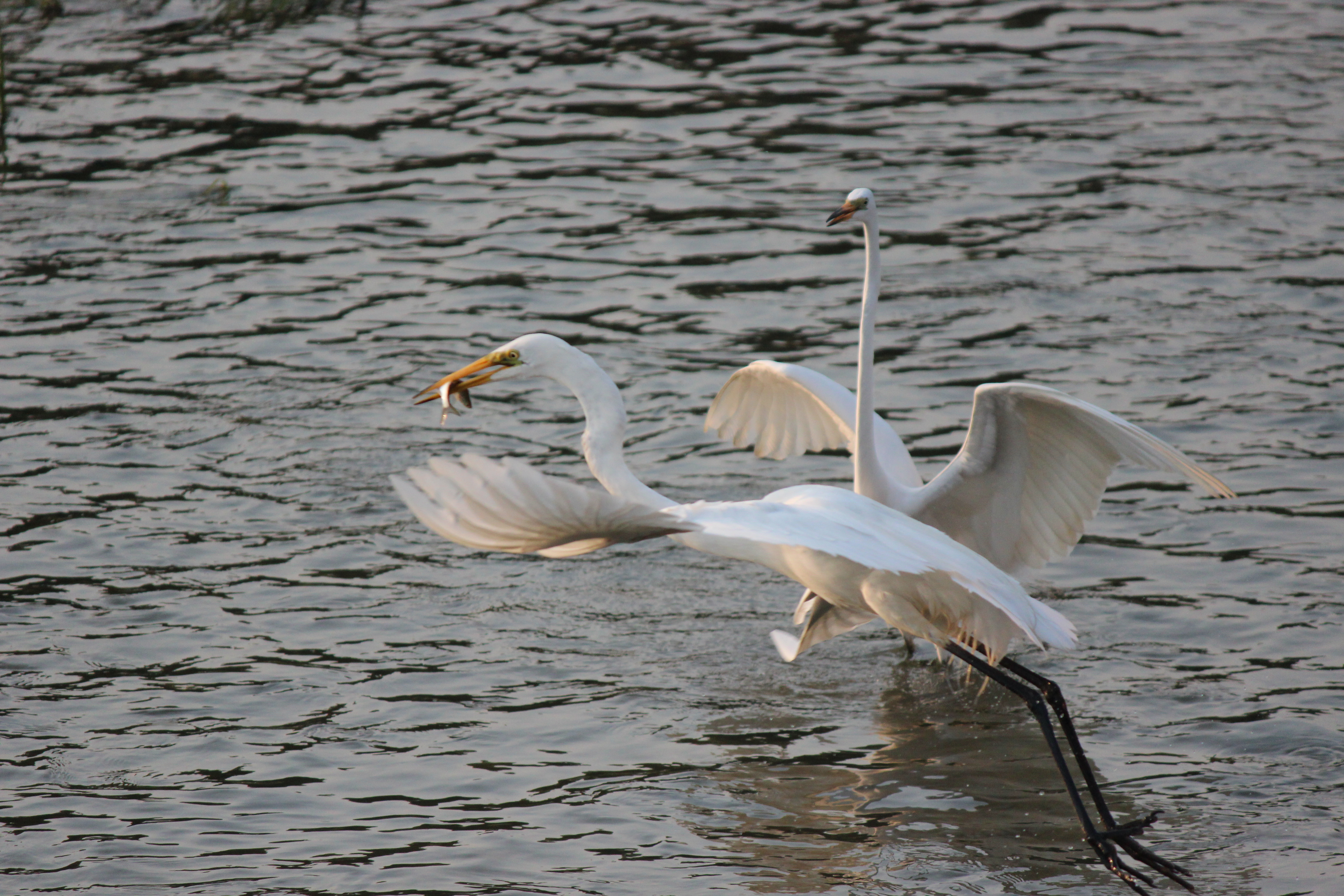
잡은 물고기를 뺏으려는 백로, 기흥저수지 상류
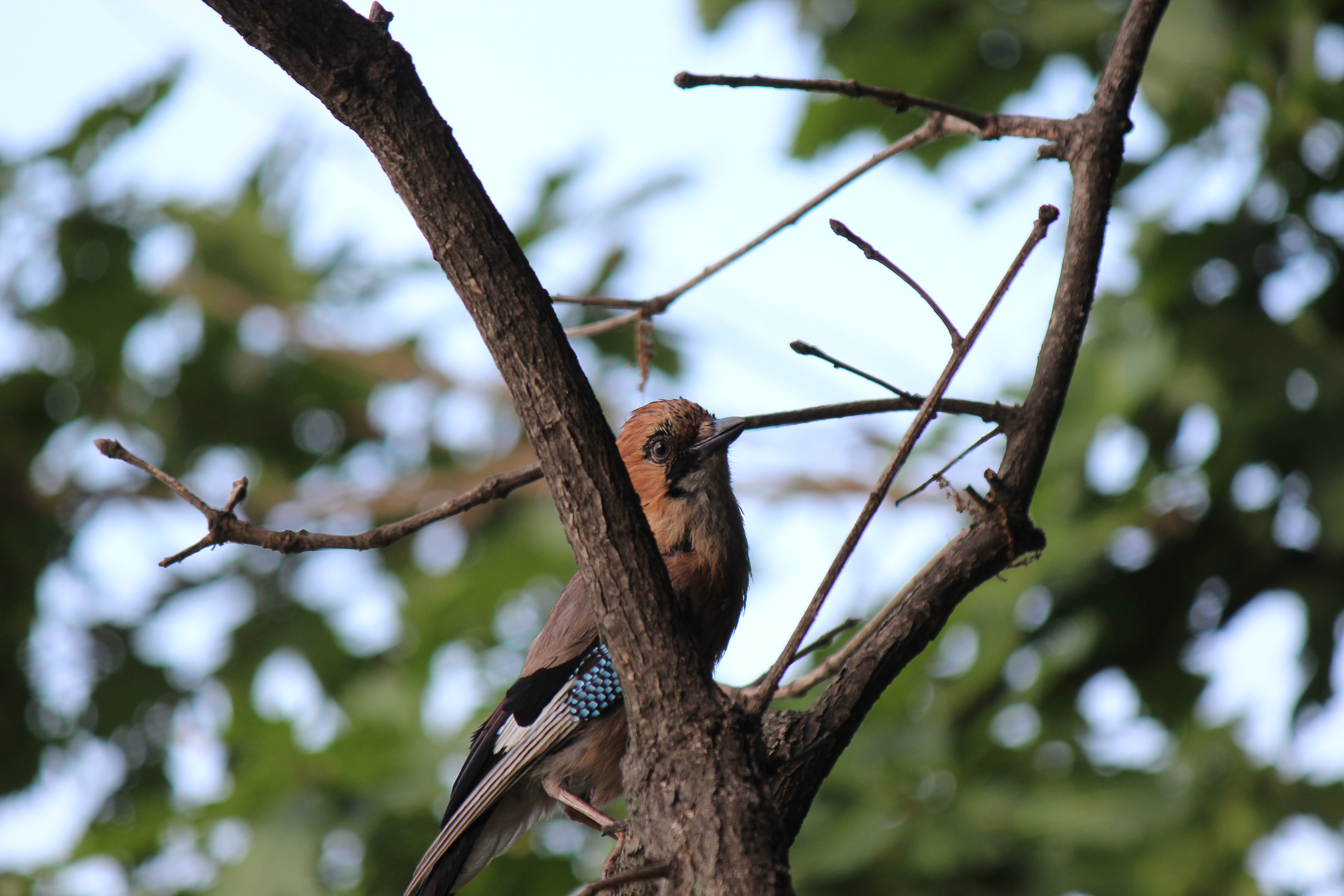
기흥저수지에 사는 새
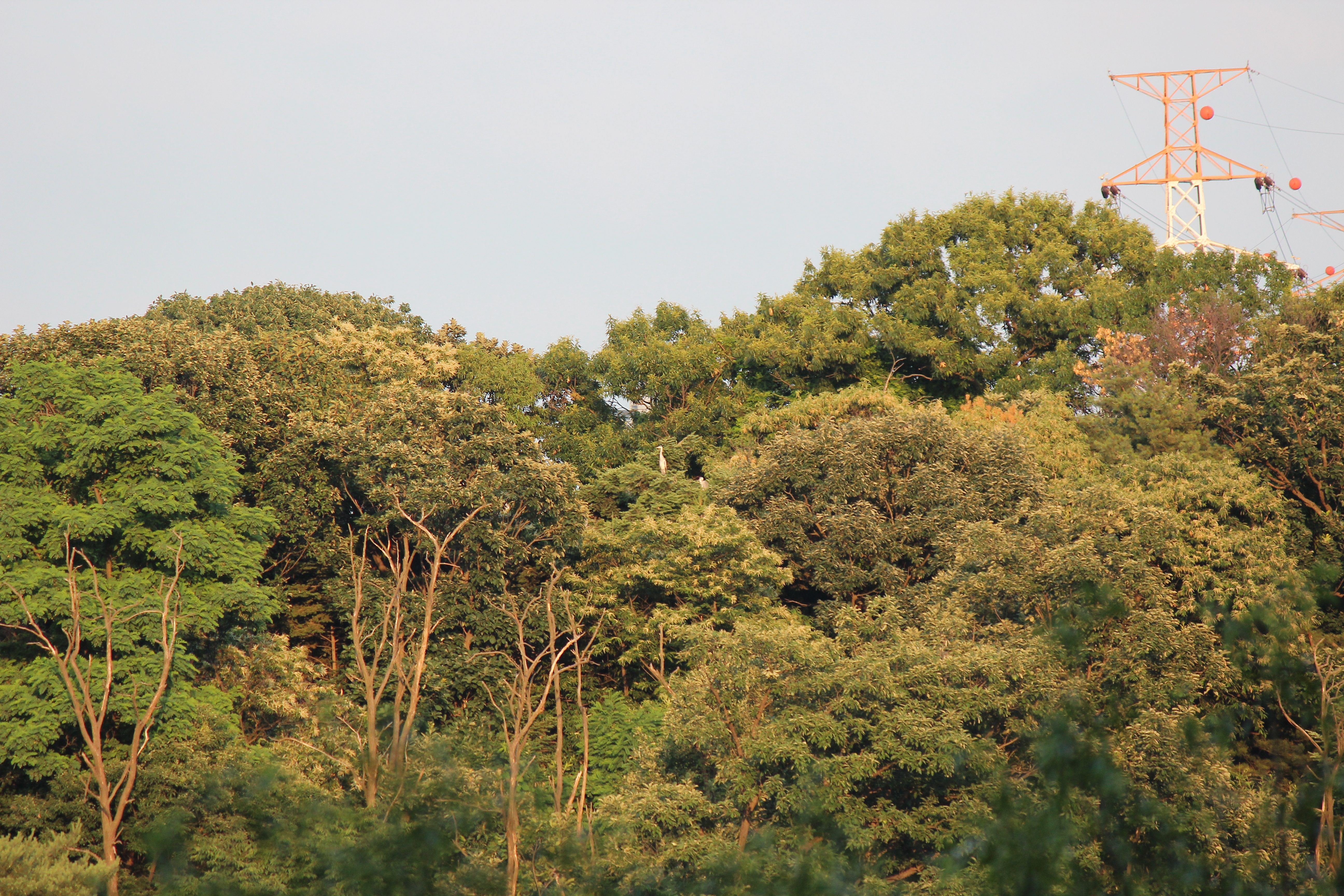
기흥저수지 새들 서식지
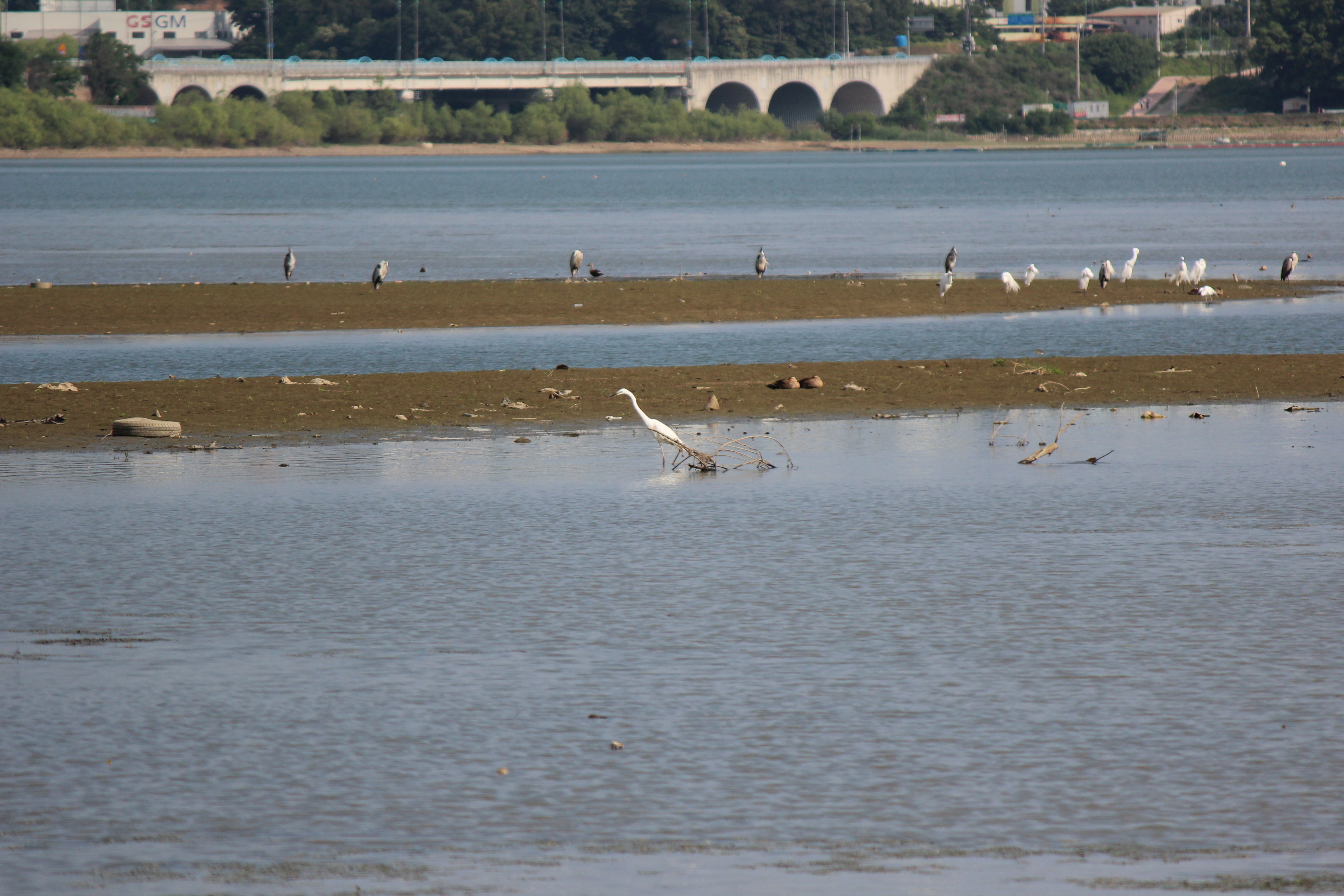
기흥저수지 새들
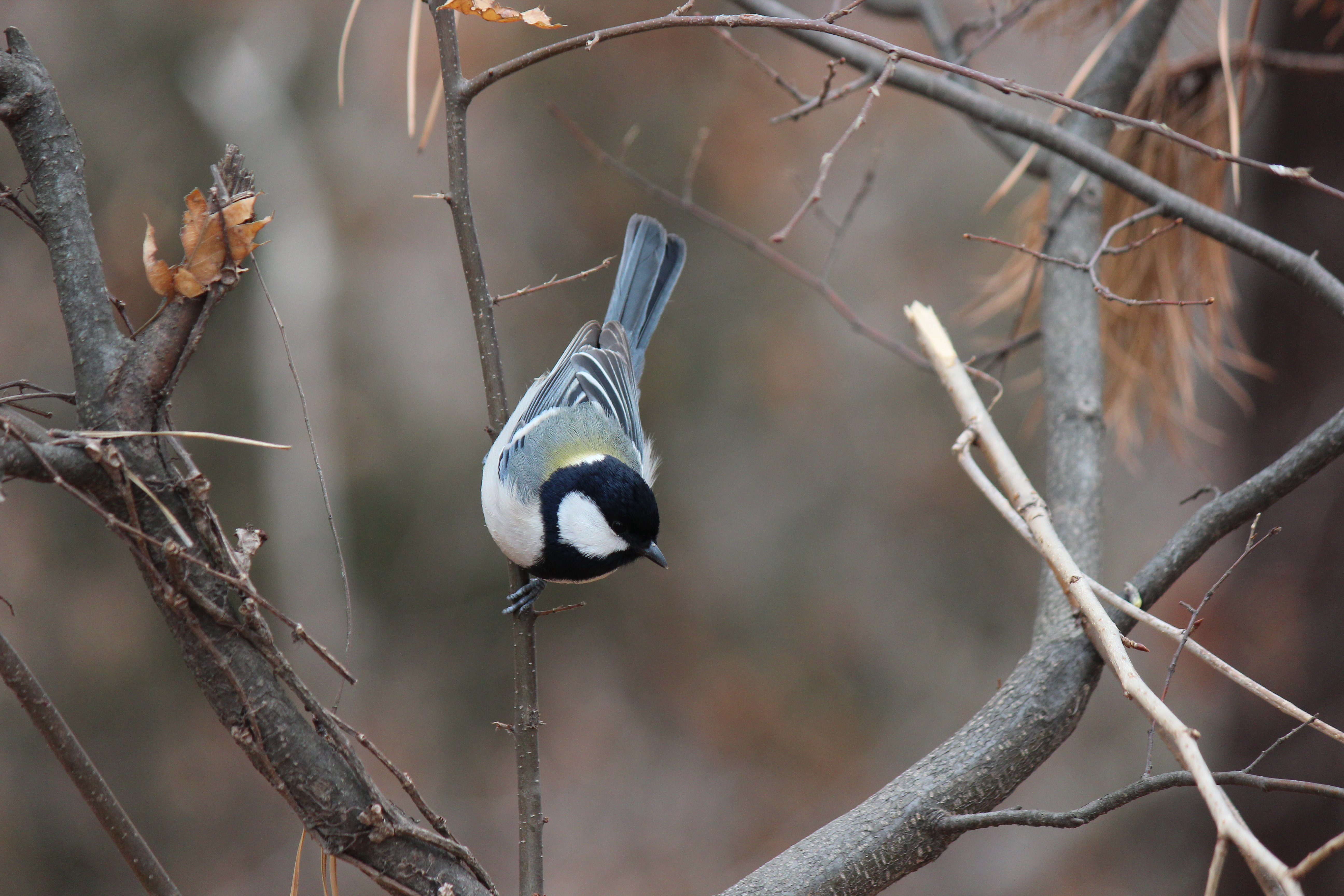
기흥저수지 새들, 매미산
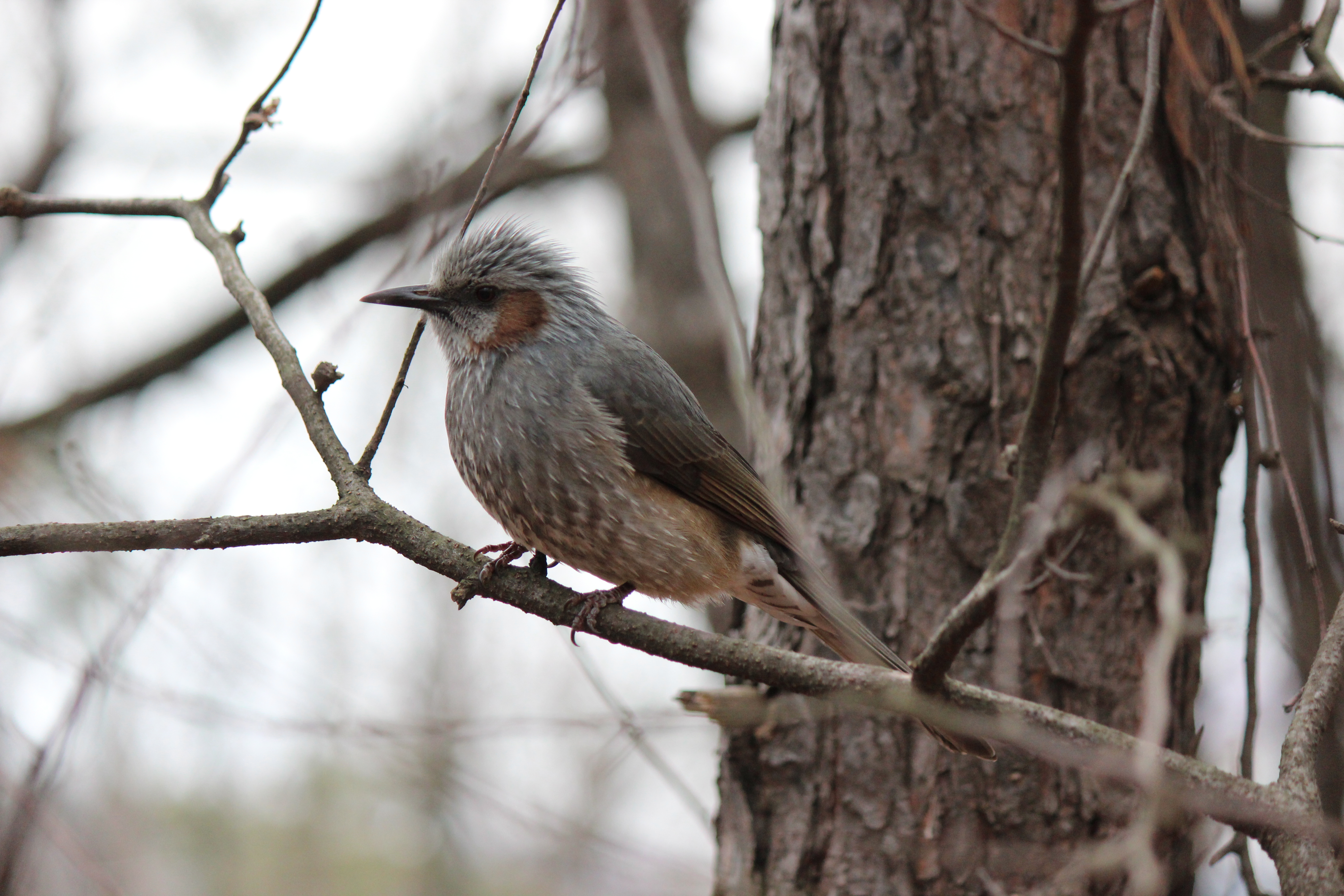
기흥저수지 새, 매미산에서
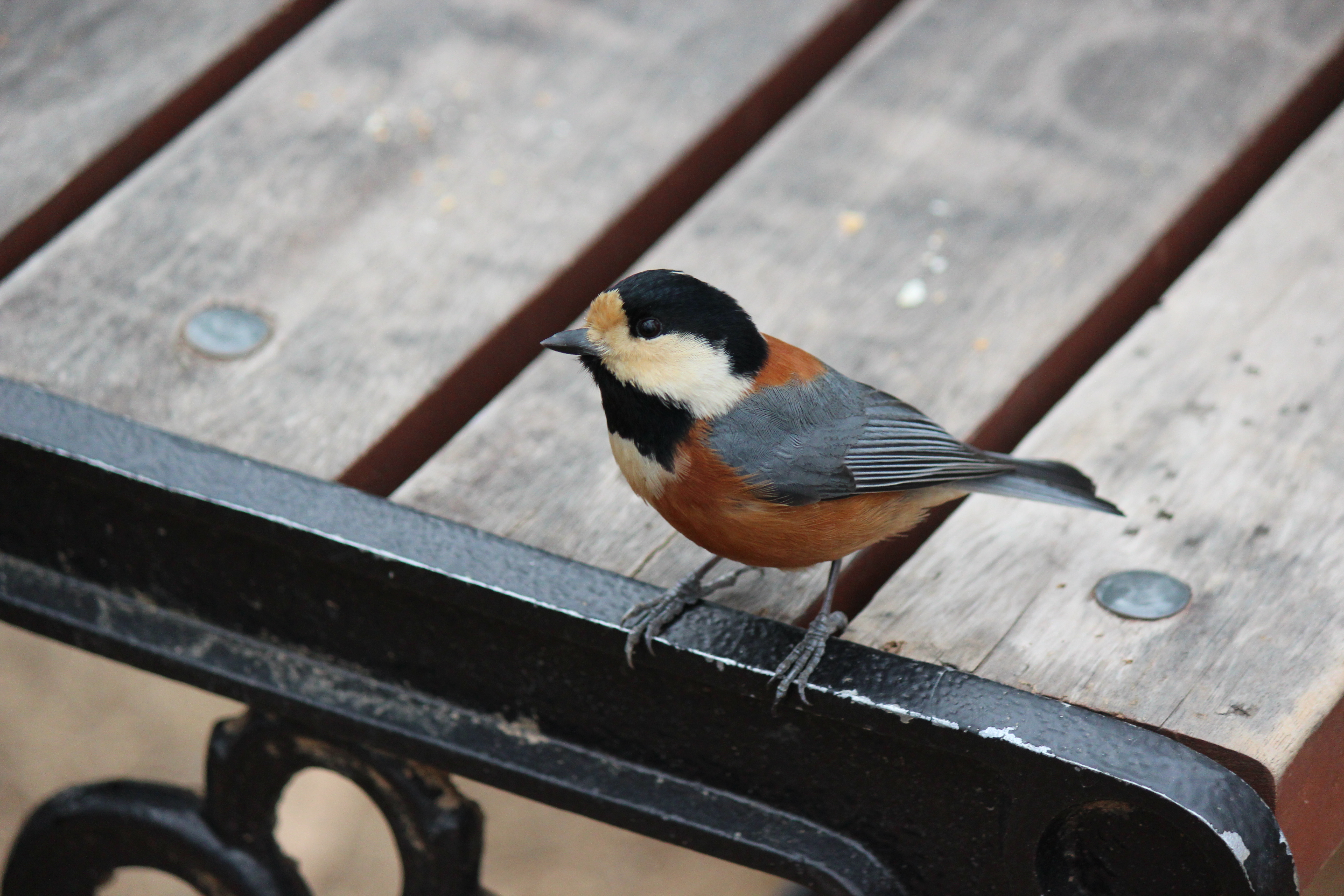
기흥호수 새, 매미산정상에서
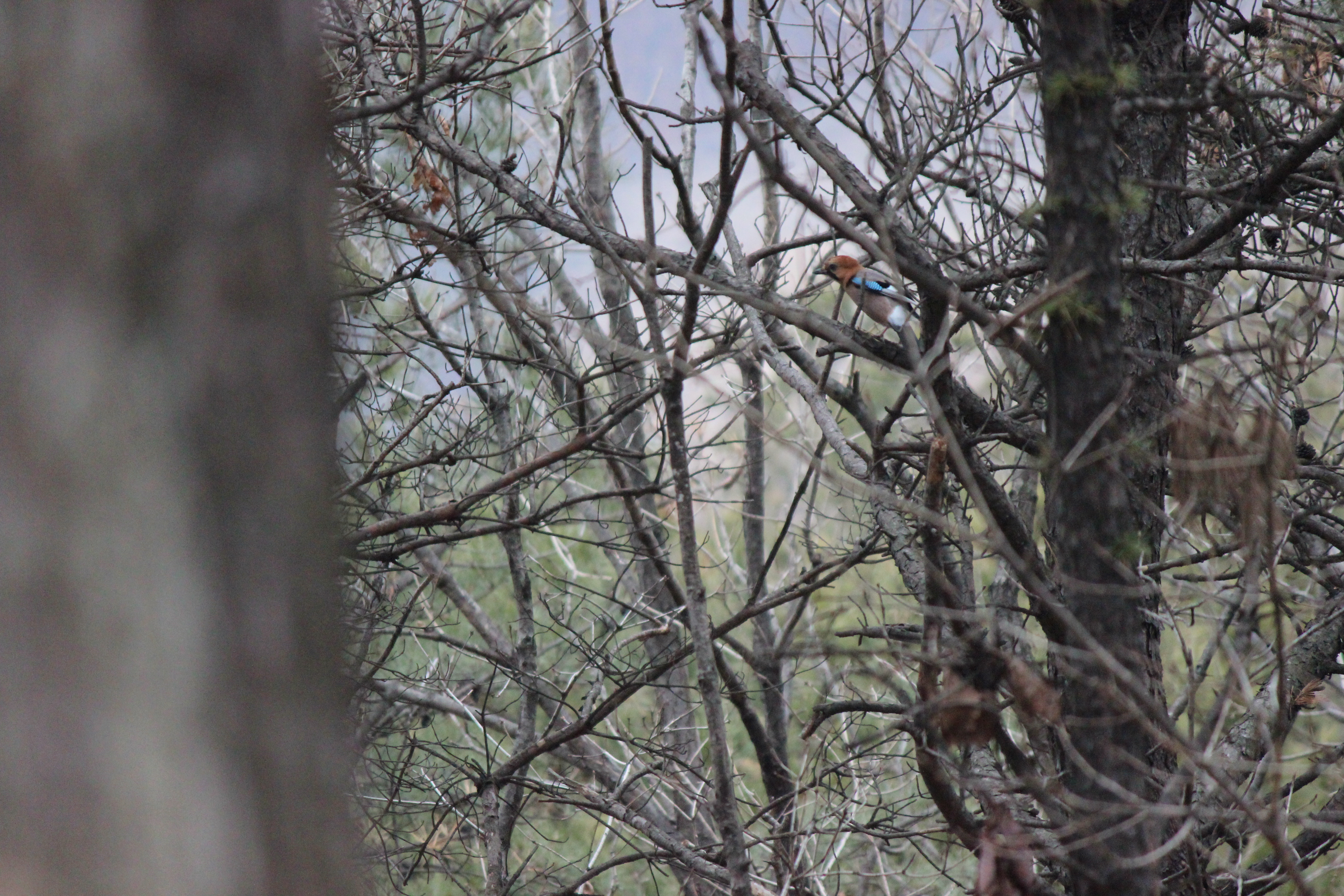
기흥저수지 앞 매미산의 새

## 호수 사진들

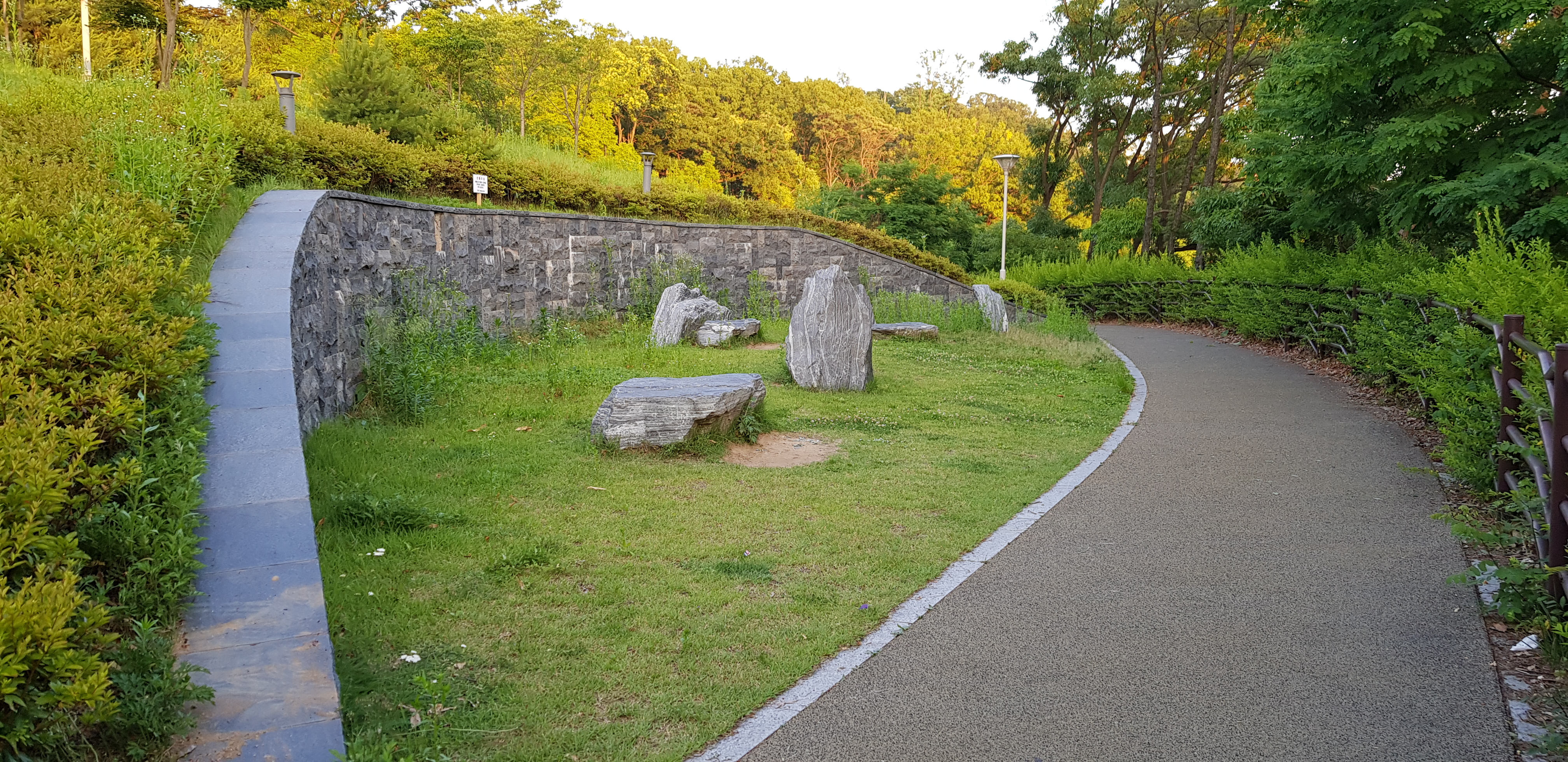
기흥저수지 산책길 동편아래쪽 방향
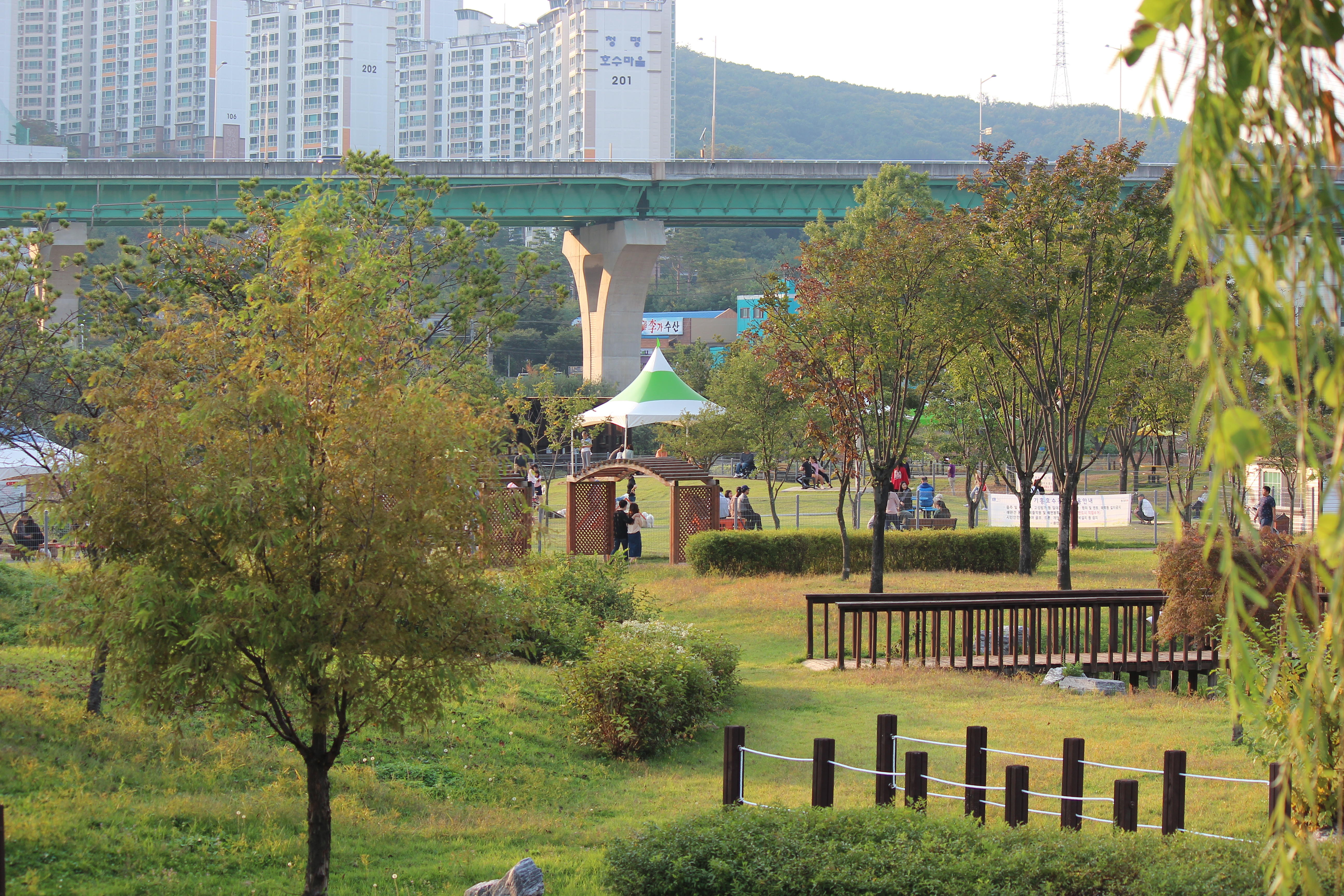
기흥호수공원내 반려동물 놀이터
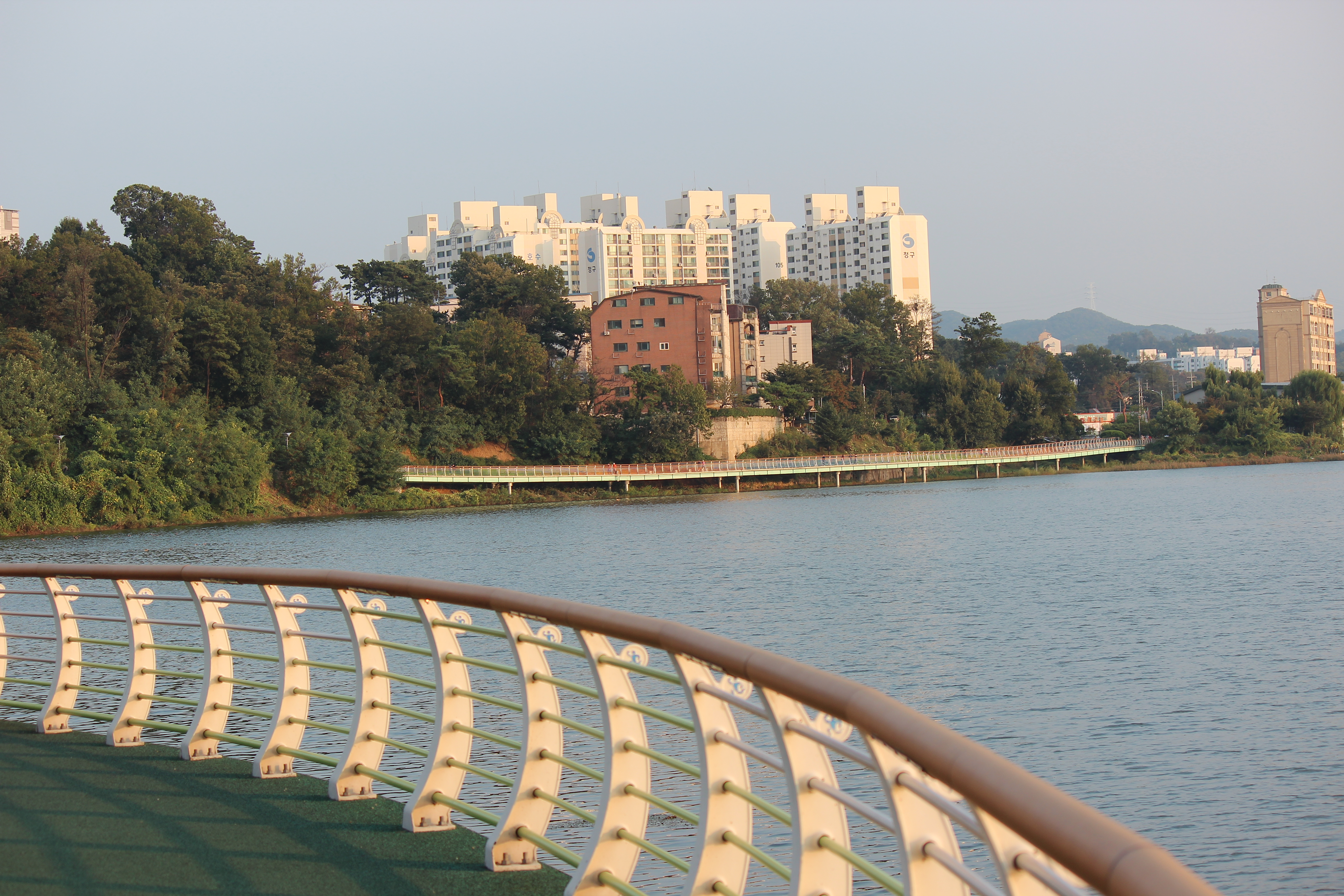
기흥호수 전경
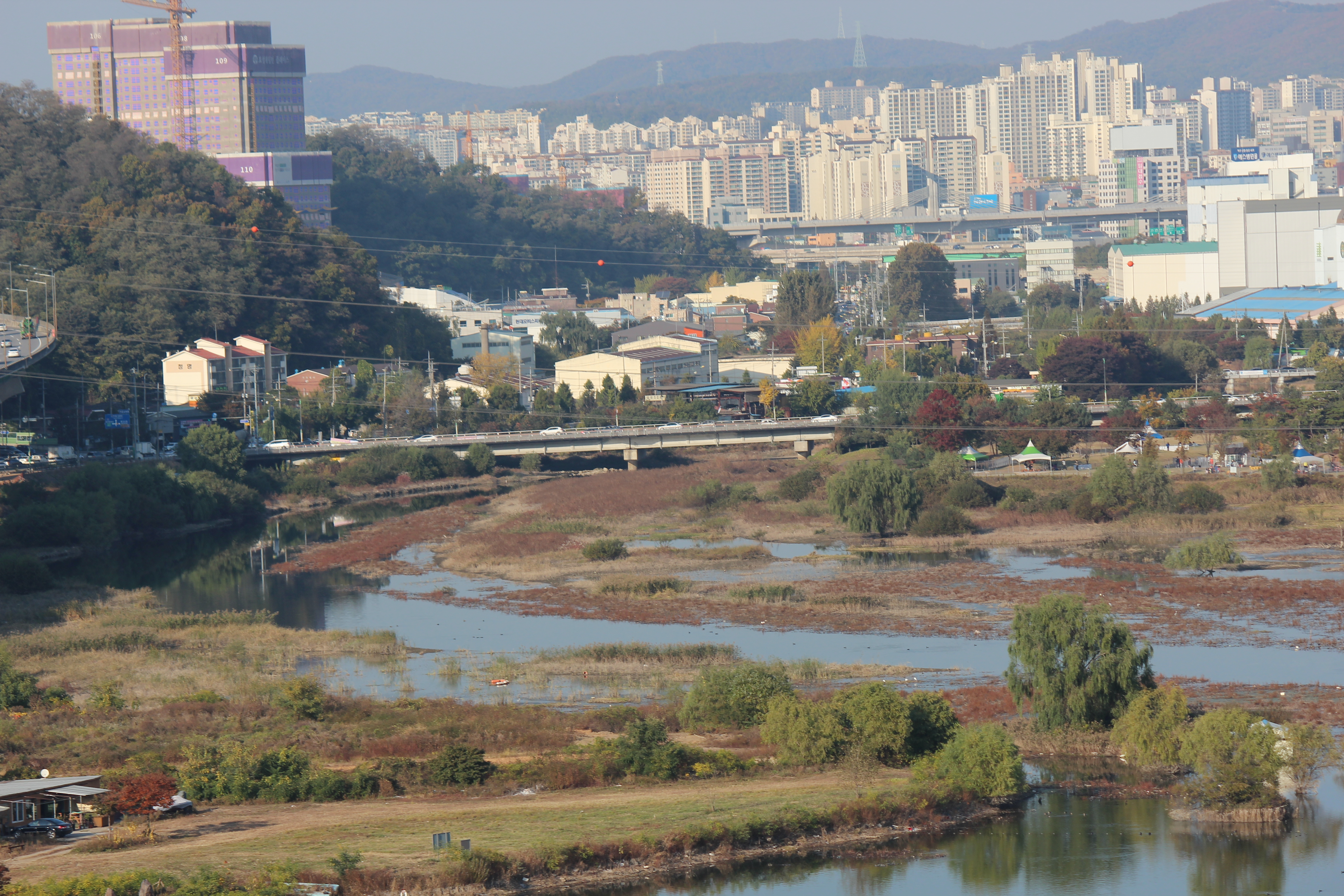
용인시 기흥구에 있는 하갈교
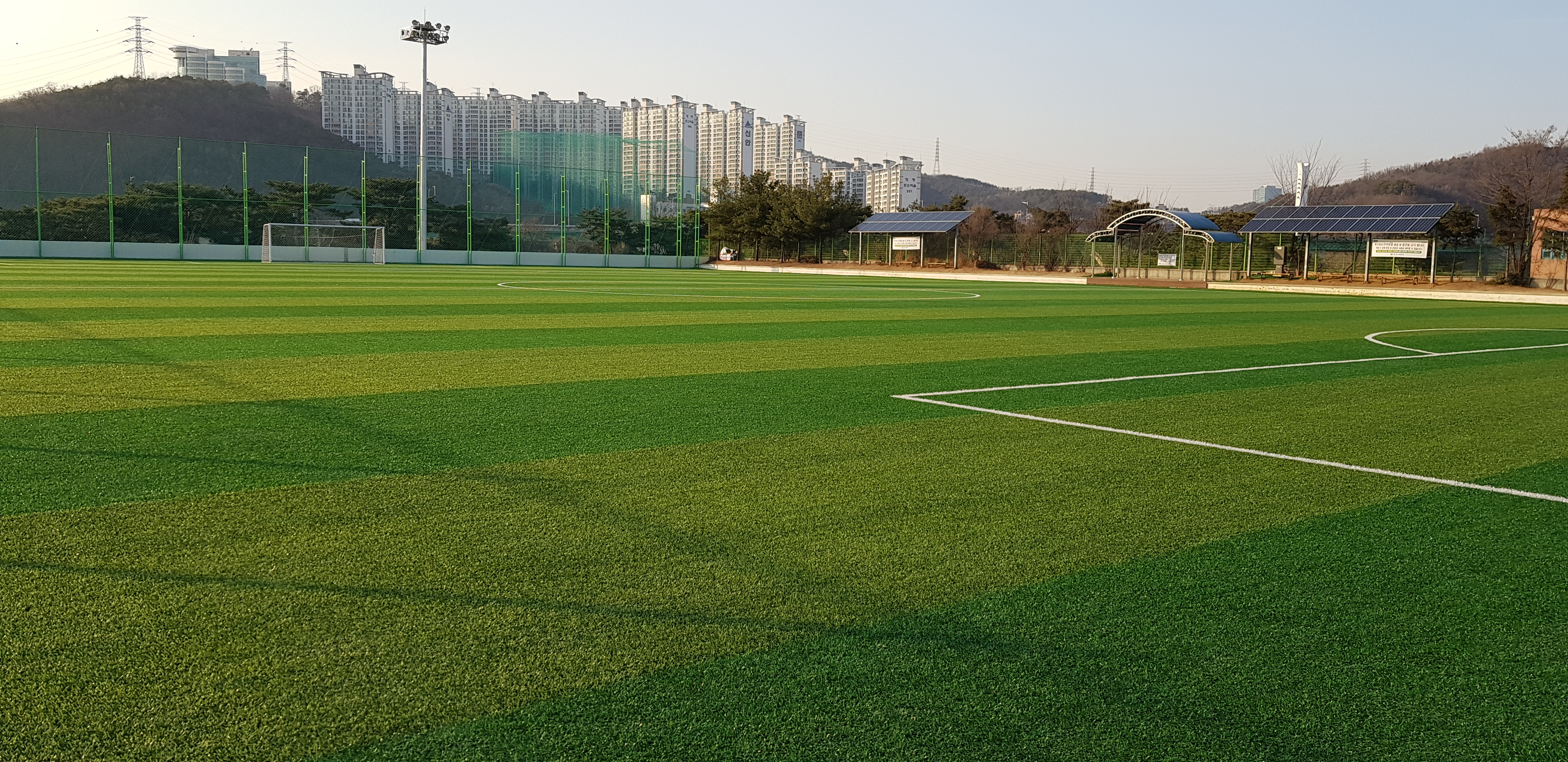
기흥호수내에 있는 2개의 축구장
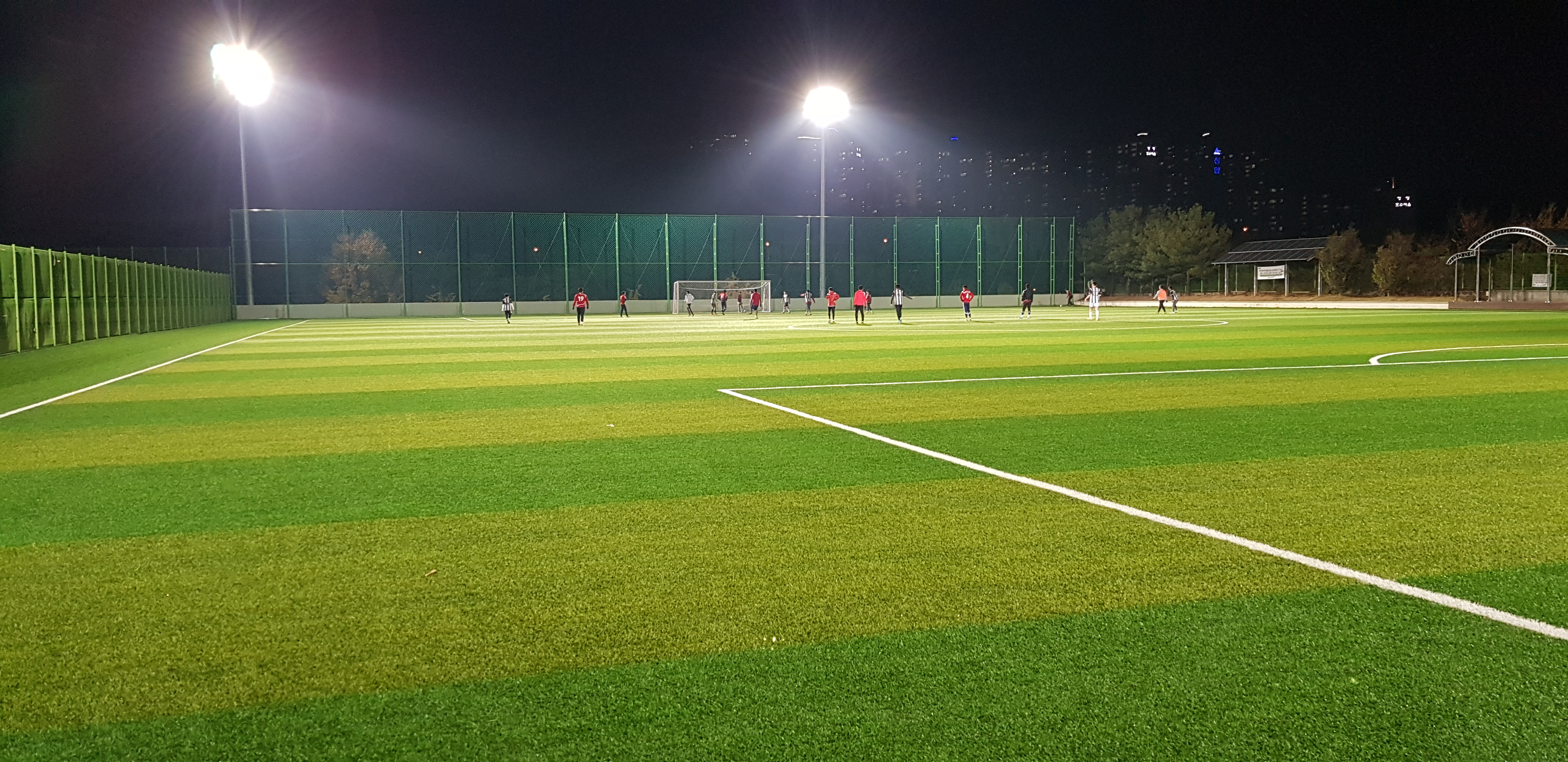
경기도 용인시에 있는 기흥저수지에 있는 야간 축구경기장
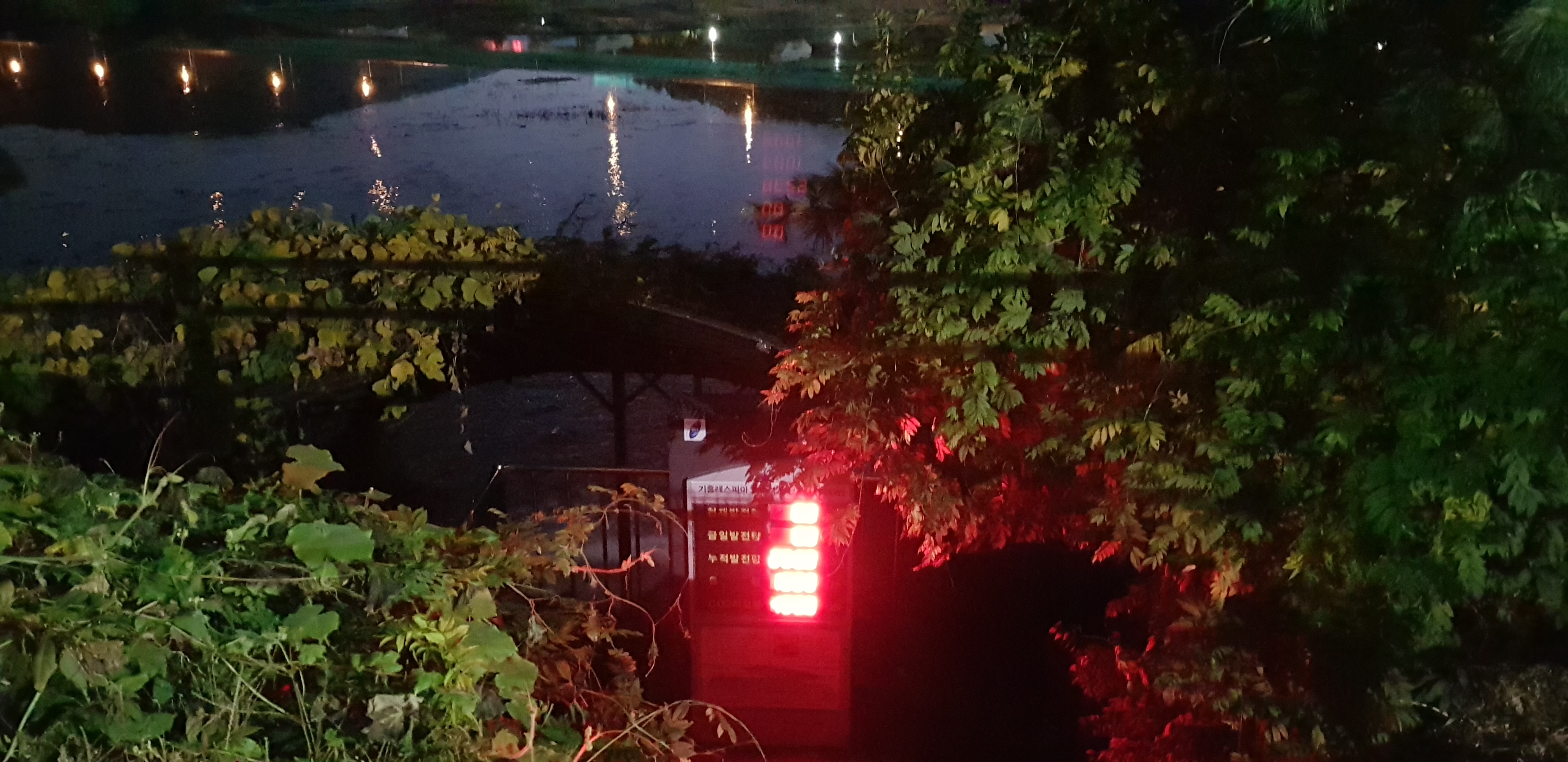
기흥저수지 레스피아 발전소
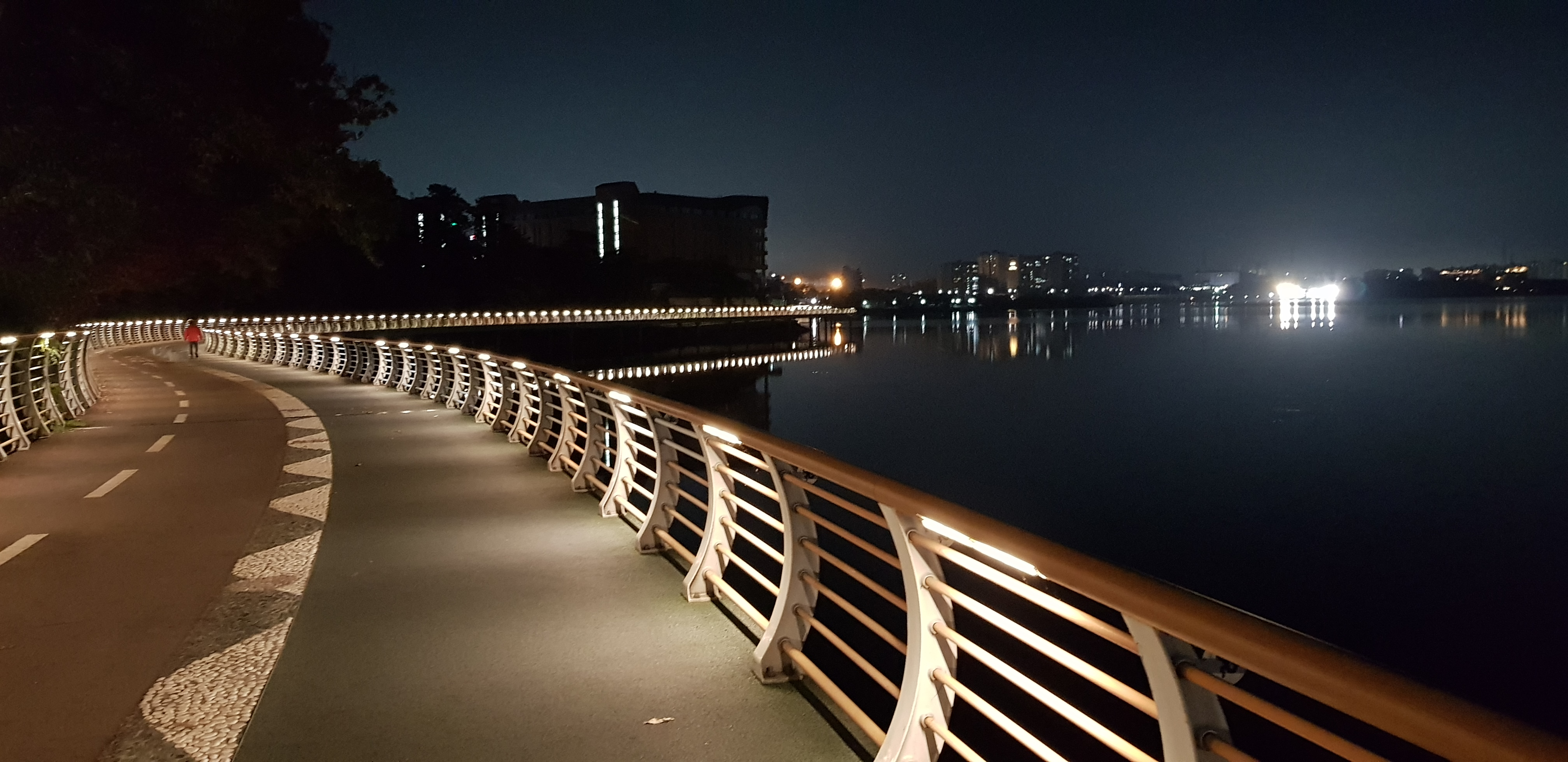
기흥저수지 야간 산보길
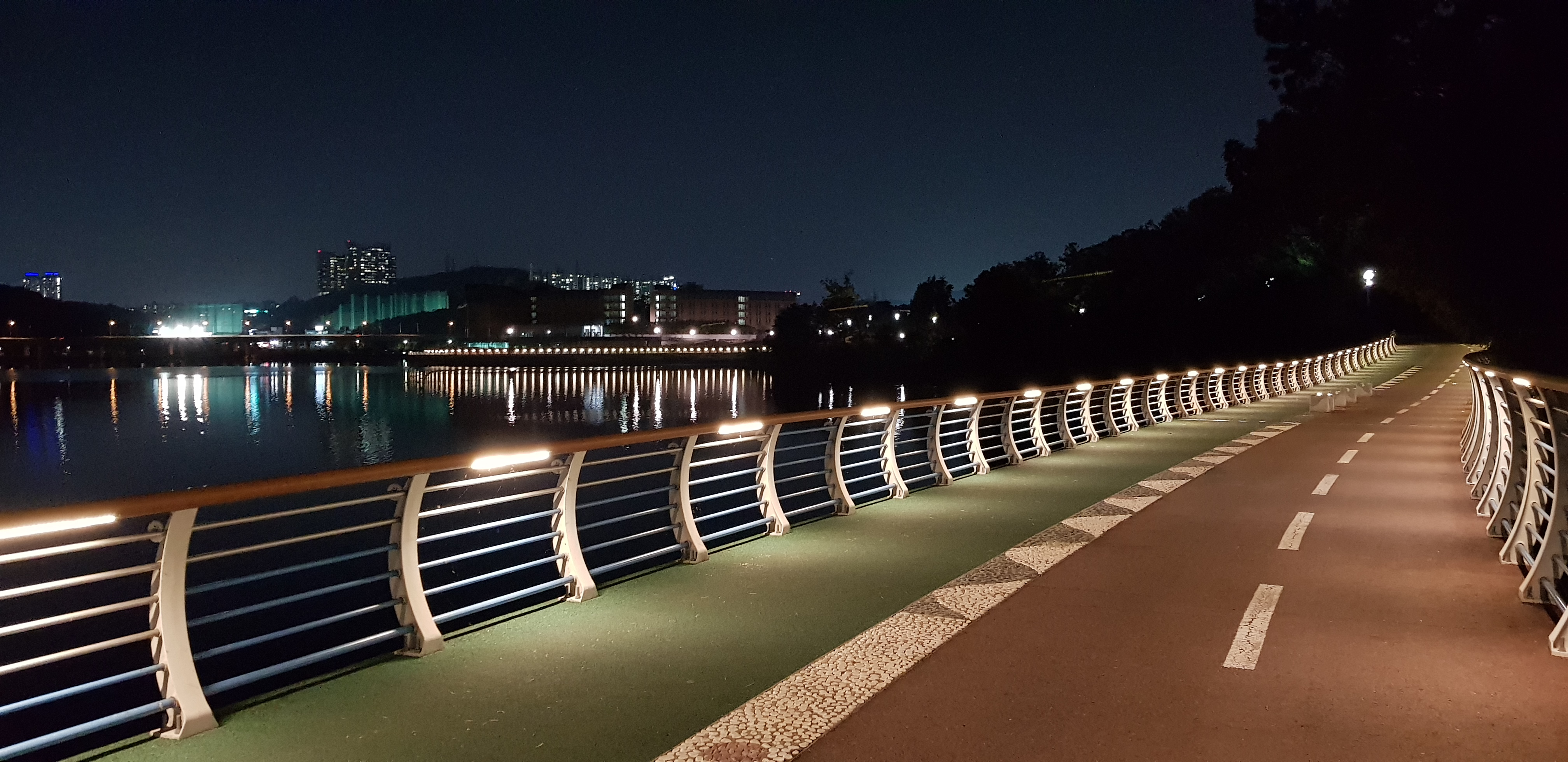
경기도 용인시 기흥 저수지 야간 전경
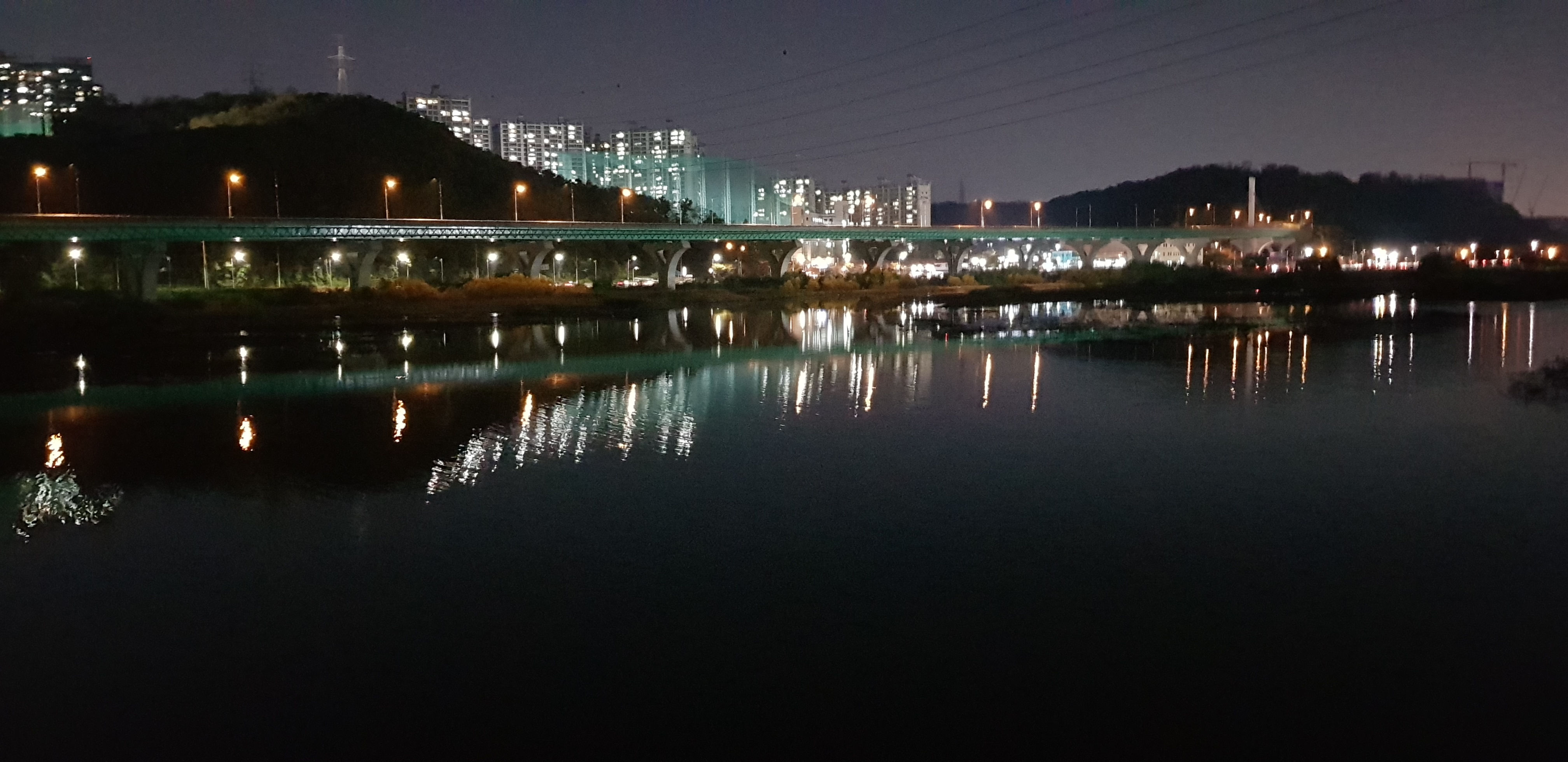
경기도 용인 기흥저수지 야간 전경모습
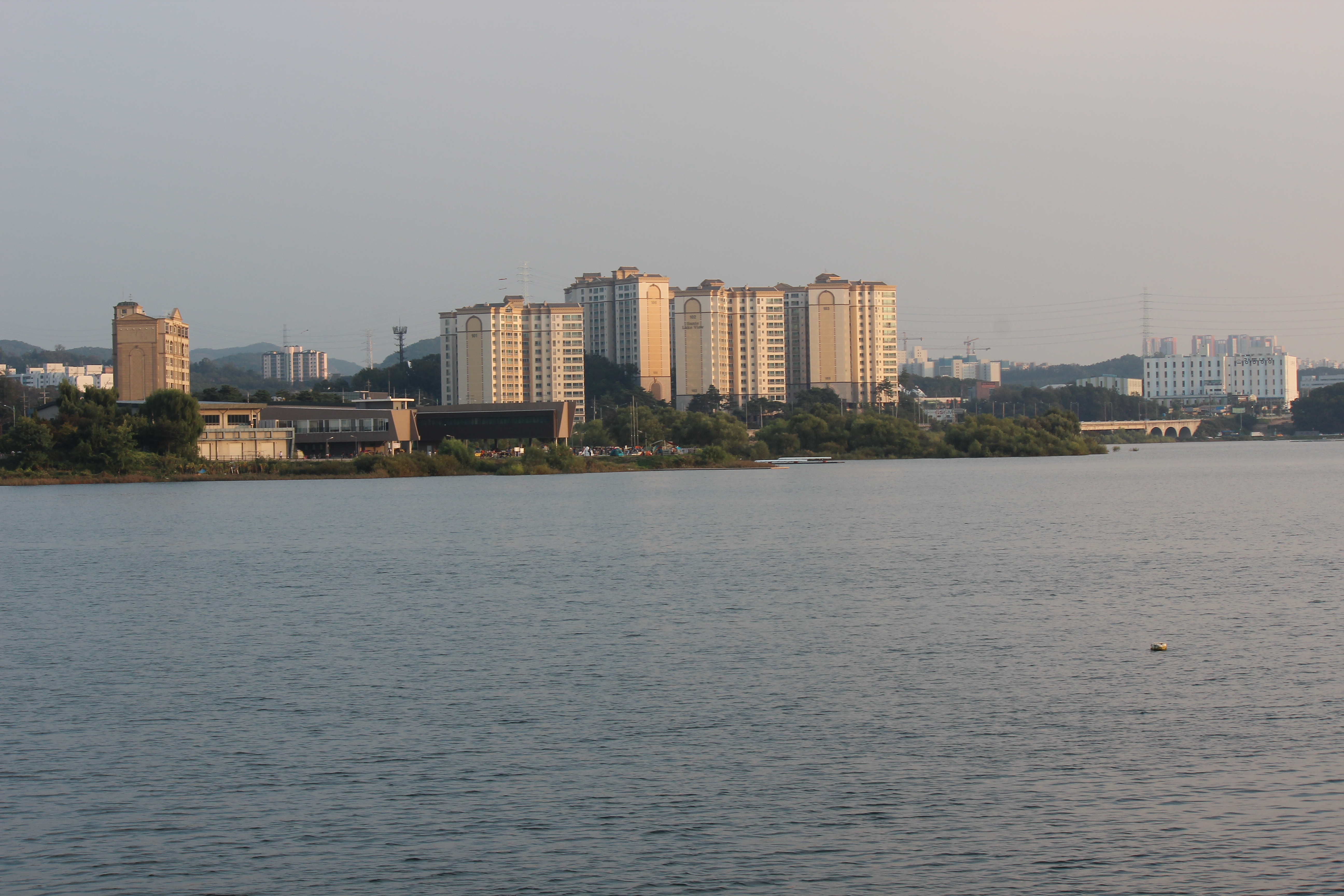
기흥저수지
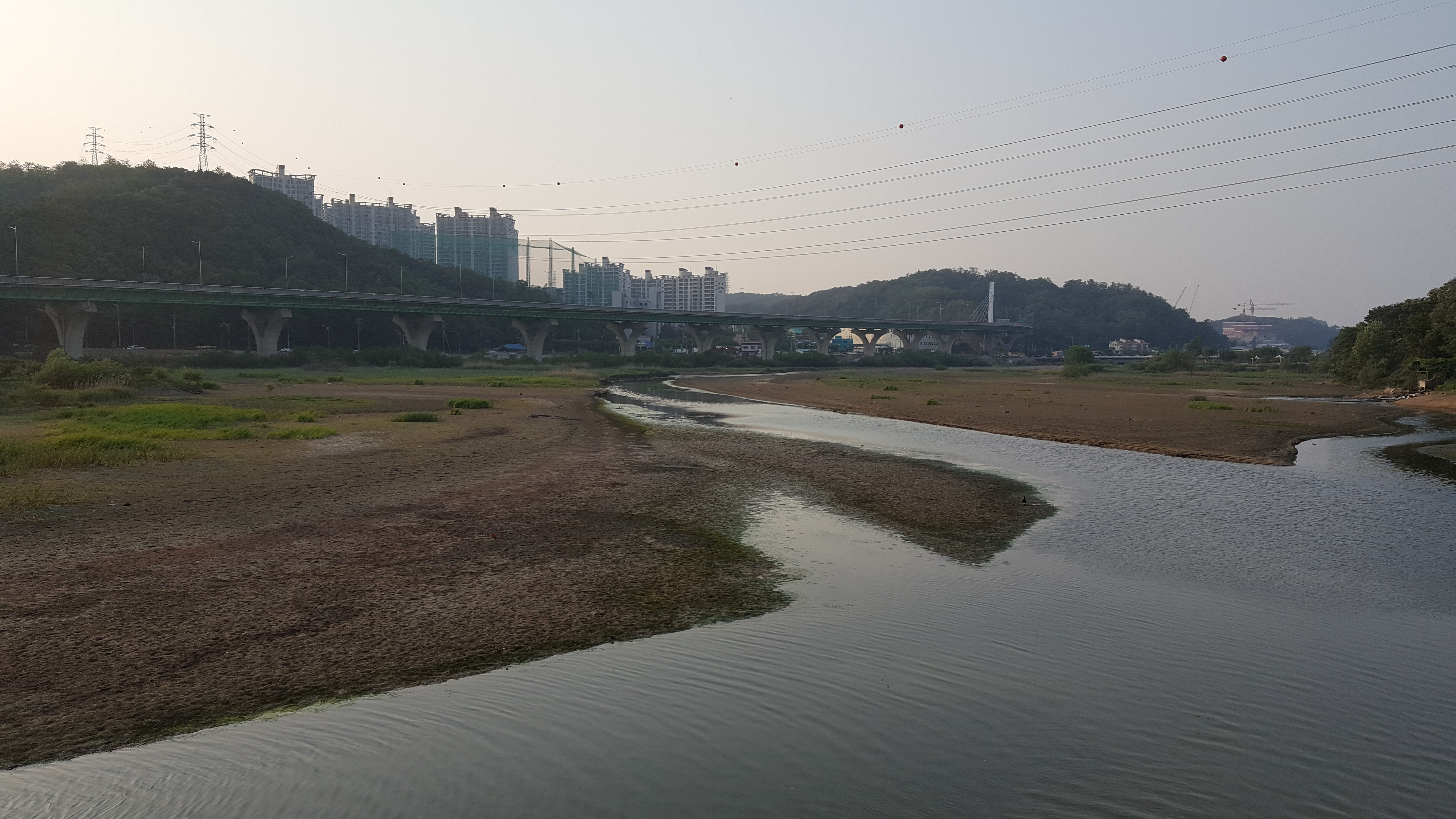
기흥저수지
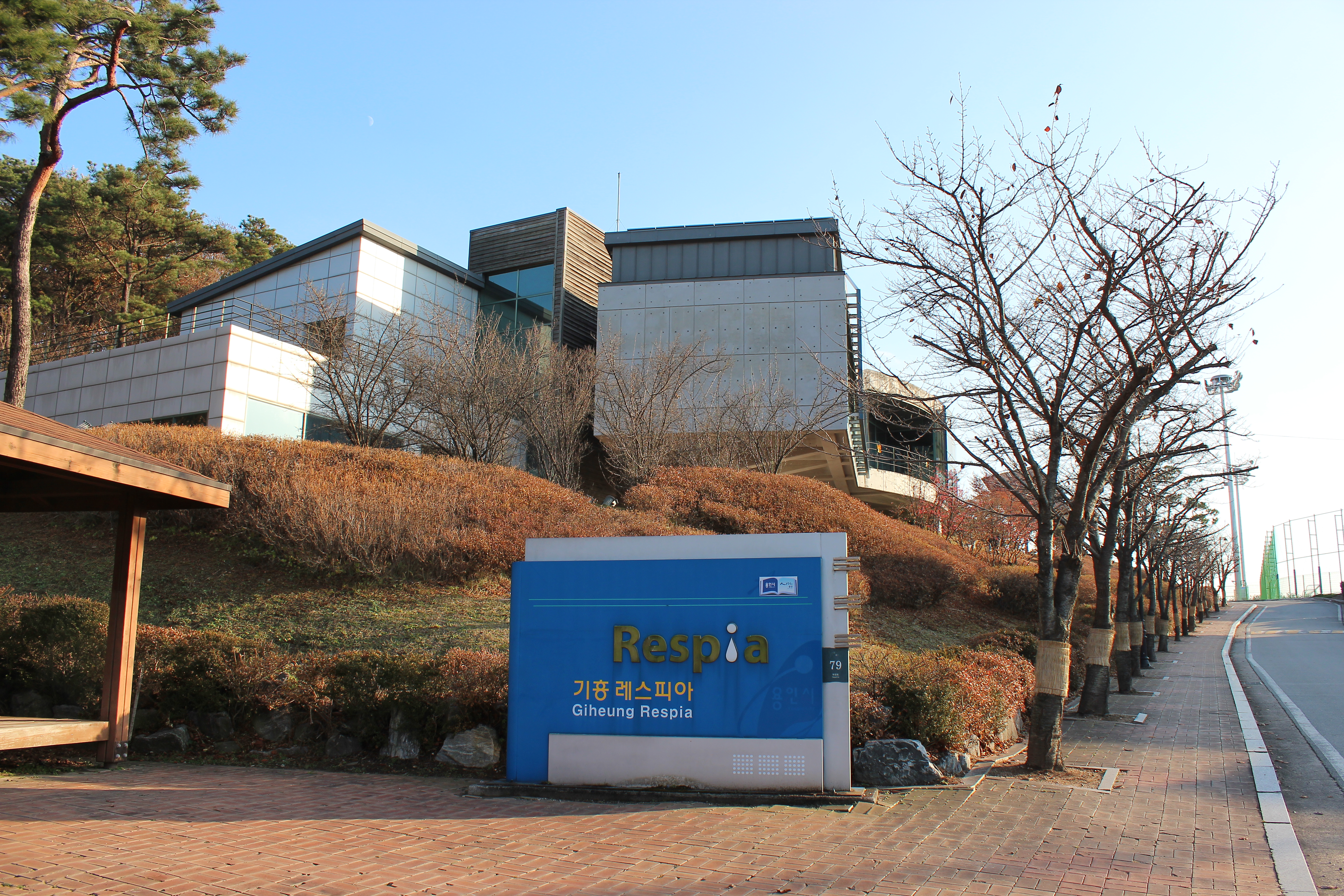
하수처리와 물의 재활용을 하는 용인시 기흥레스피아
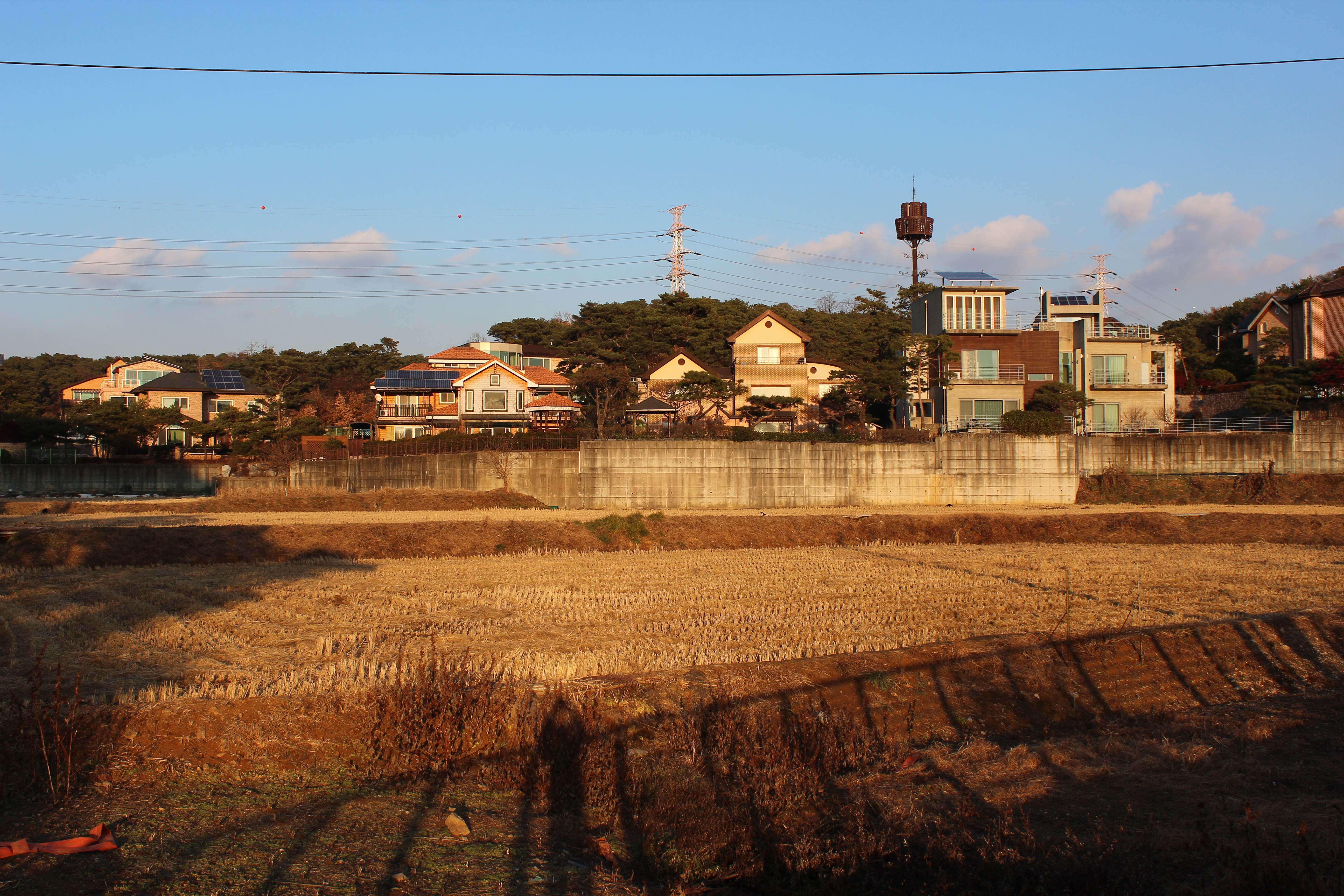
기흥호수 옆에 있는 전원마을주택들
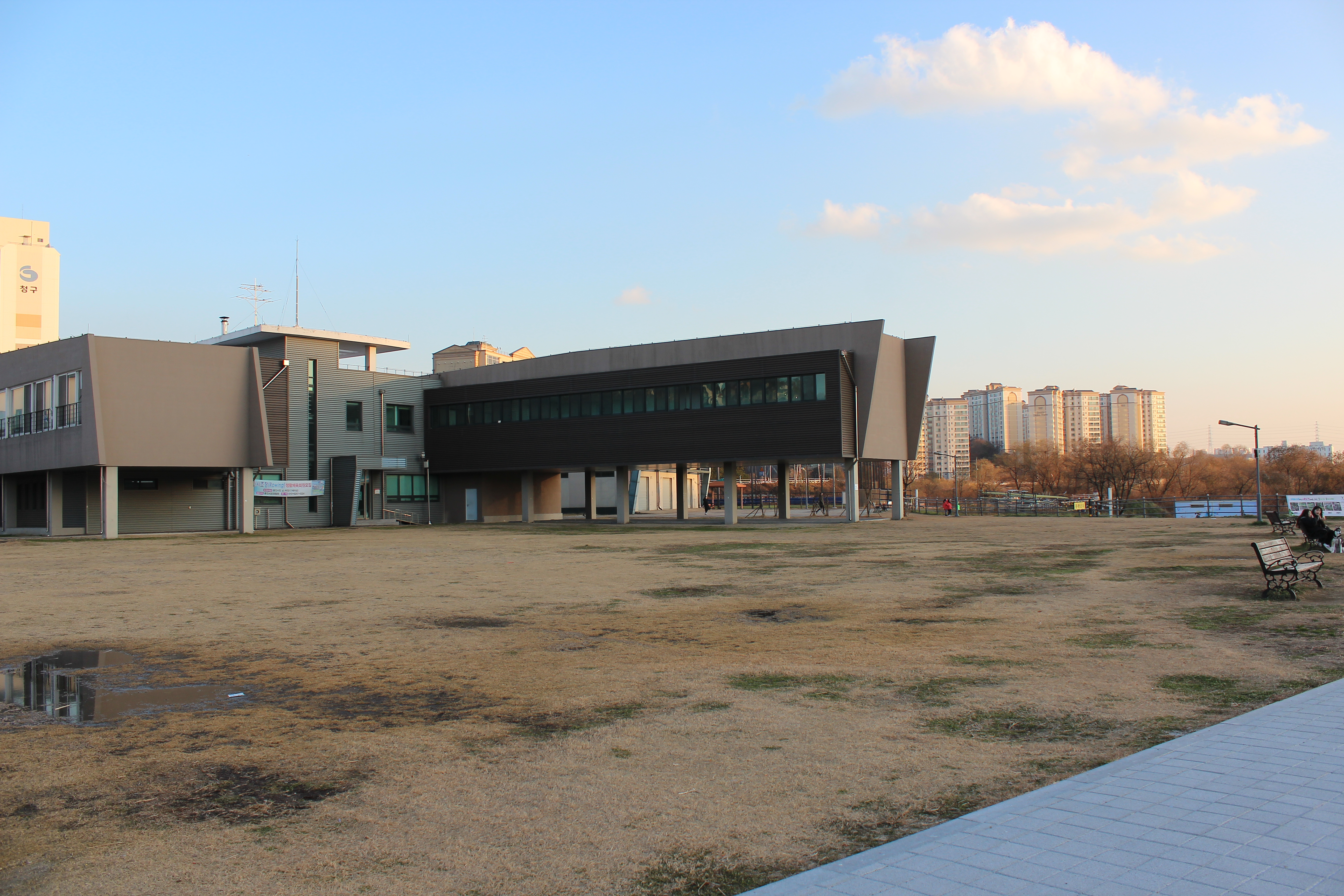
기흥호수내에 있는 요트장 건물
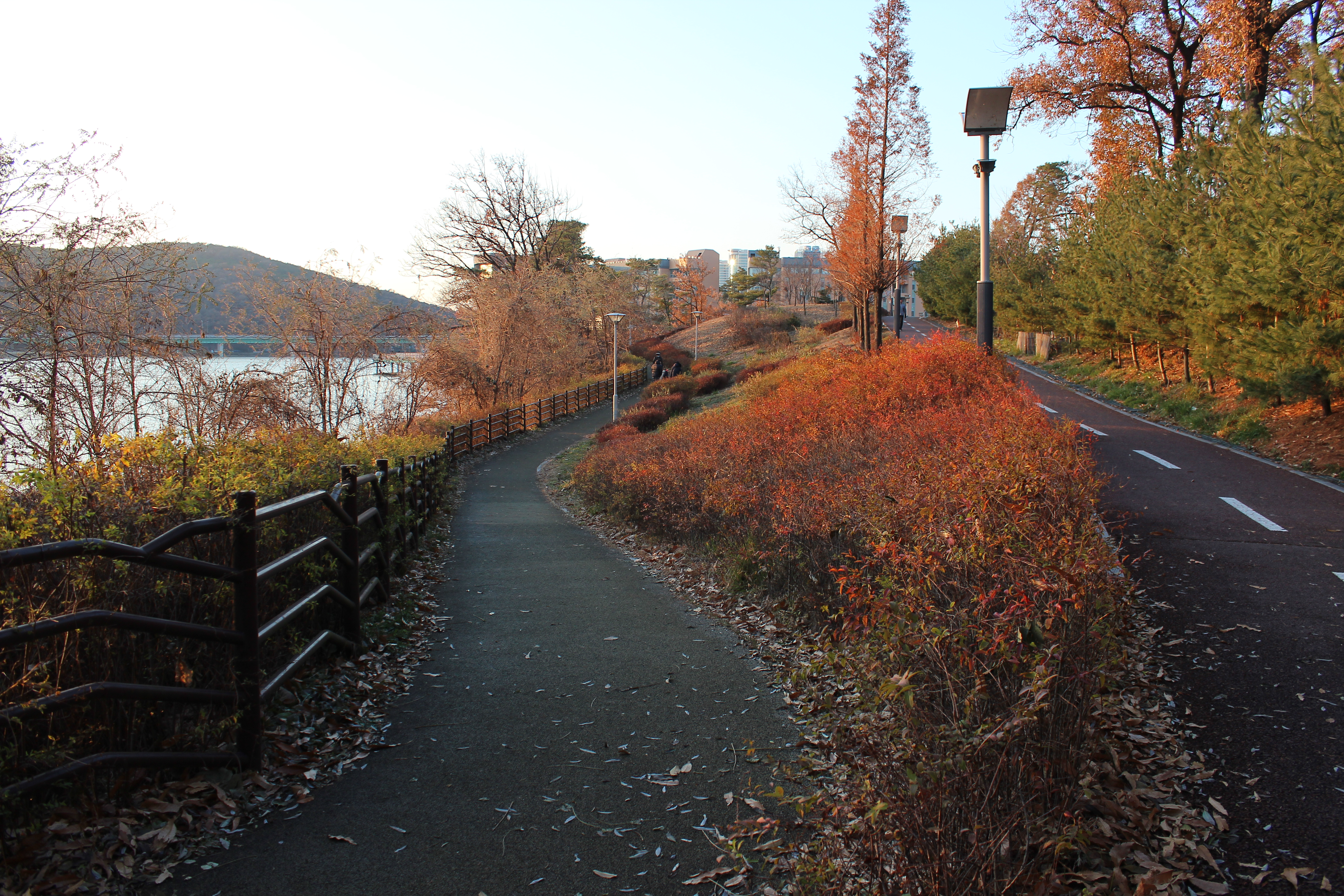
기흥호수내 산책길
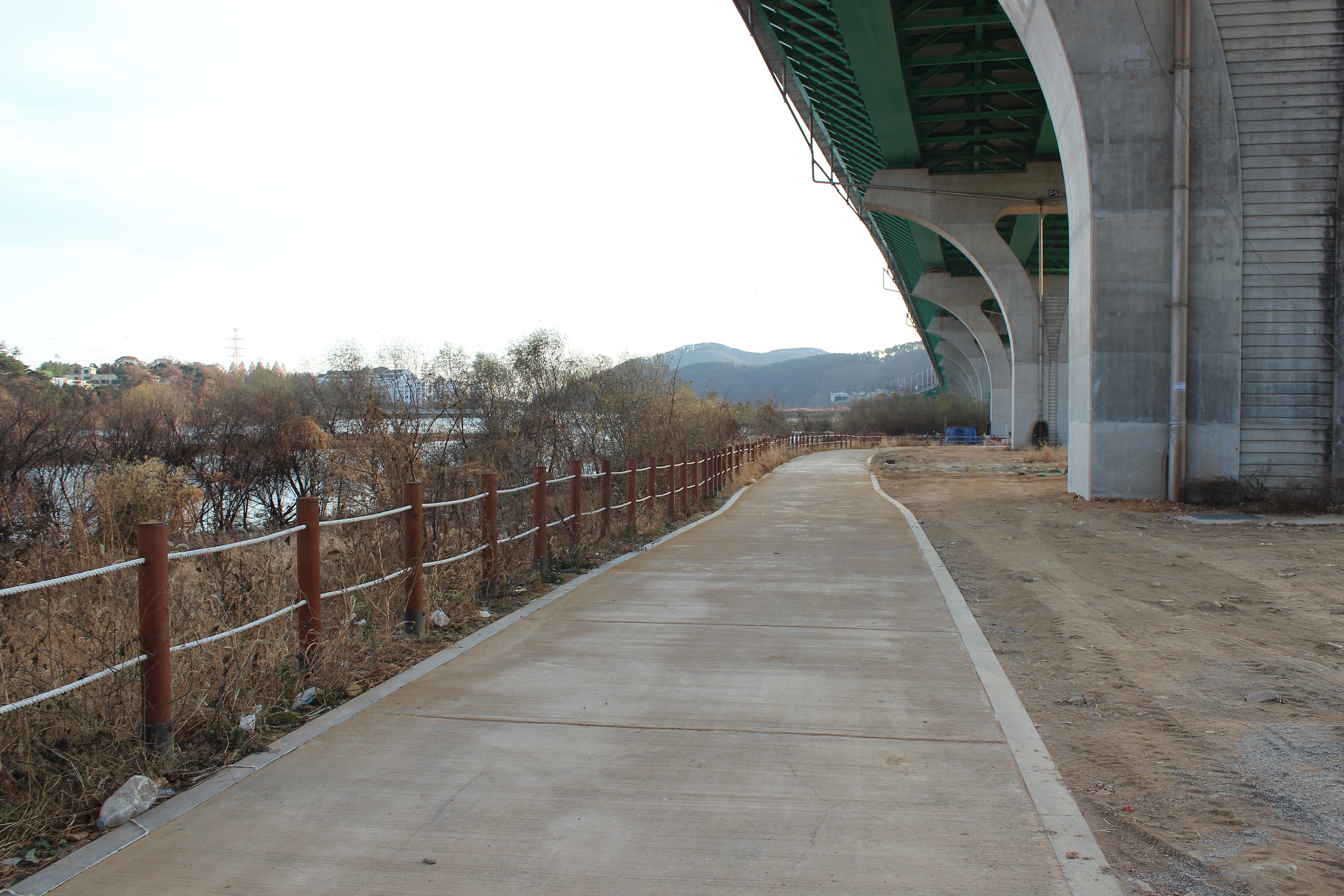
walking road in Gihung Lake in Yonginshi South Korea
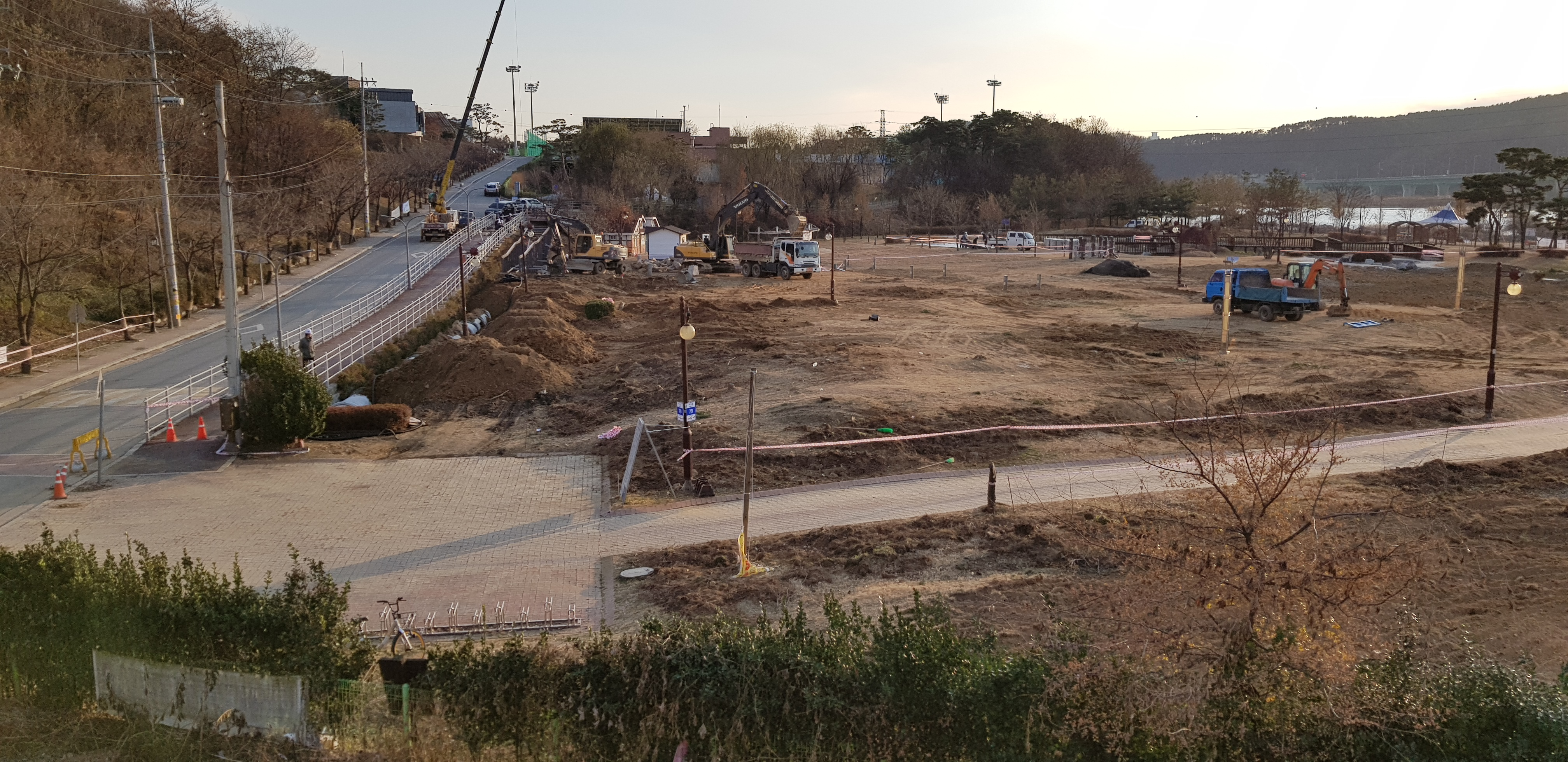
기흥호수에 있는 반려견 공원을 수리하는 모습
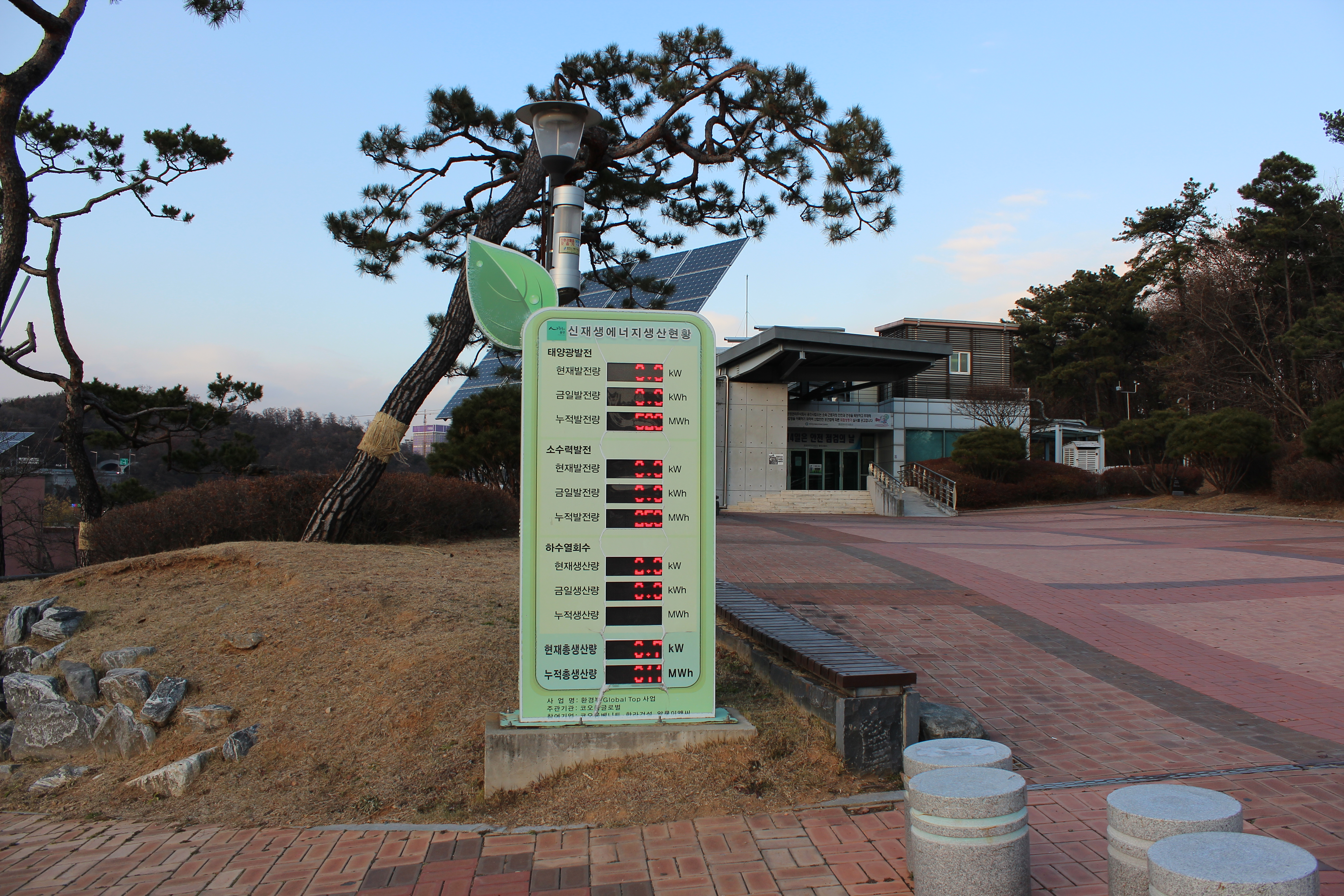
기흥호수내 기흥레스피아의 재생에너지 판넬
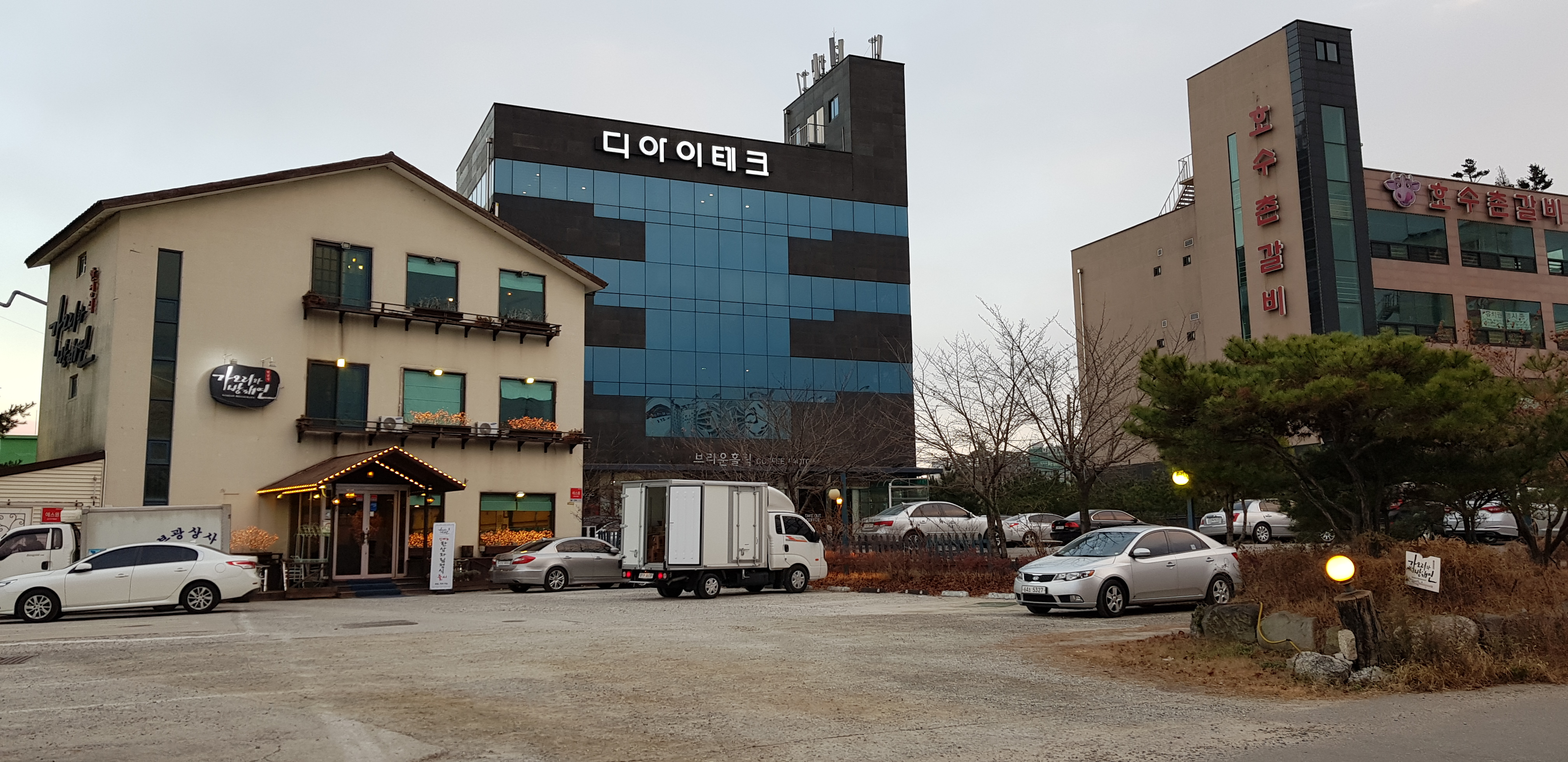
기흥저수지 주변의 식당들
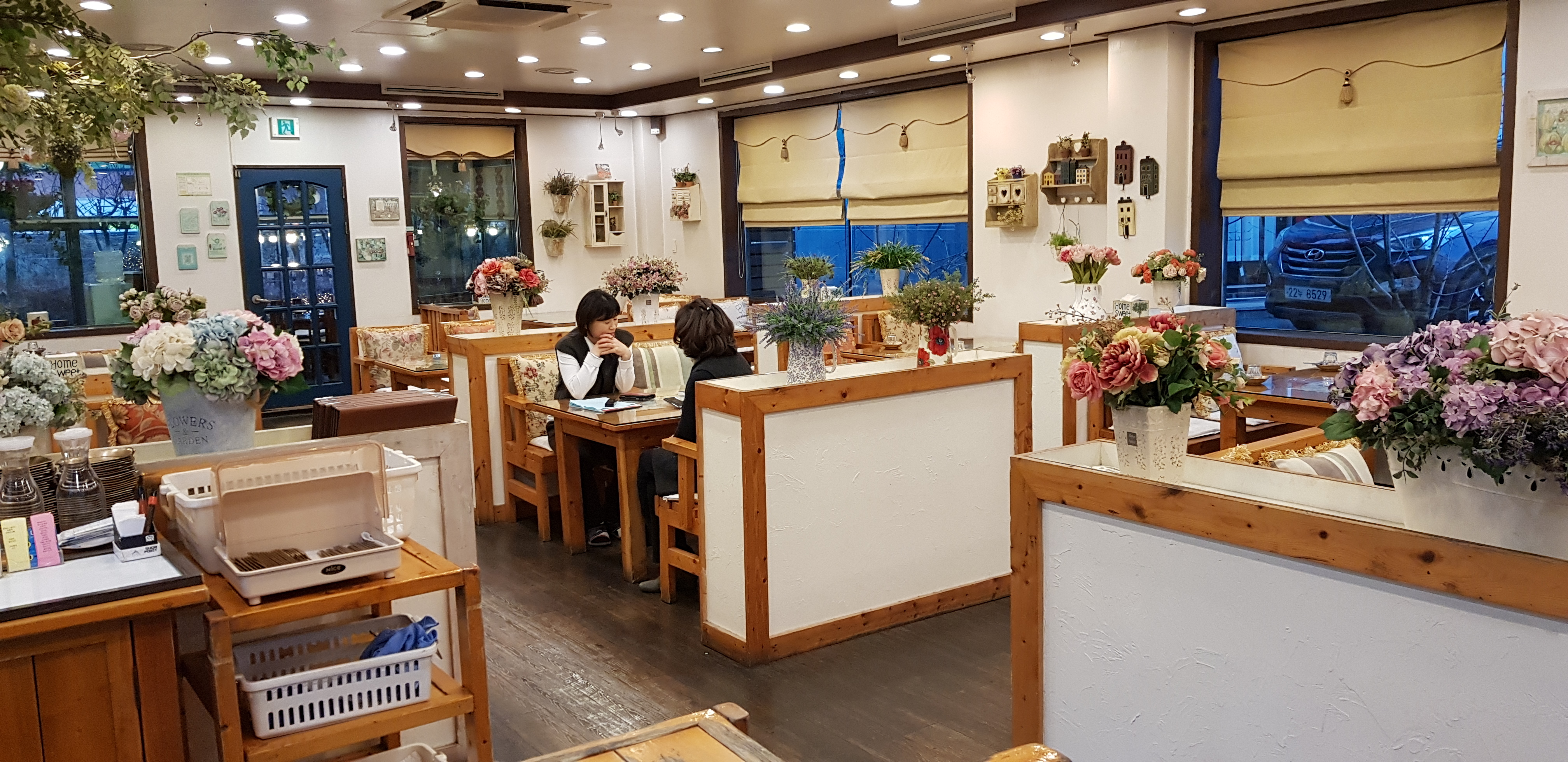
기흥호수 주변의 식당내부
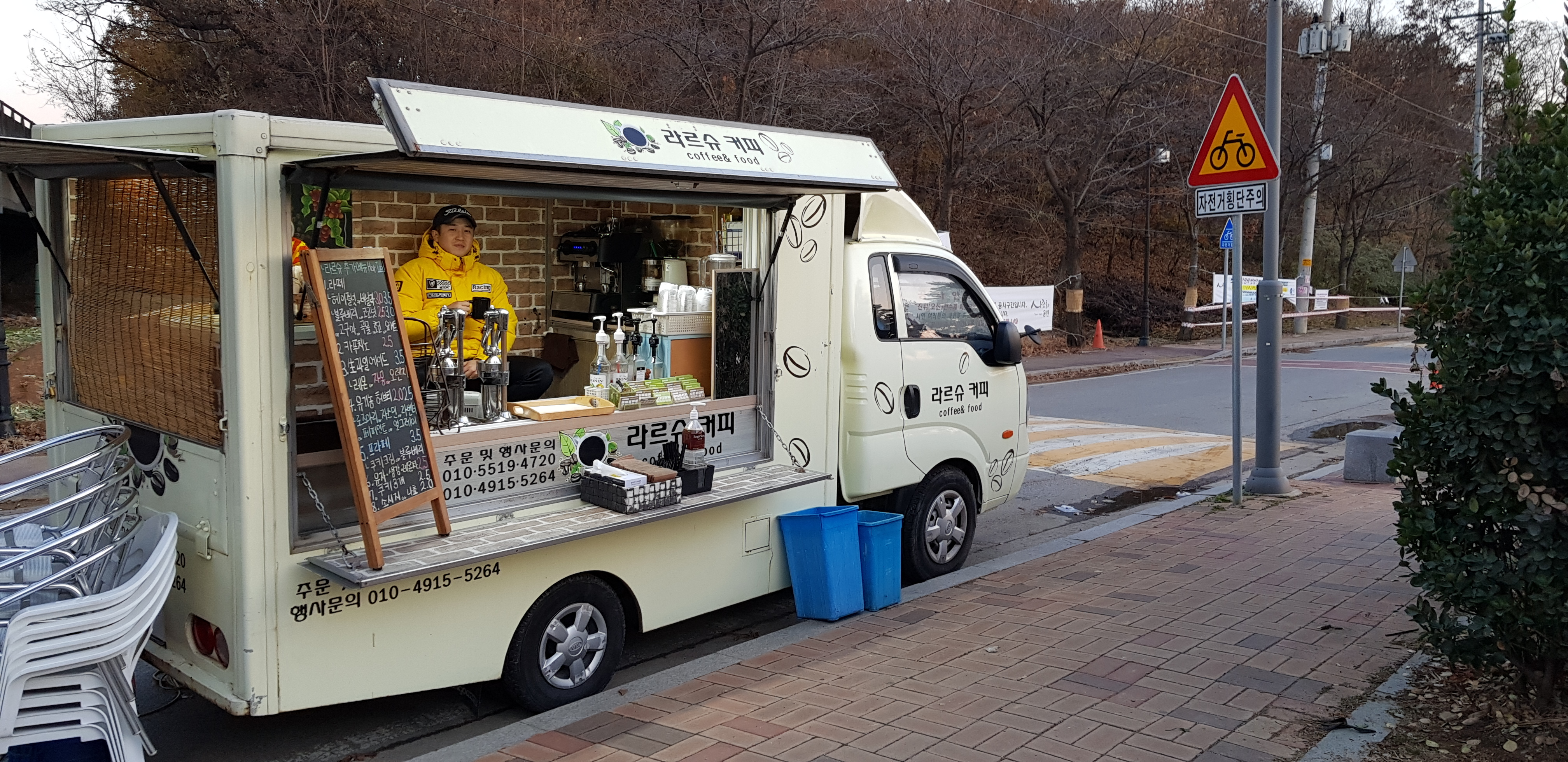
기흥저수지 이동식 커피점
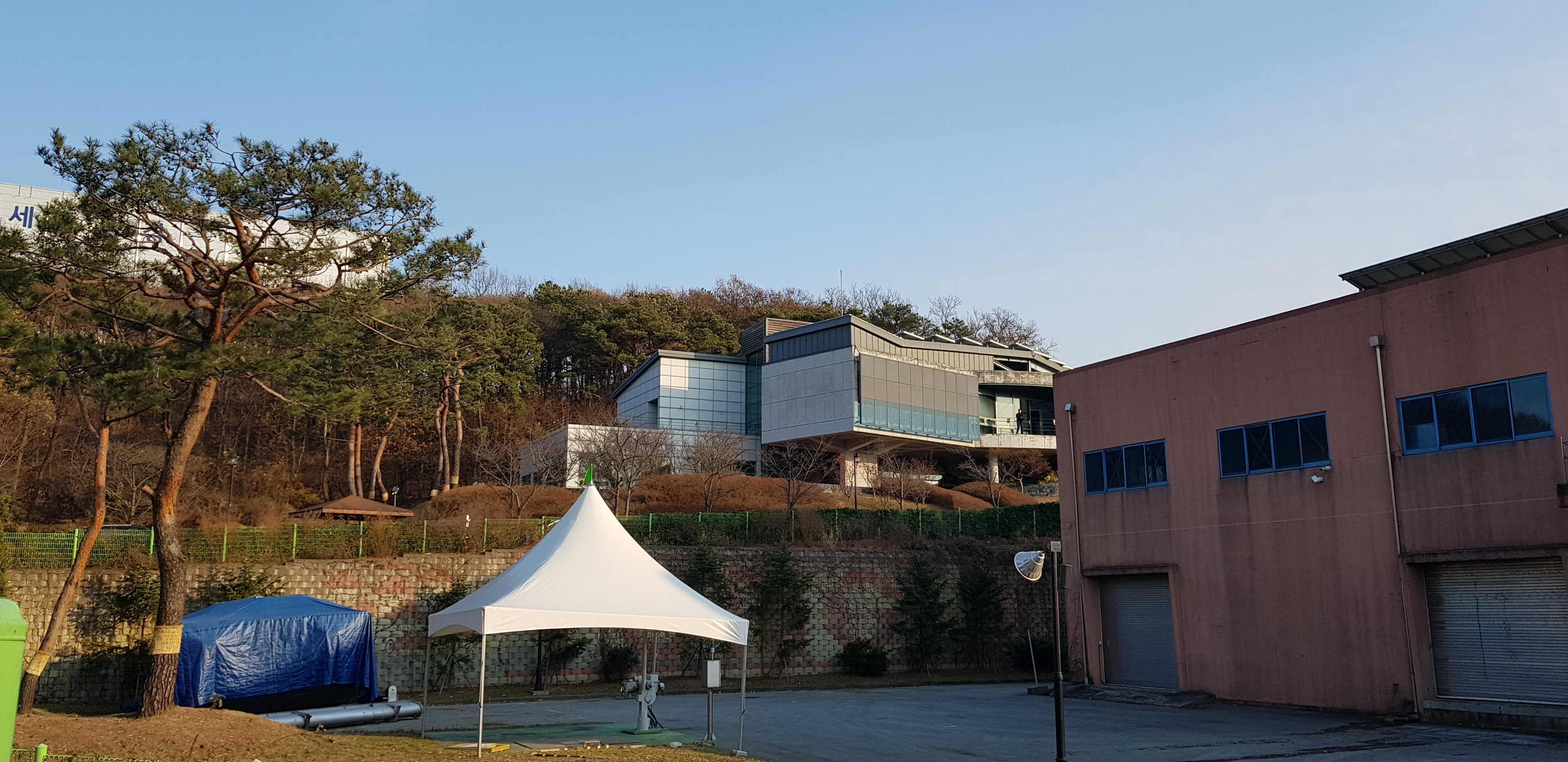
기흥레스피 모습
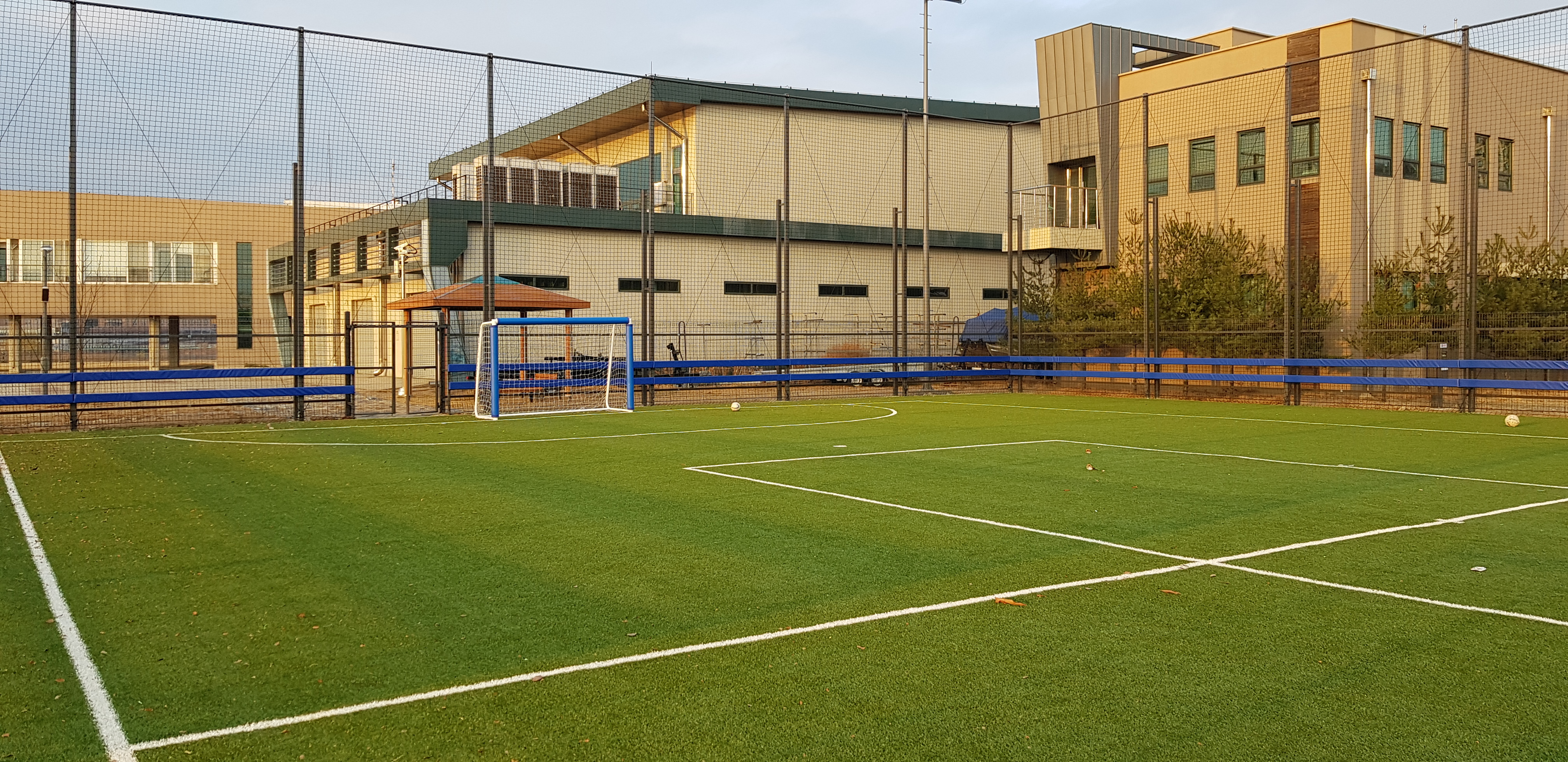
기흥저수지 미니축구장
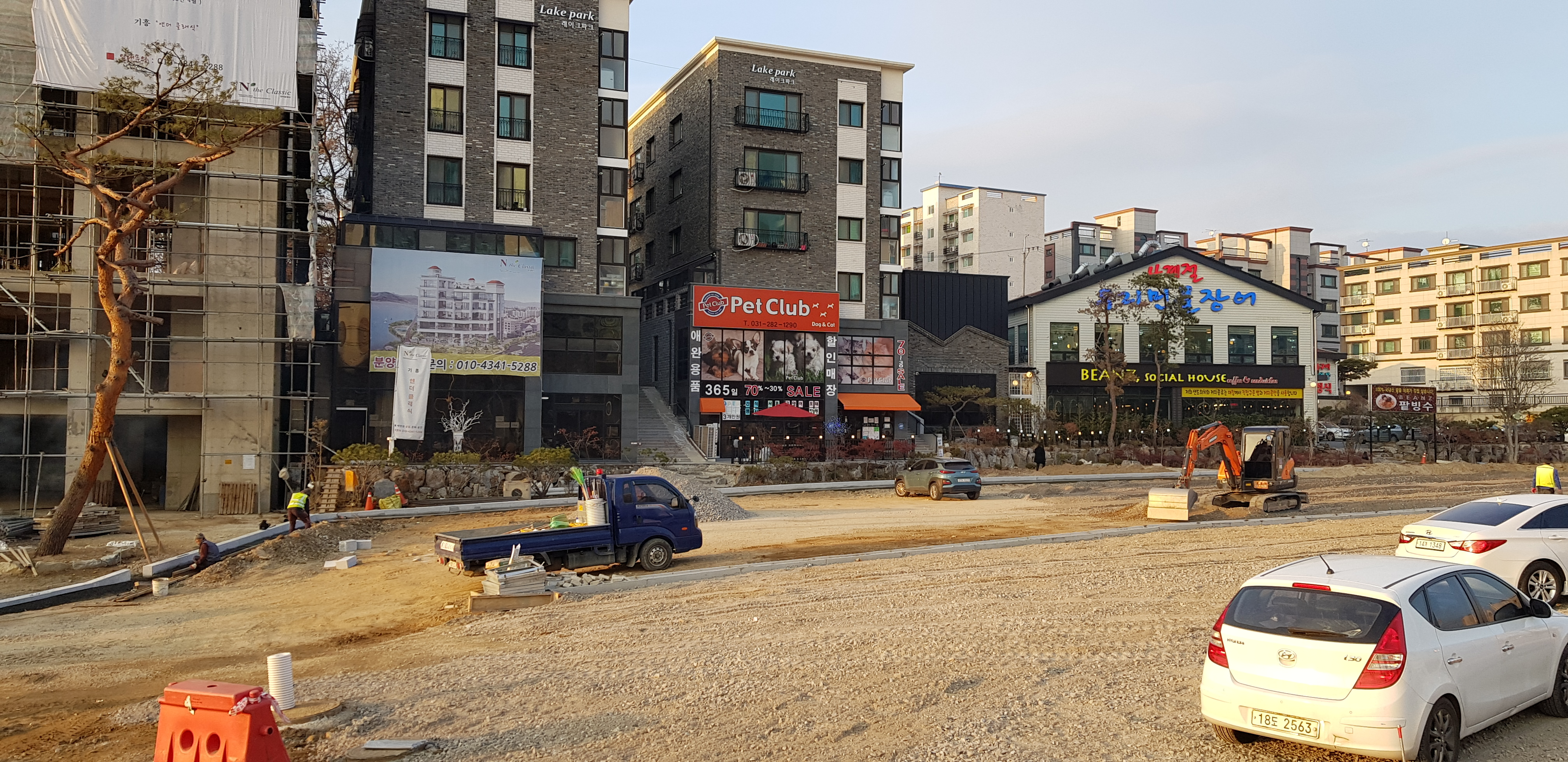
기흥저수지 주변 상점들
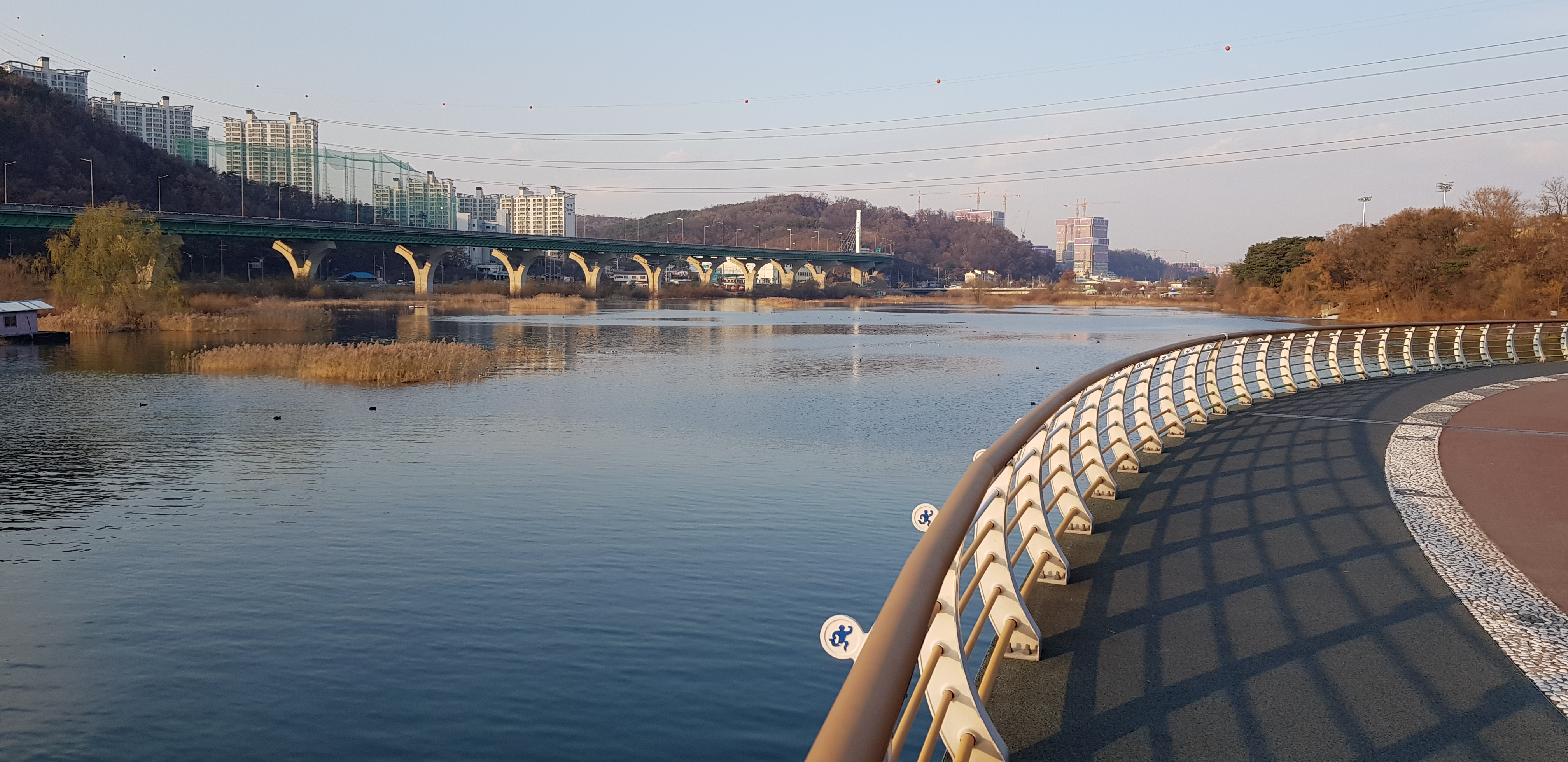
기흥저수지상류쪽
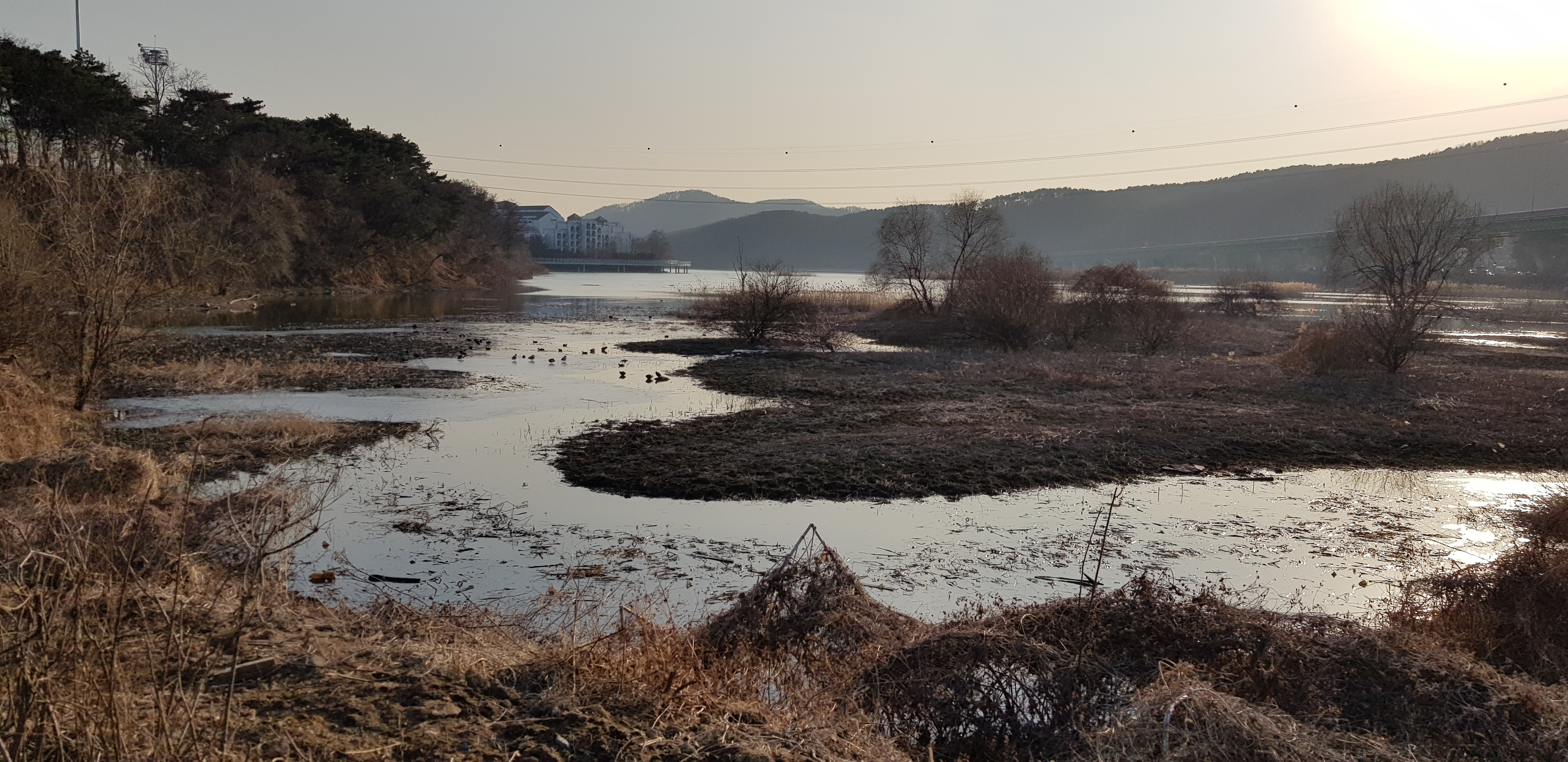
2018년 1월 19일 겨울철 상류지점에서 본 기흥호수 전경
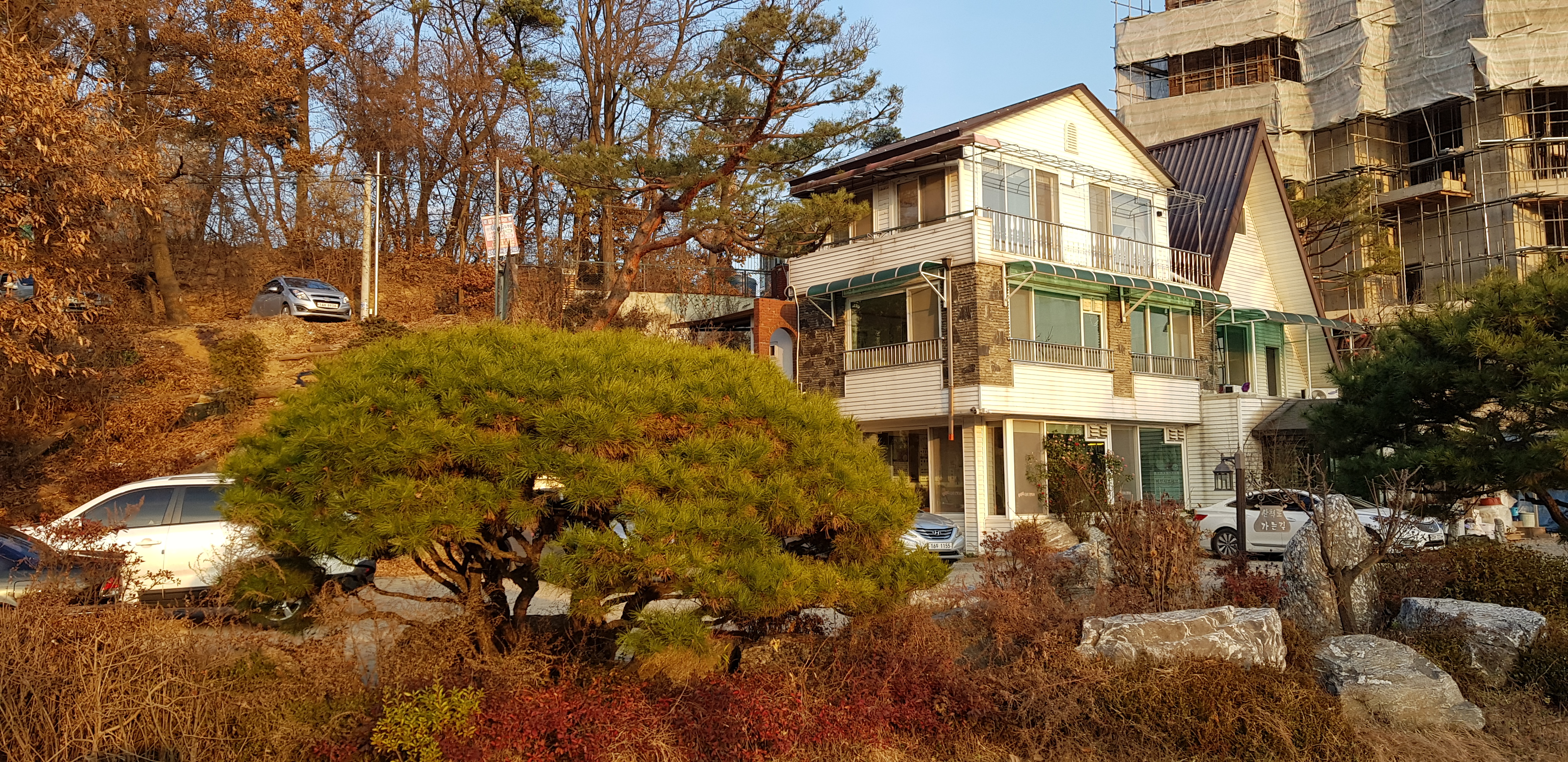
기흥저수지주변 식당
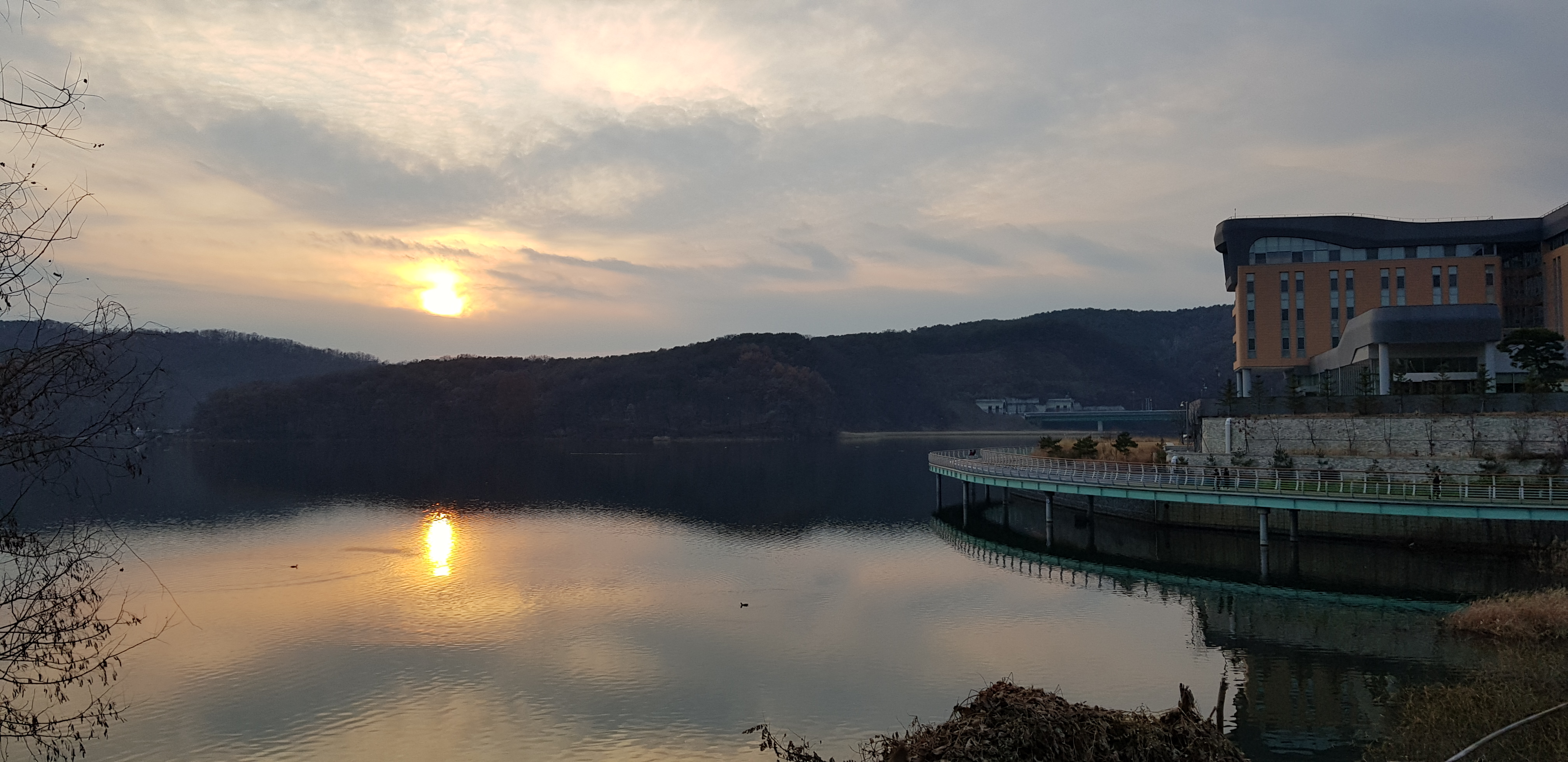
기흥호수 중간지점
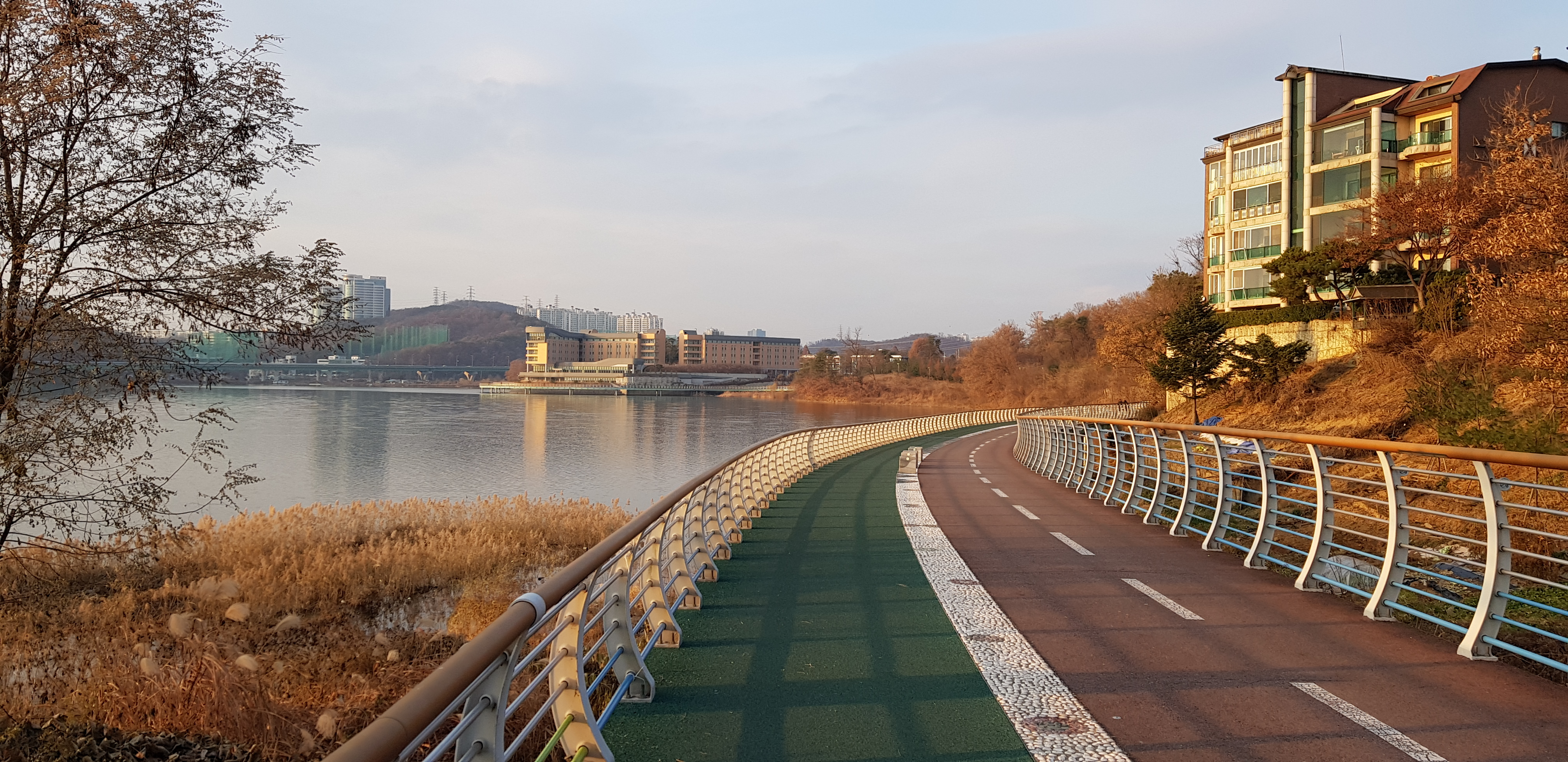
기흥저수지 아래쪽 입구
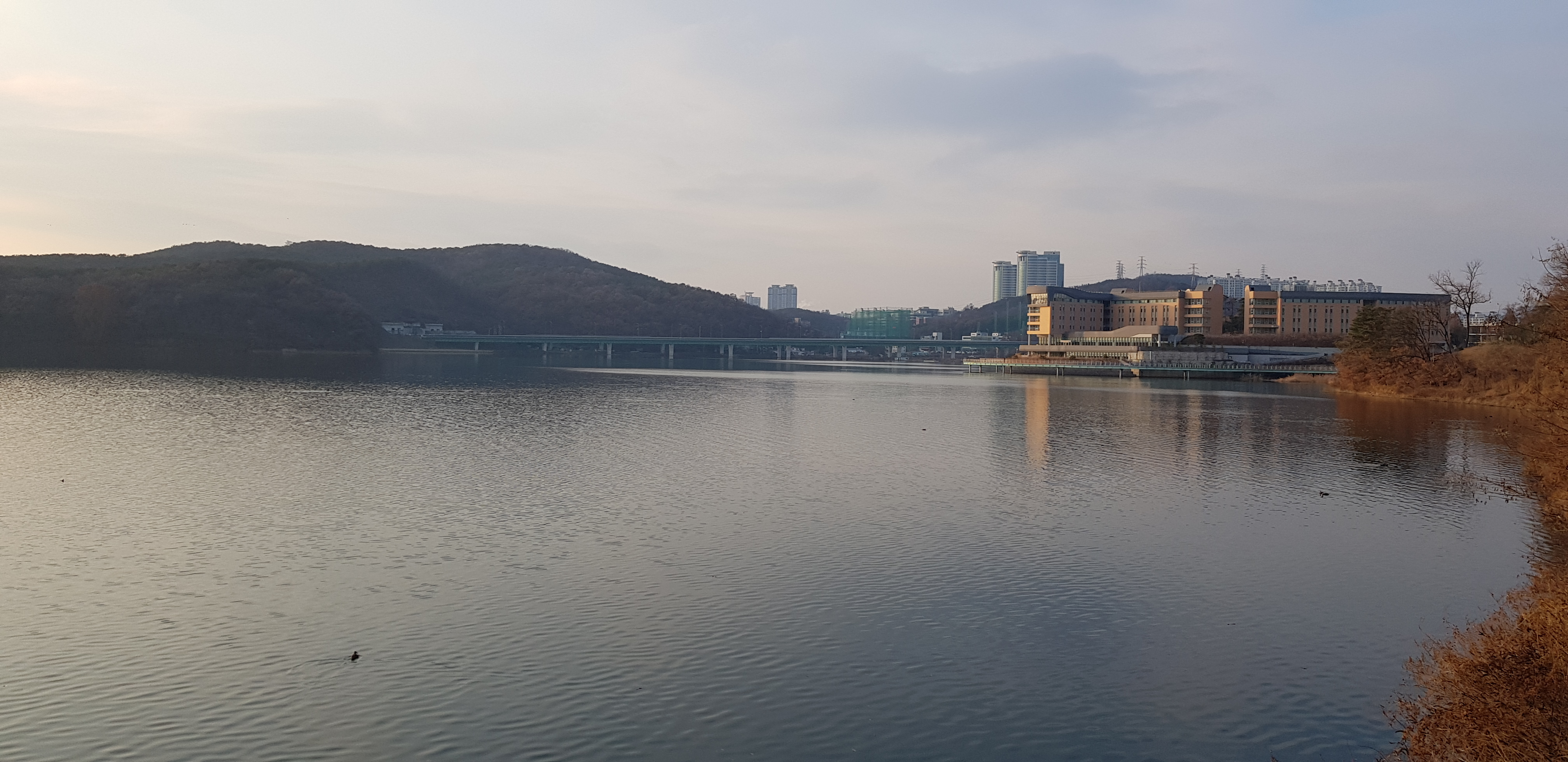
기흥호수전경
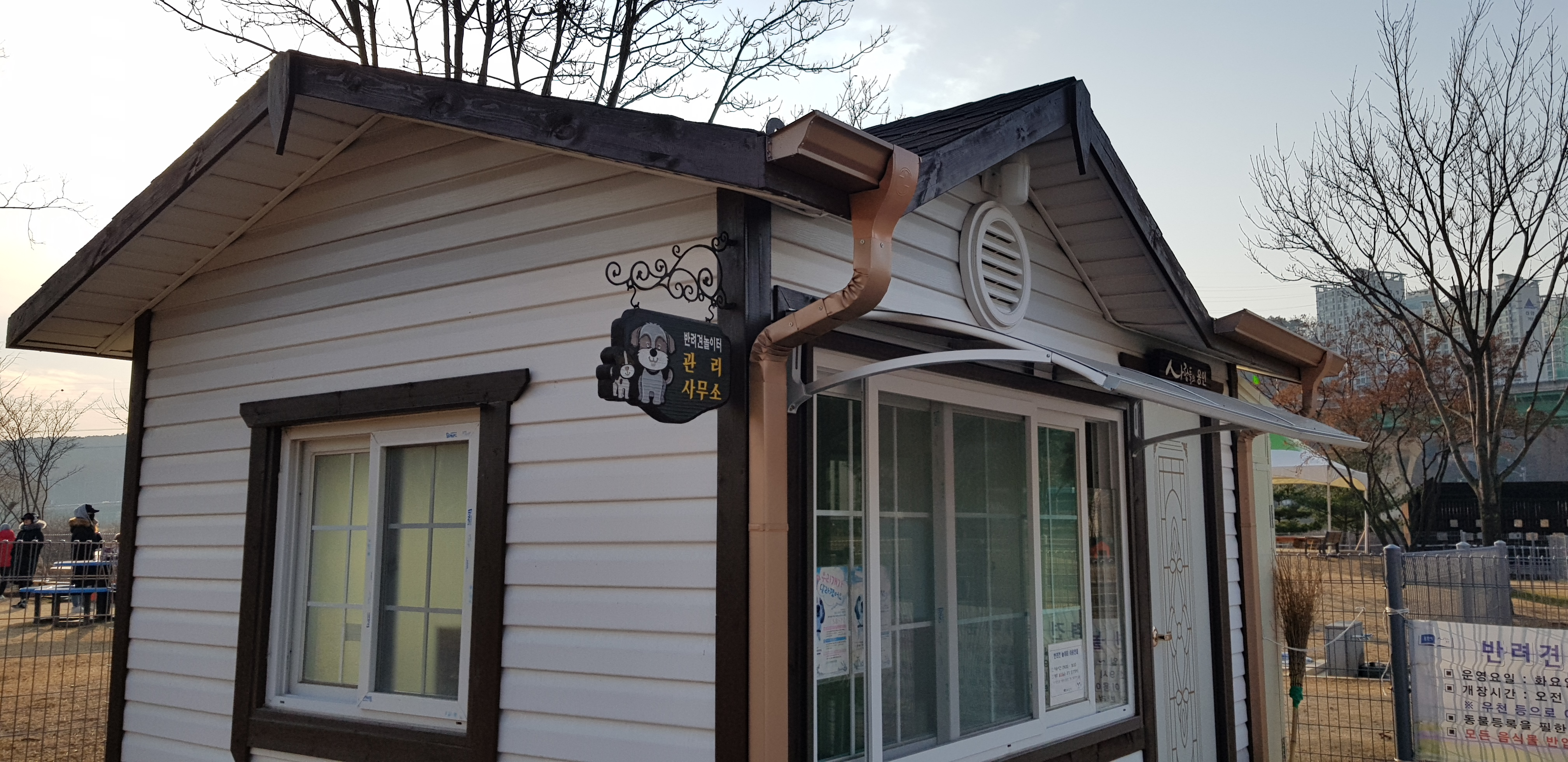
반려견공원관리사무소
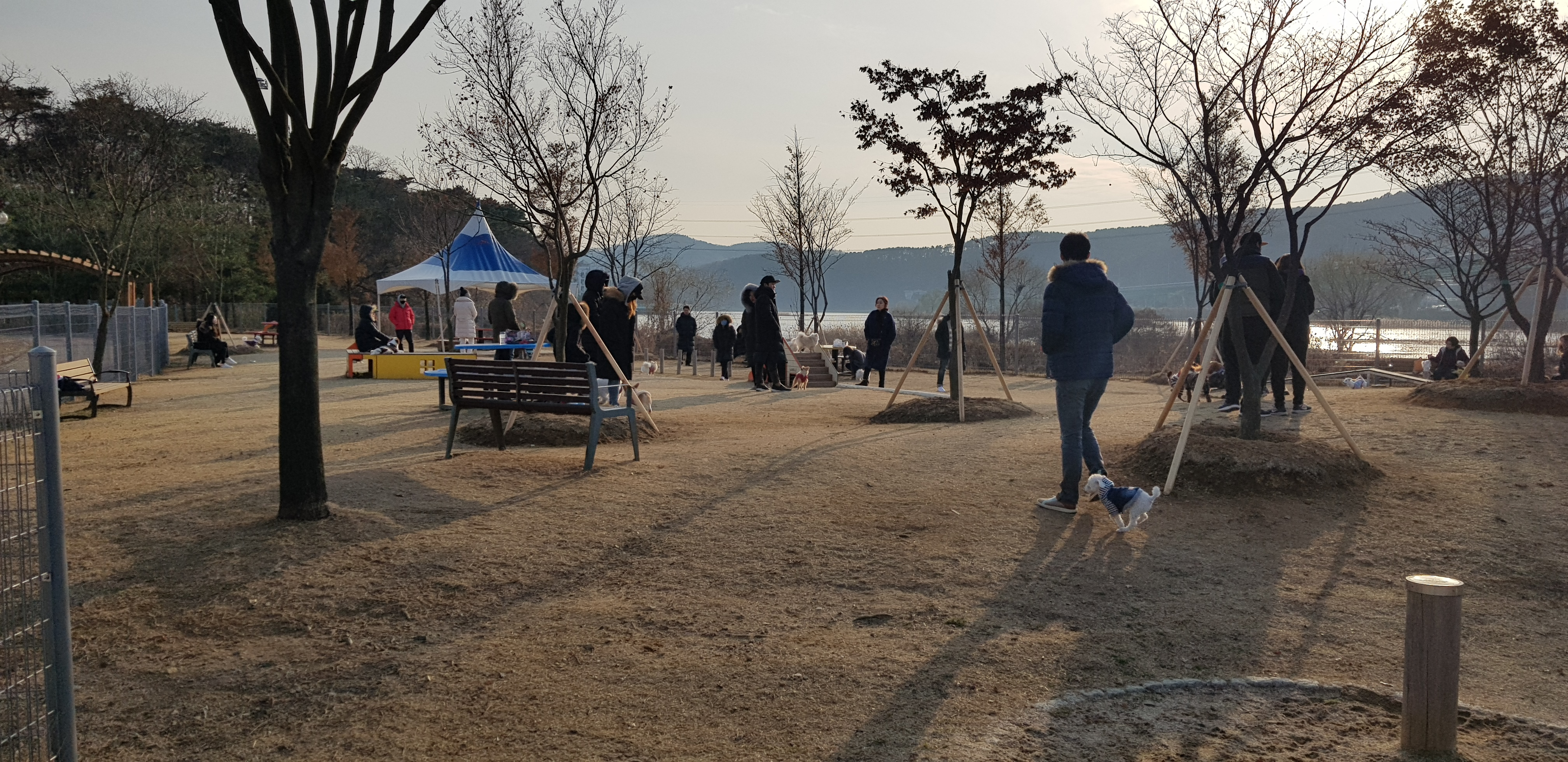
작은 반려견들 놀이터
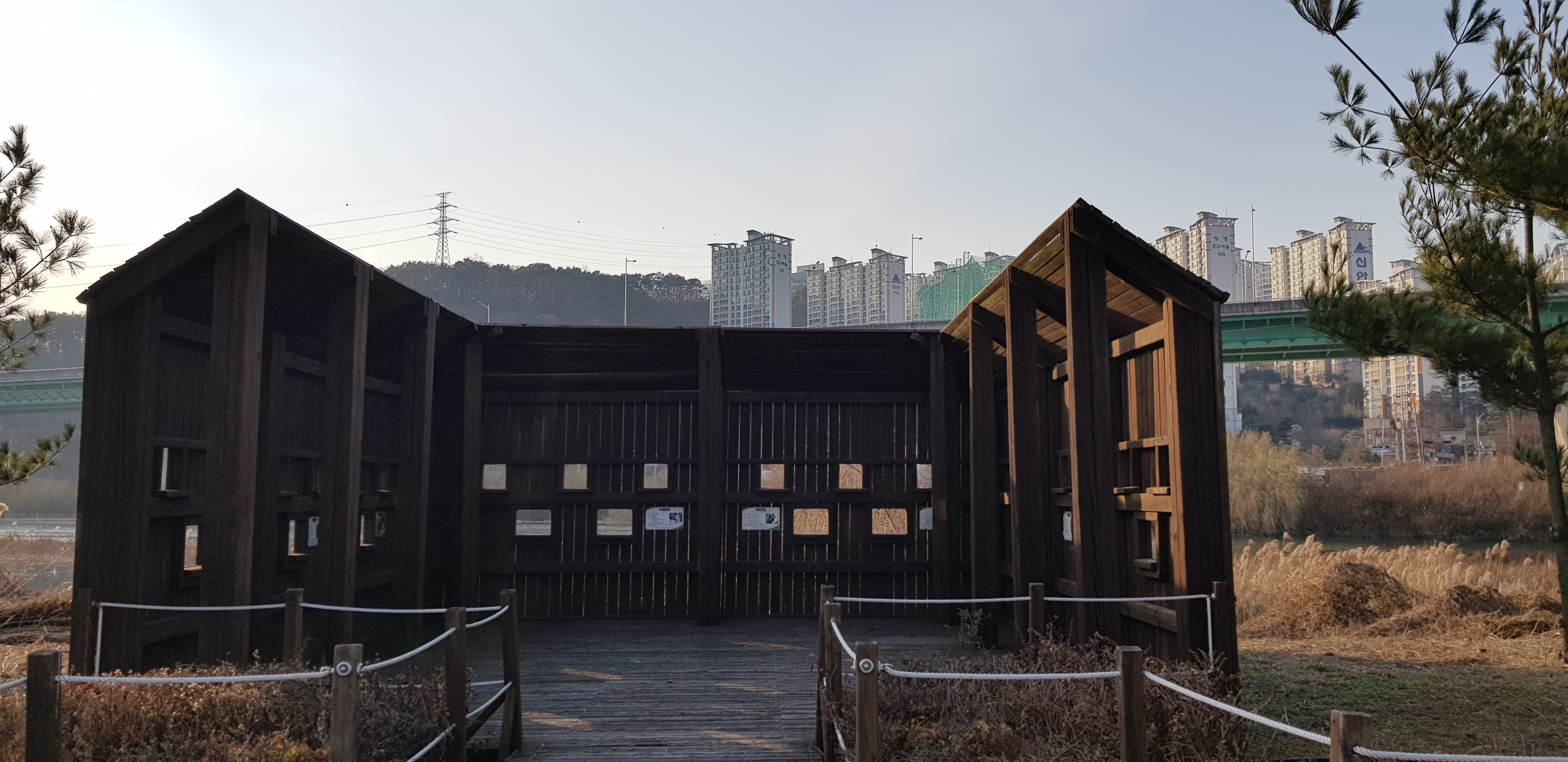
조류관망대
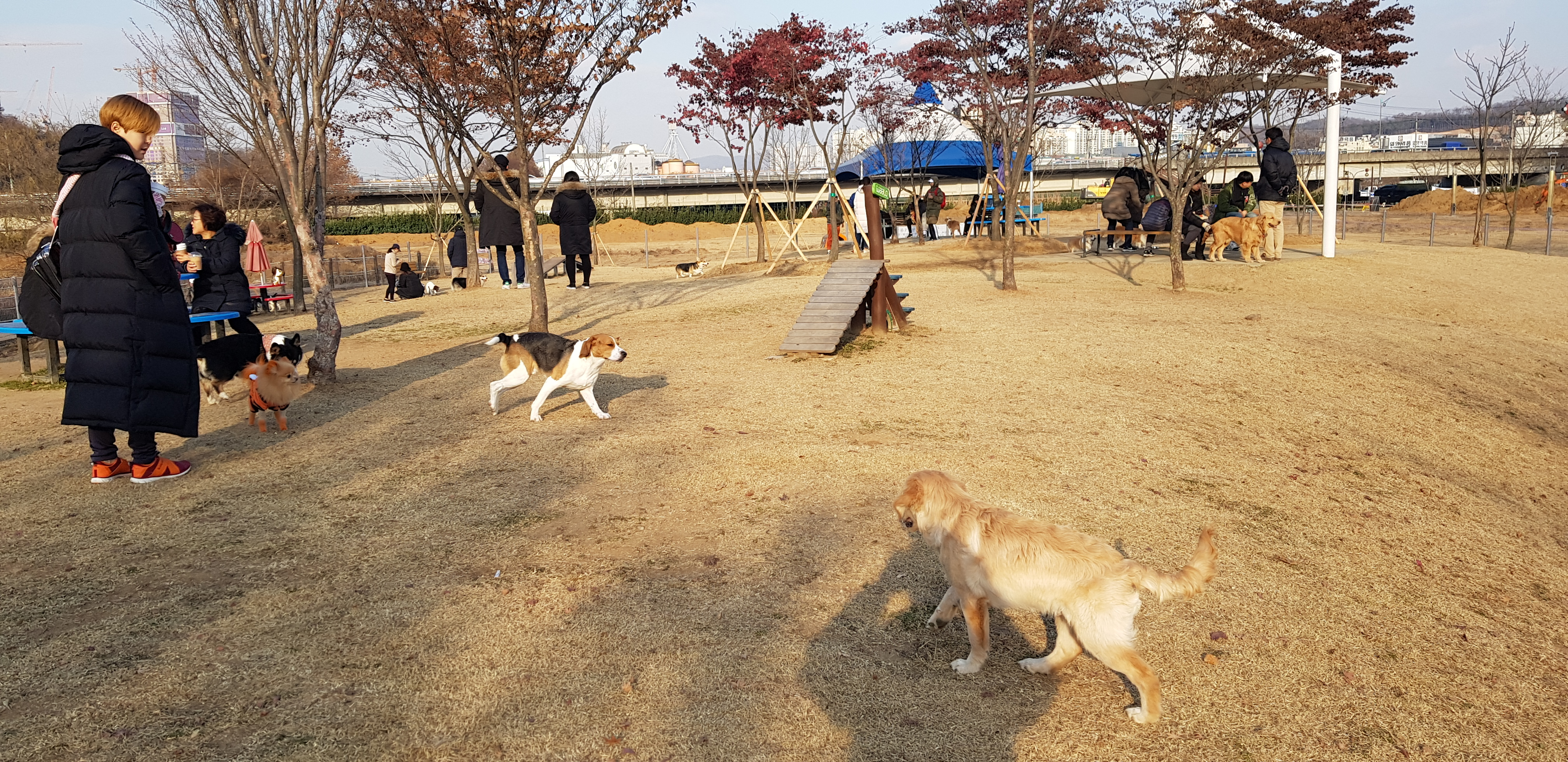
준대형 반려견 놀이터
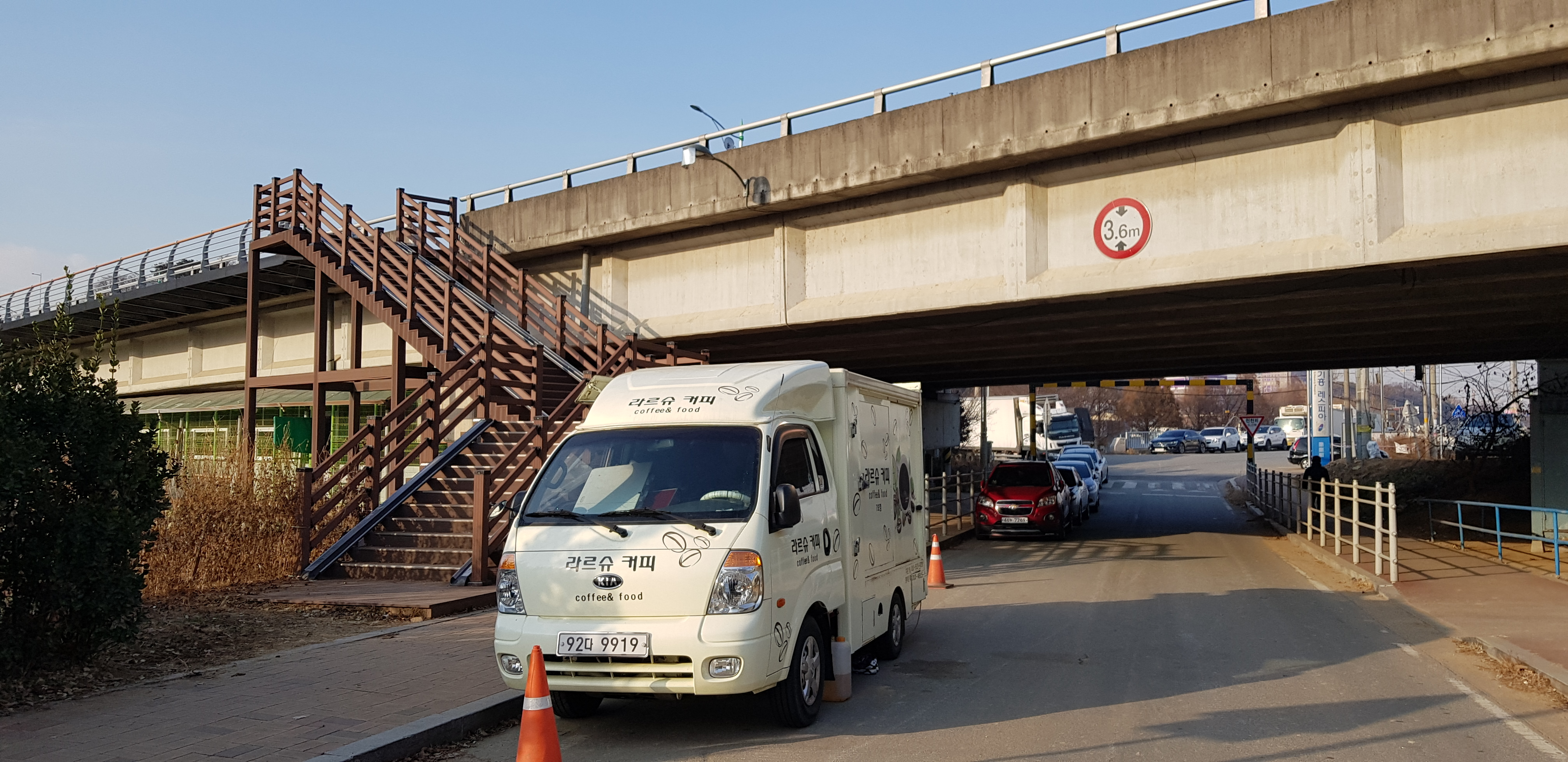
하갈교에서 내려오는 계단
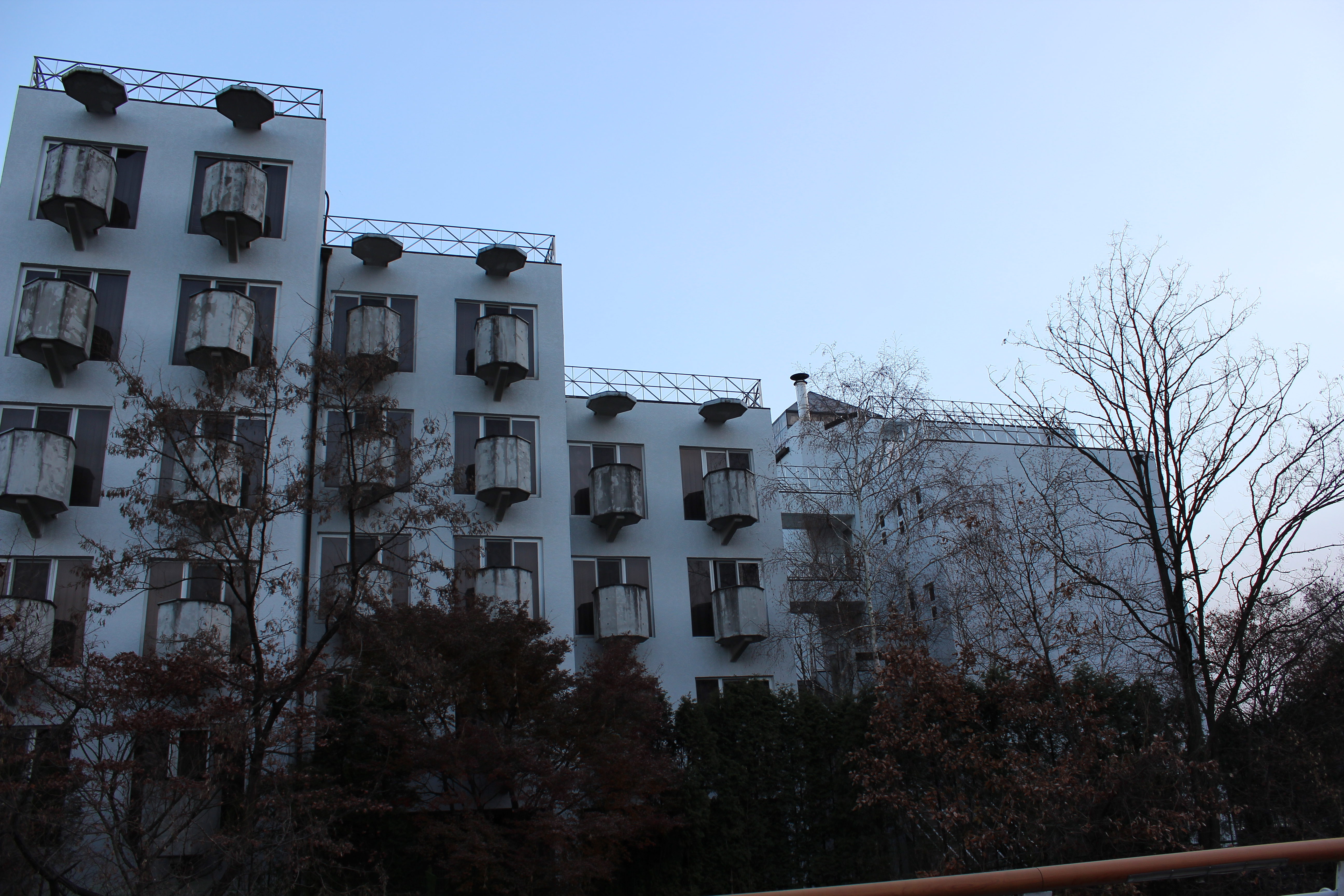
하나은행연수원
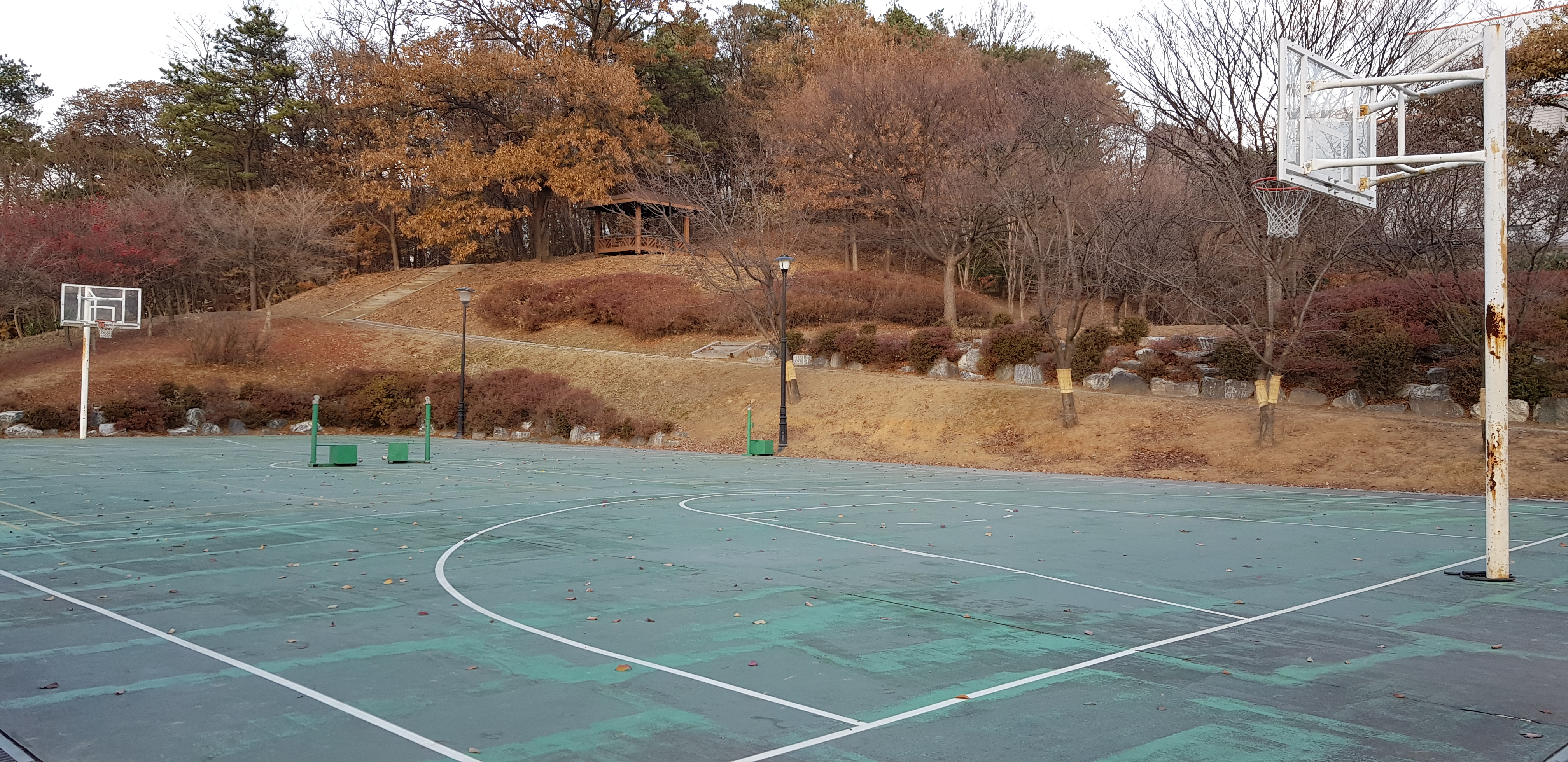
기흥저수지 농구장
청명산 남쪽에서 본 기흥호수와 우측에 매미산
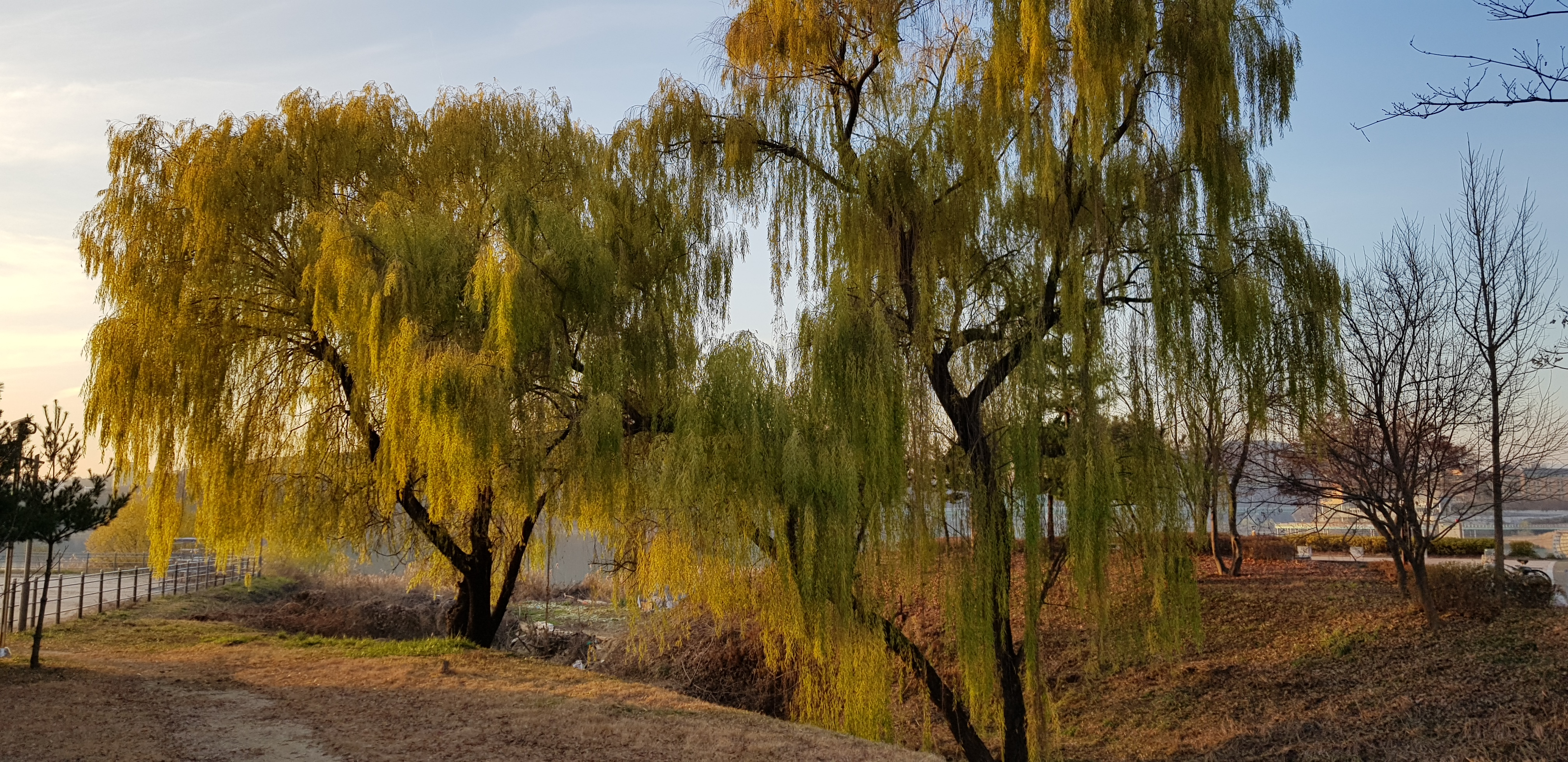
버드나무, 용인시 기흥구 기흥저수지

## 순환 산책로 사진들

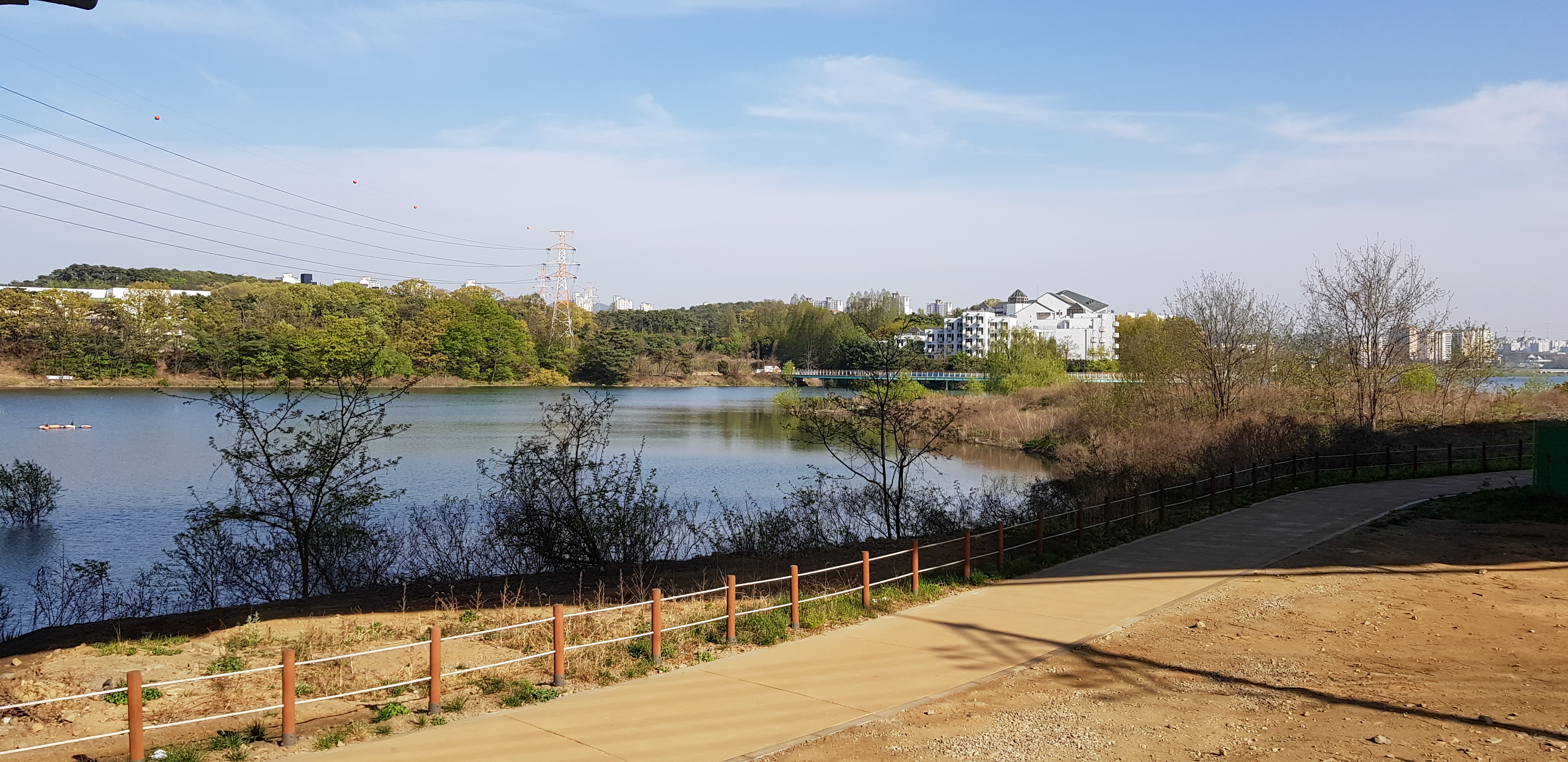
기흥호수 산책로에서 본 호수전경
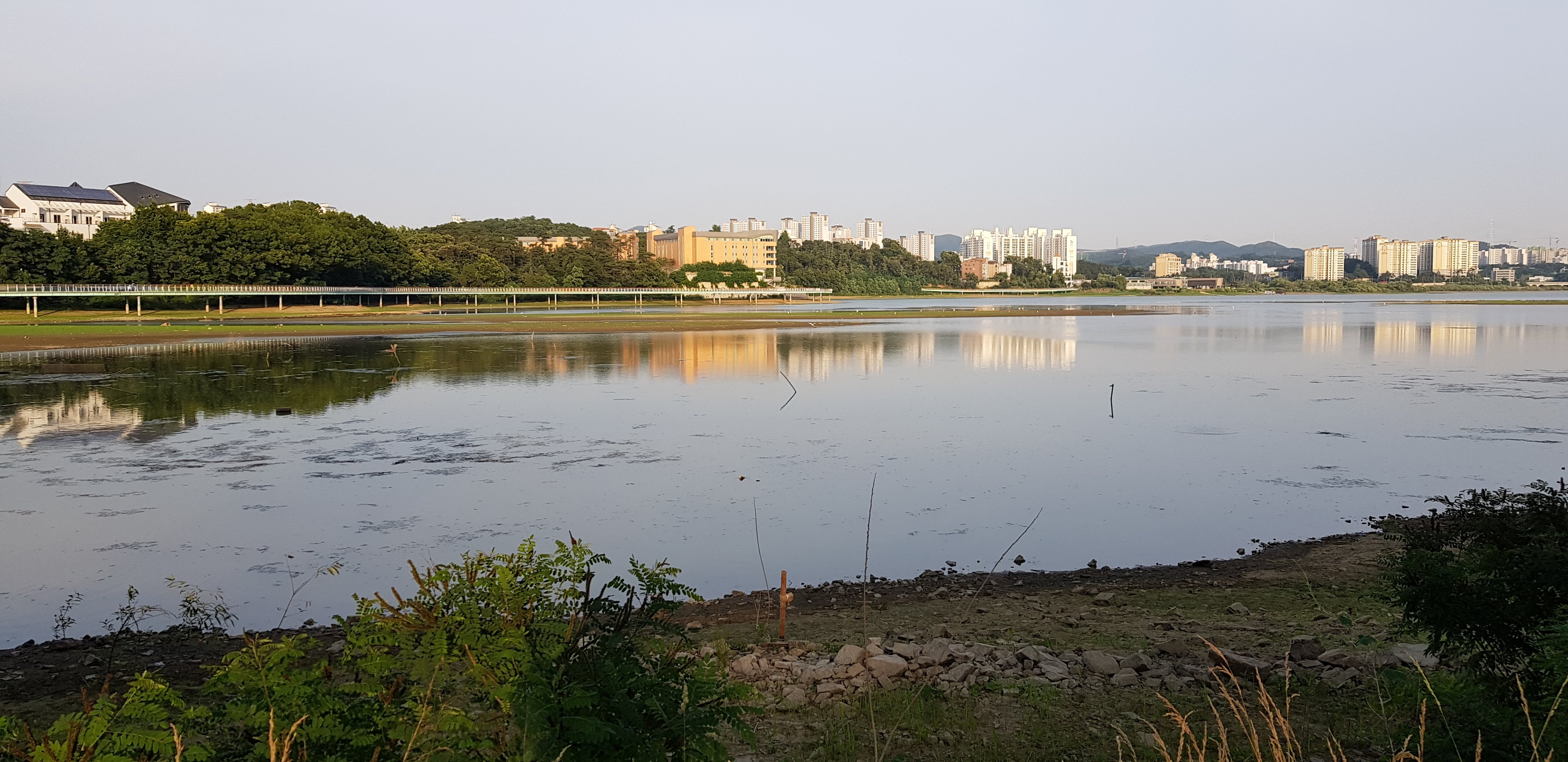
용인시 기흥저수지
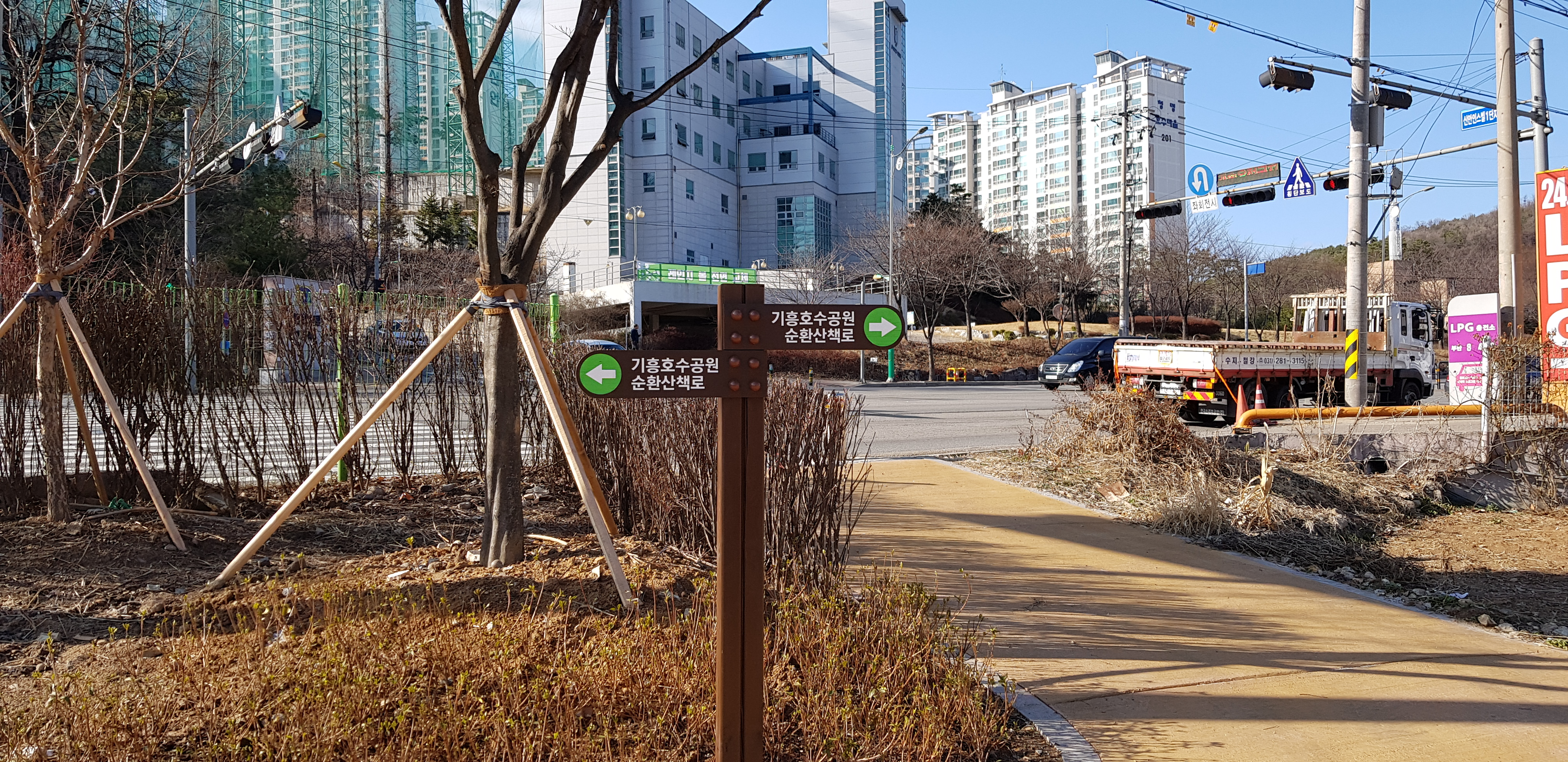
기흥순환 산책로 1
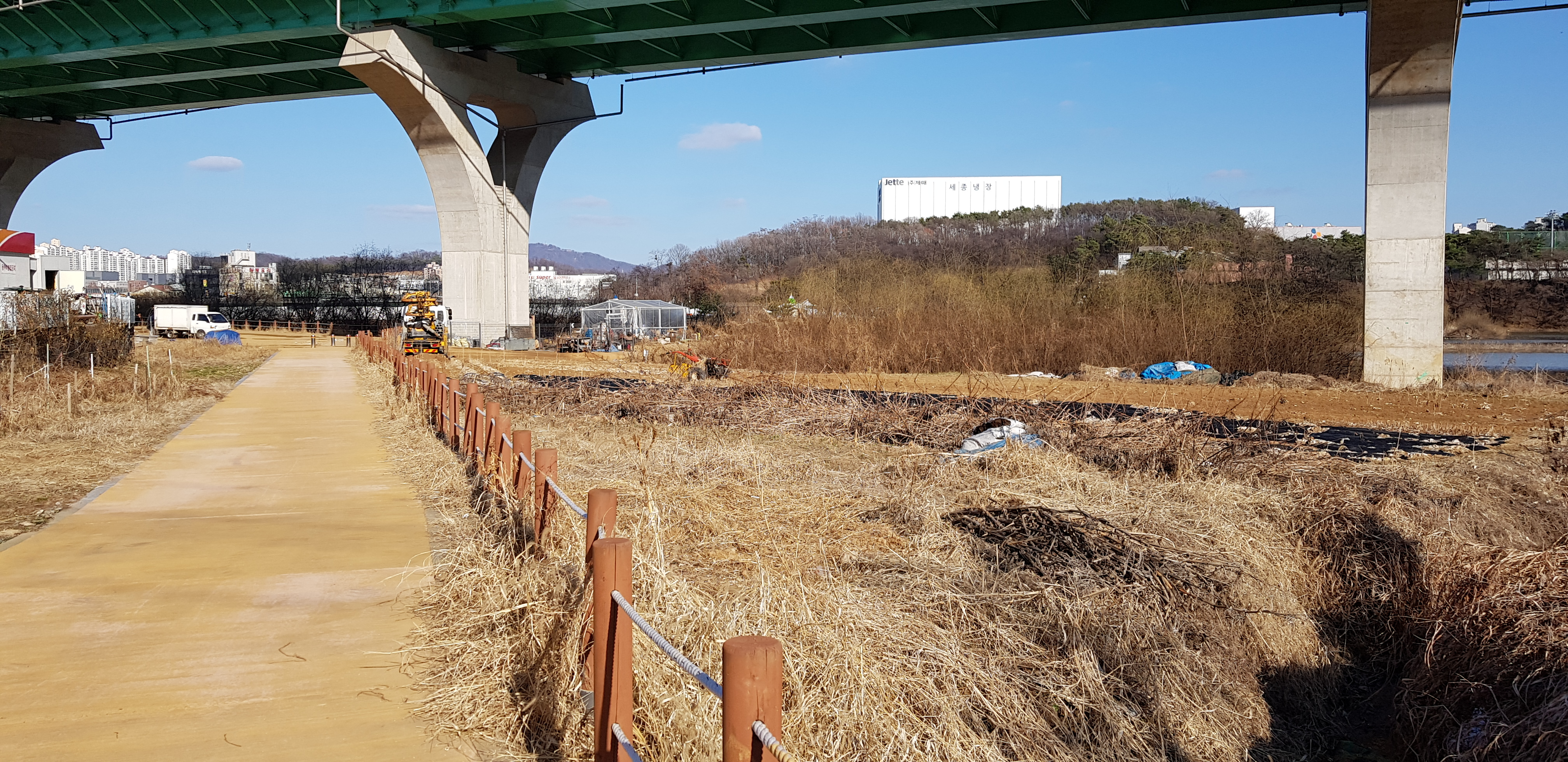
기흥순환 산책로 2
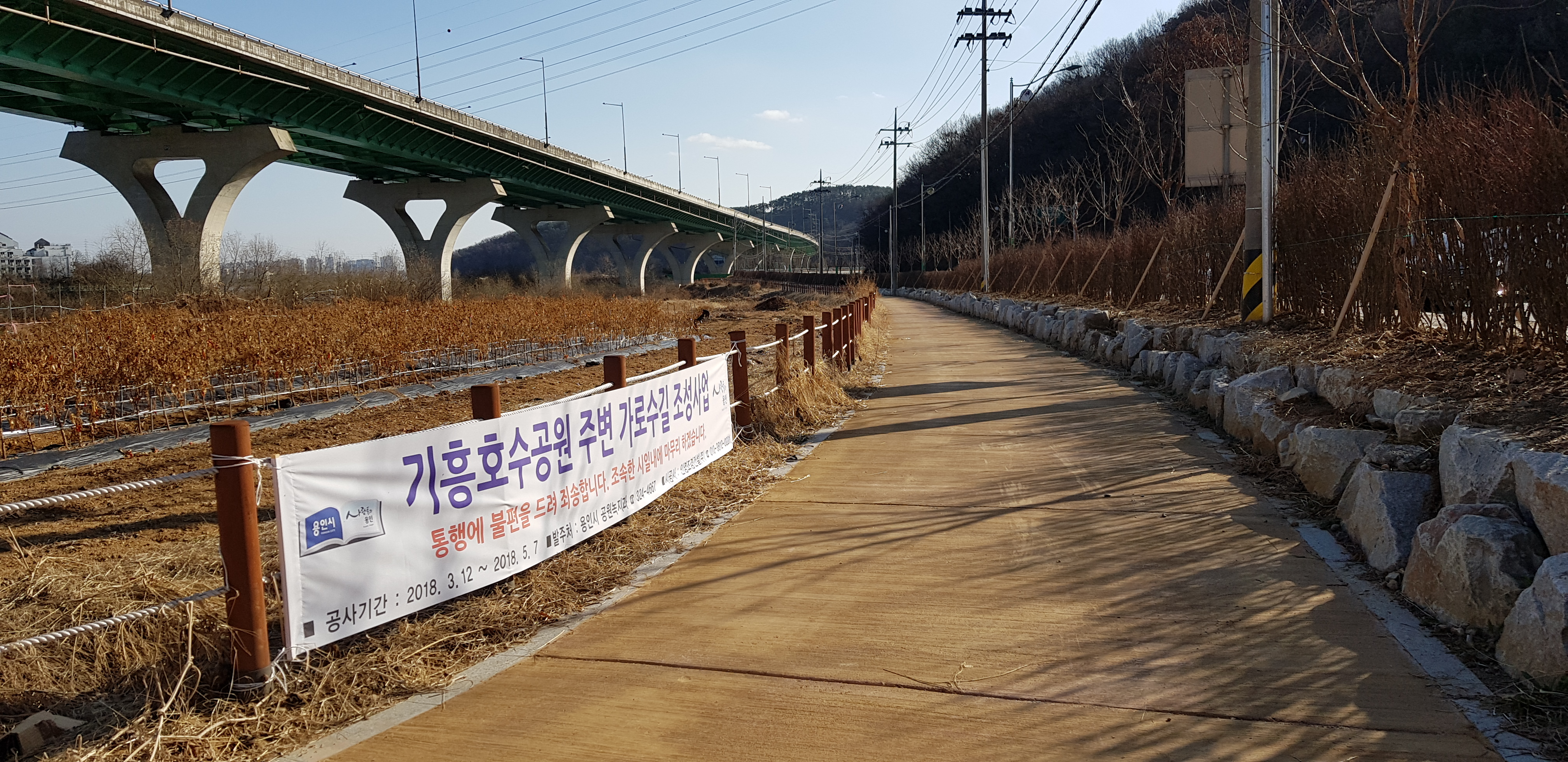
기흥순환 산책로 3
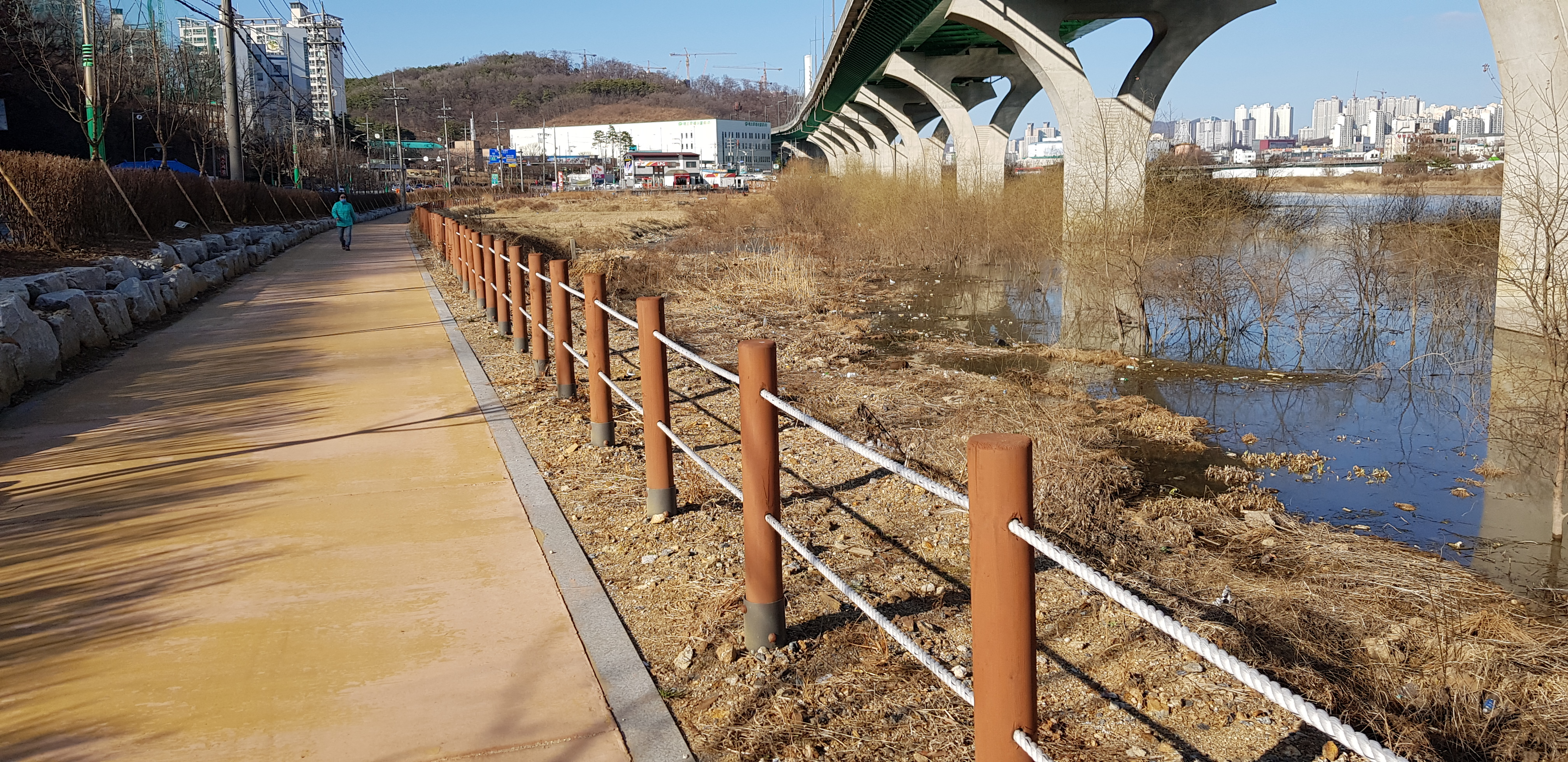
기흥순환 산책로 4
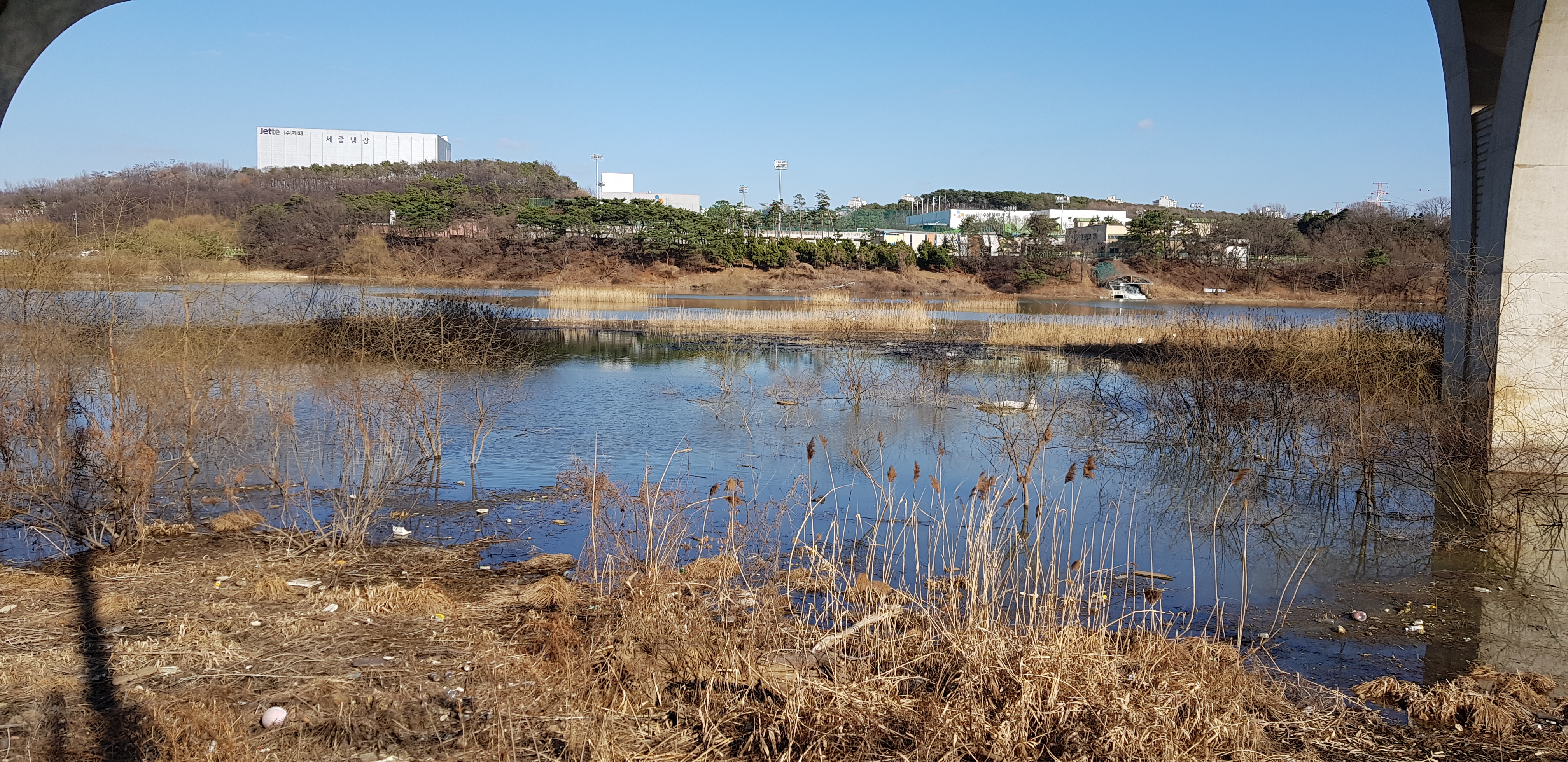
기흥순환 산책로 5
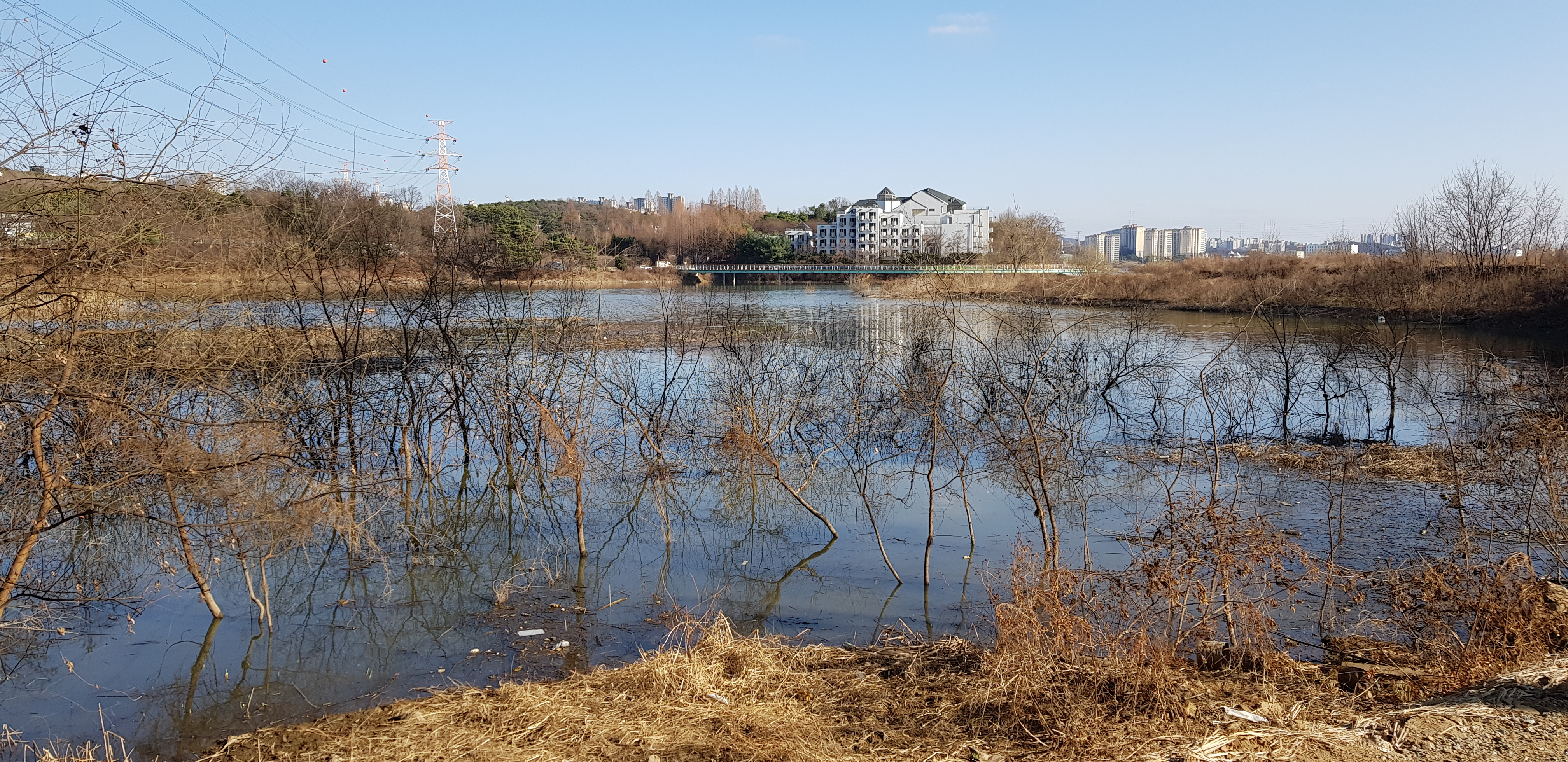
기흥순환 산책로 6
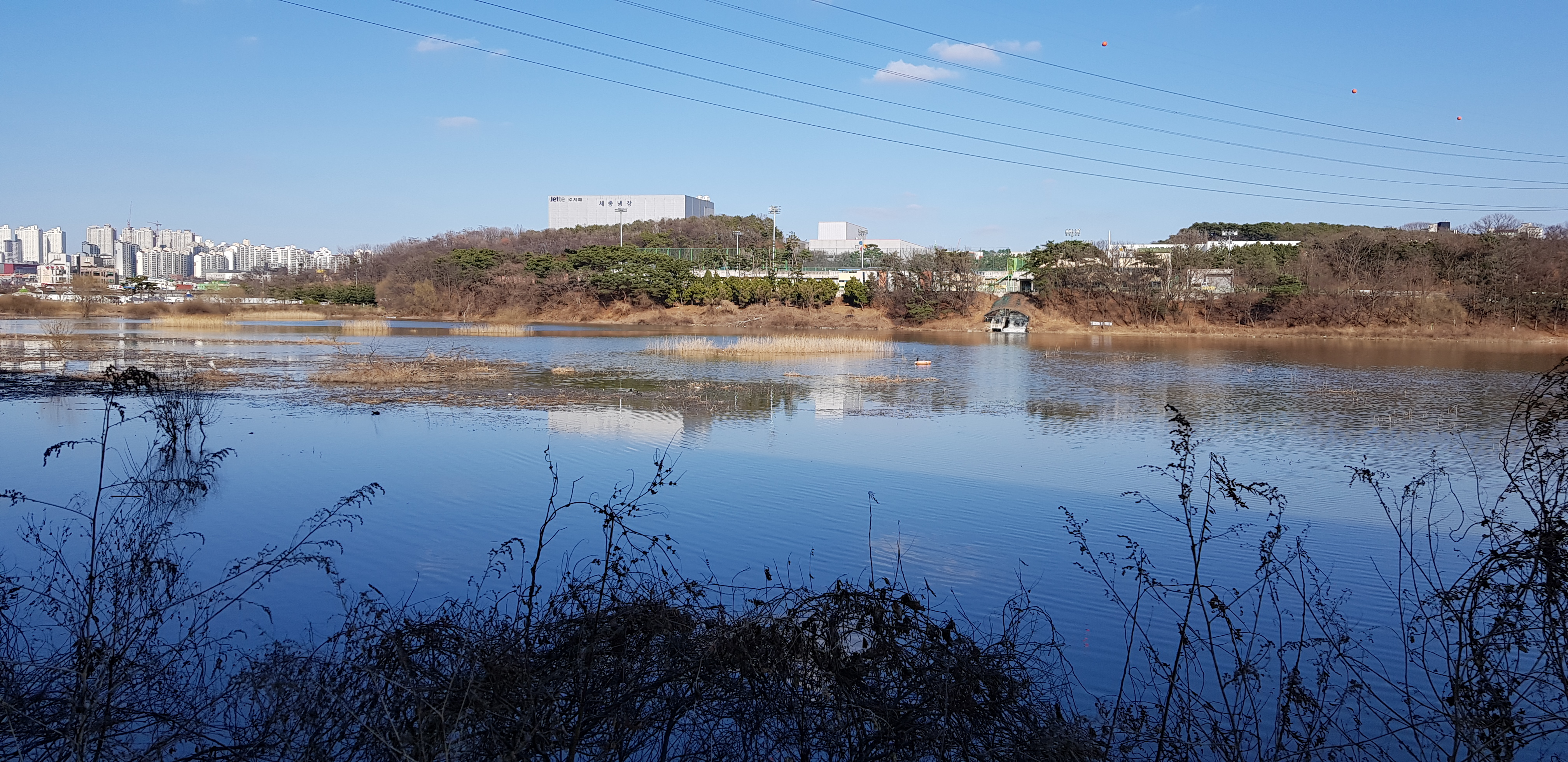
기흥순환 산책로 7
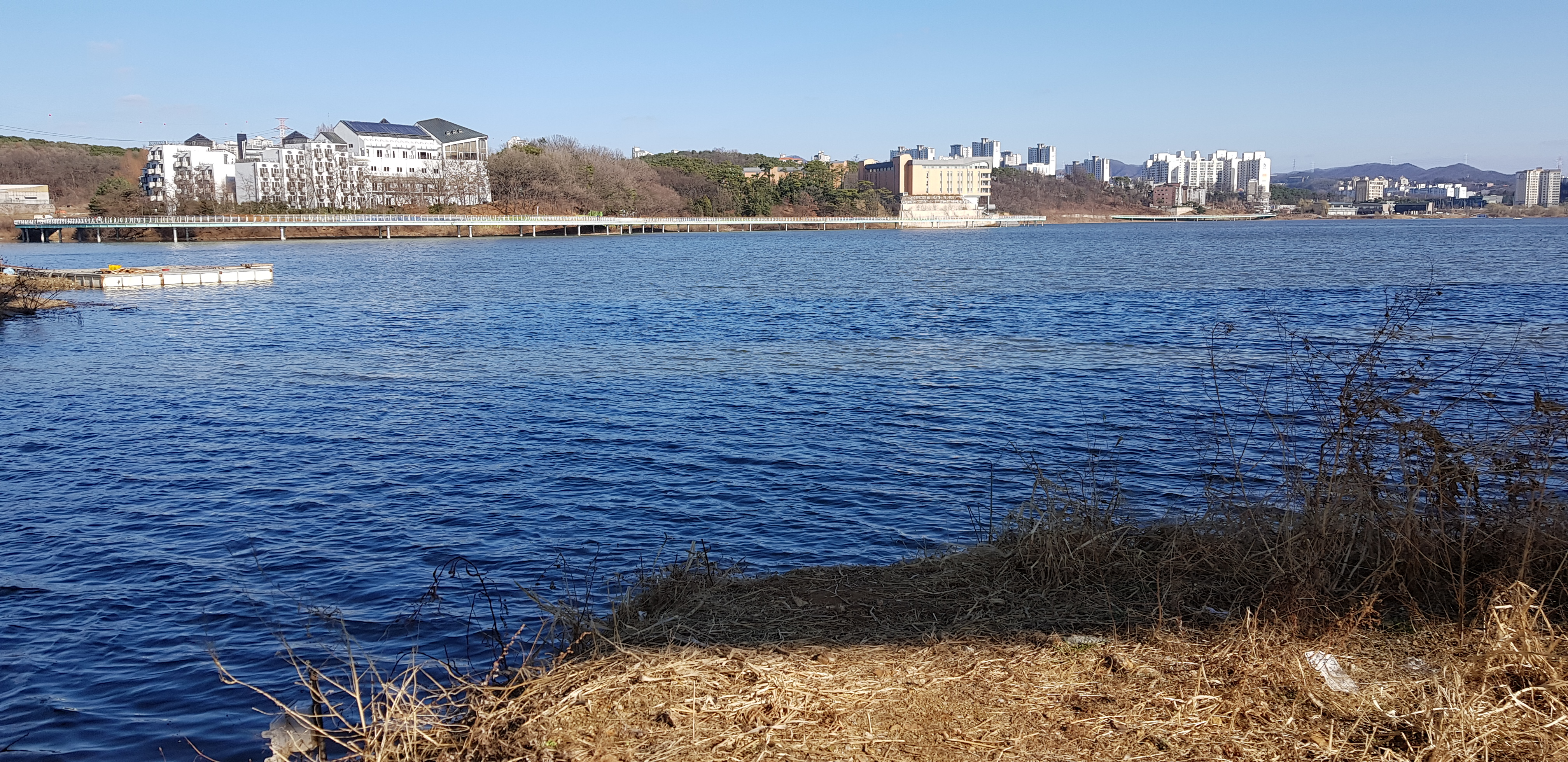
기흥순환 산책로 8
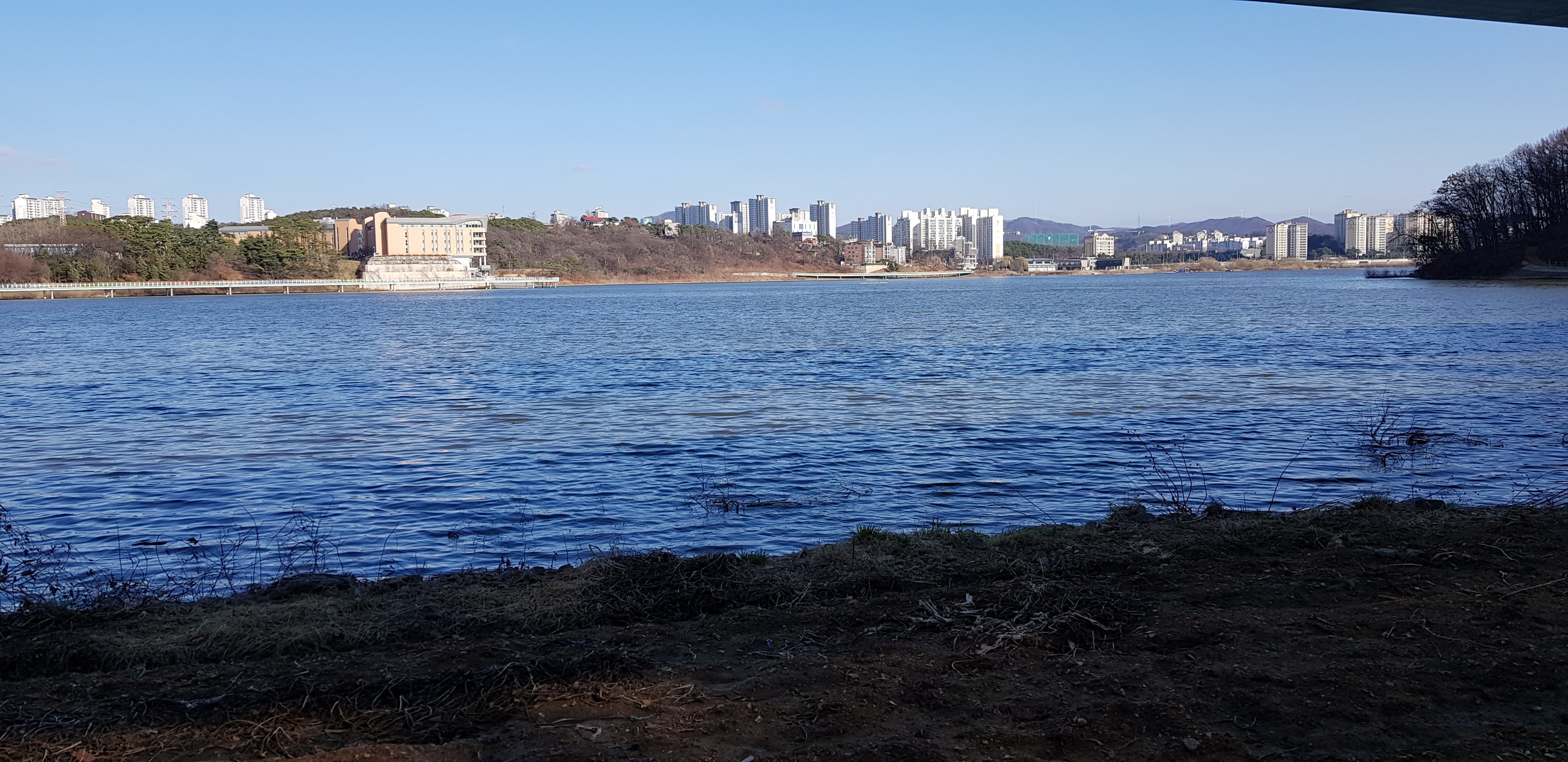
기흥순환 산책로 9
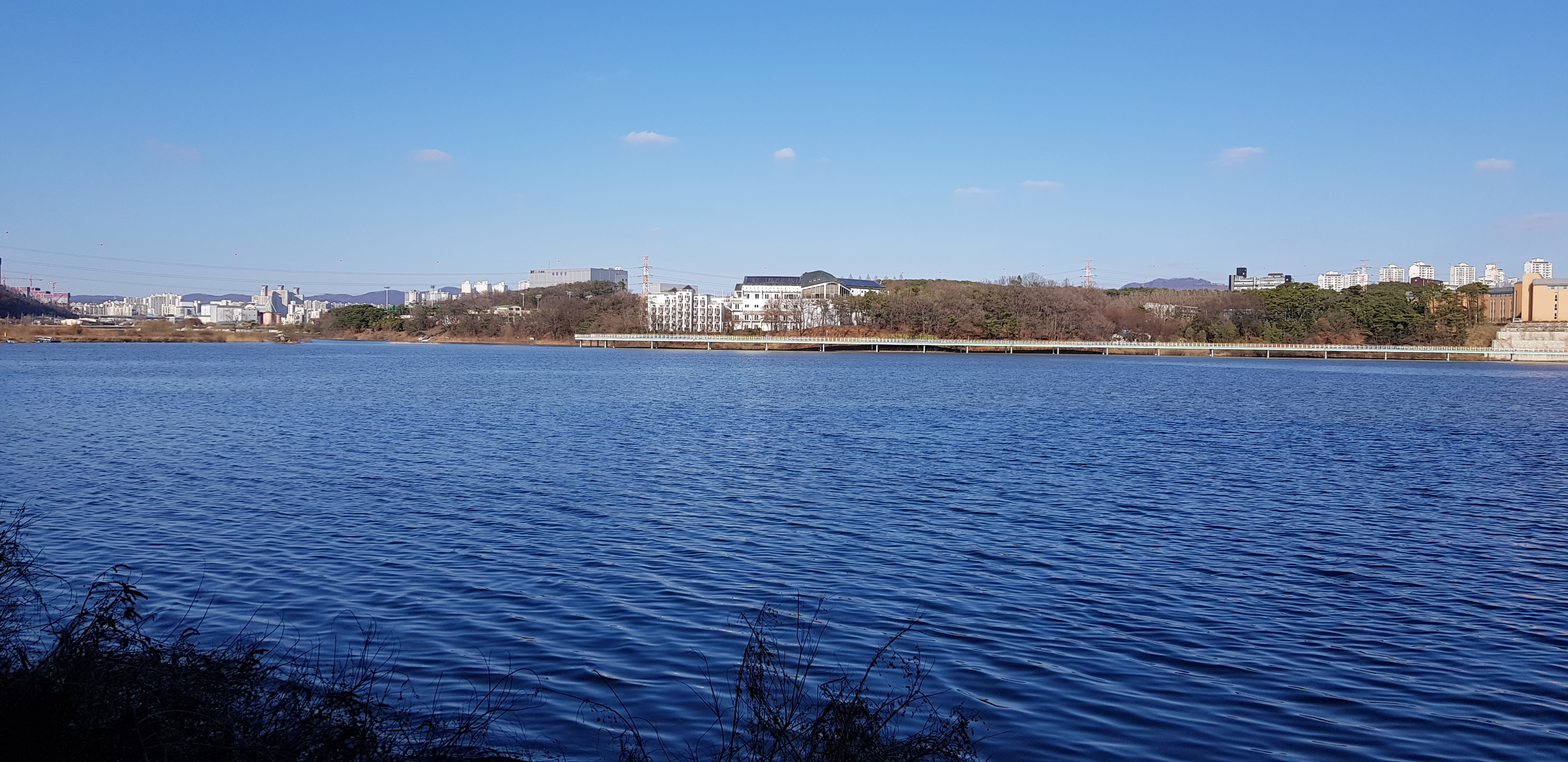
기흥순환 산책로 10
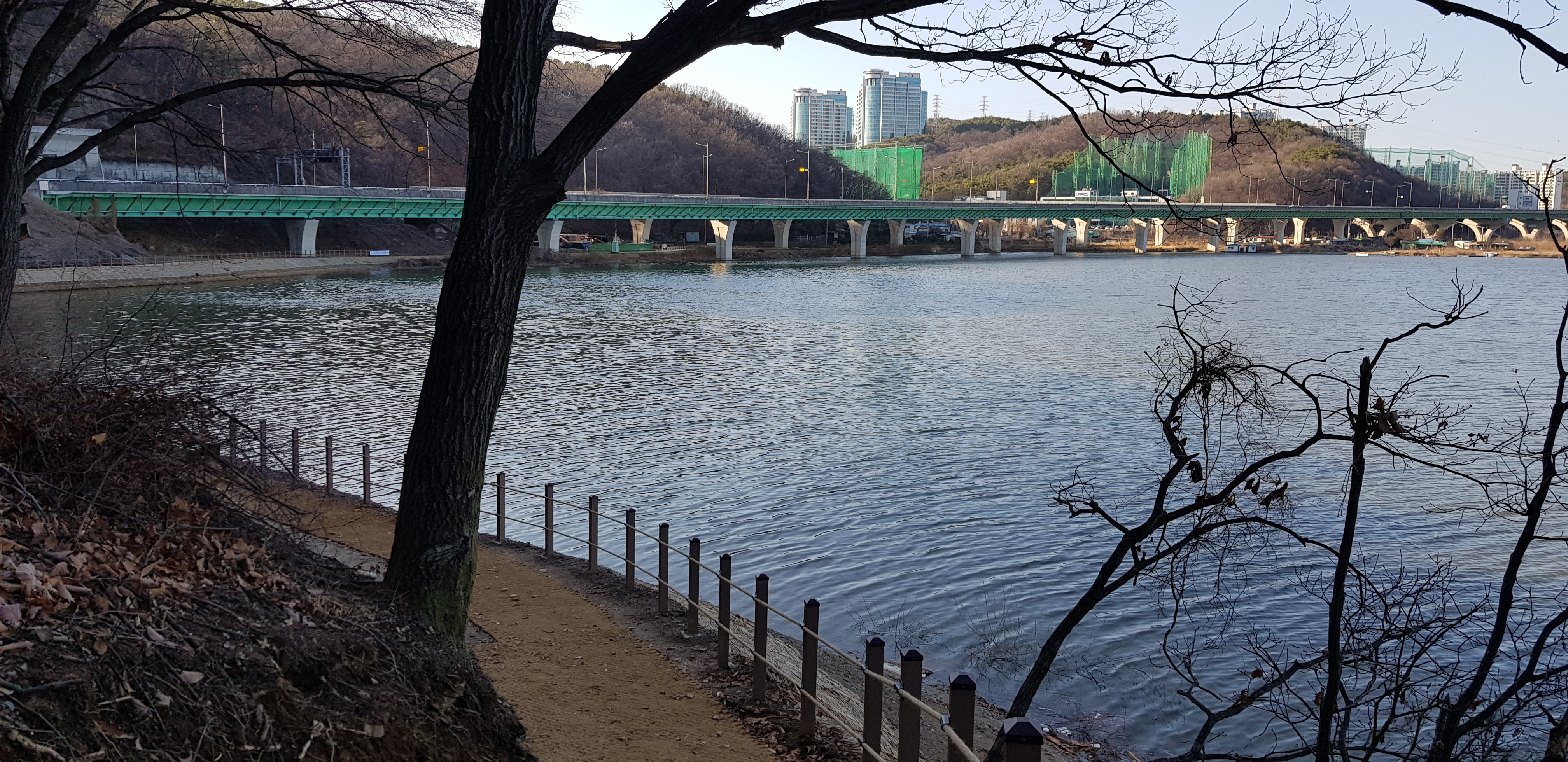
기흥순환 산책로 11
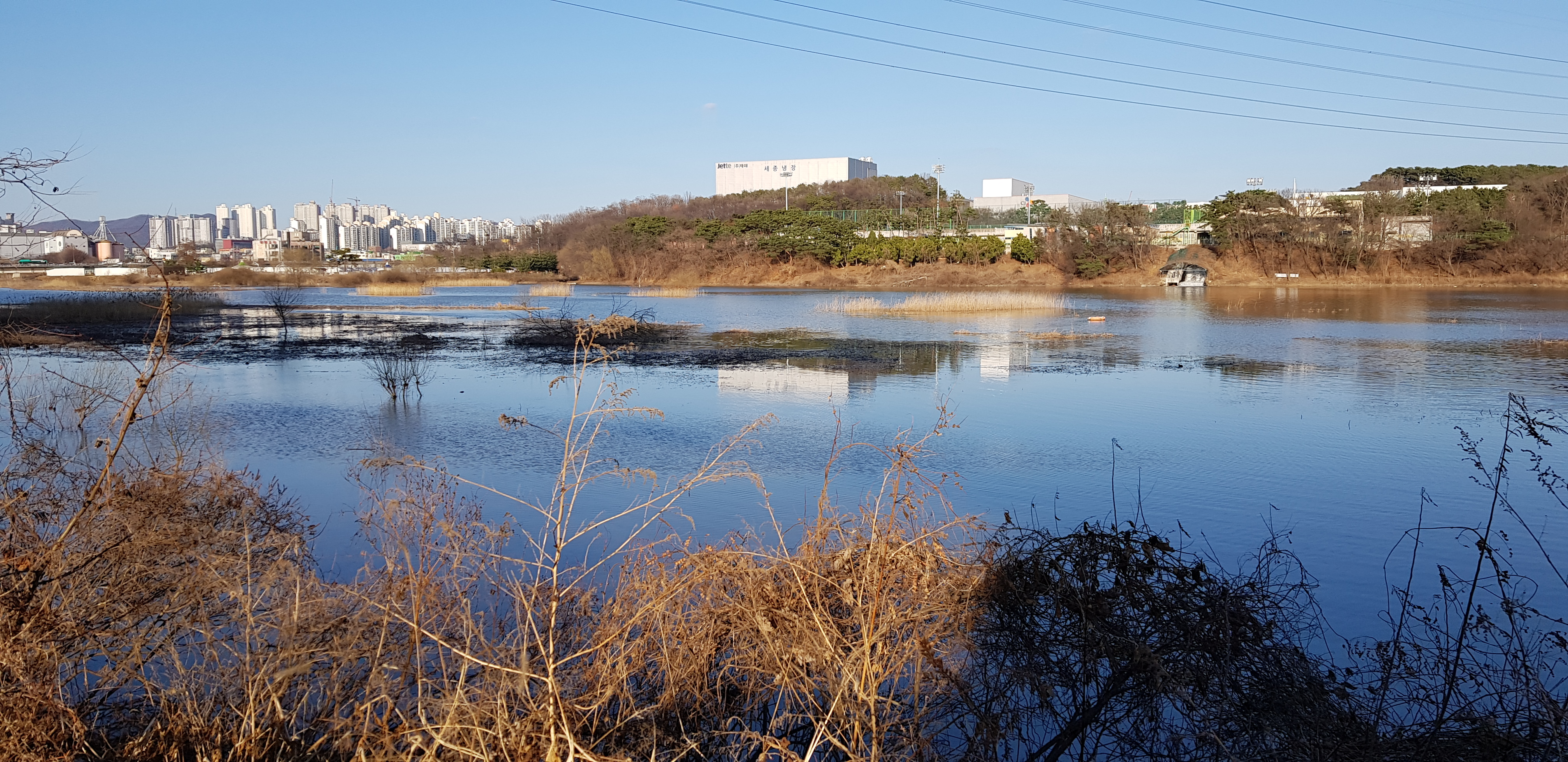
기흥순환 산책로 12
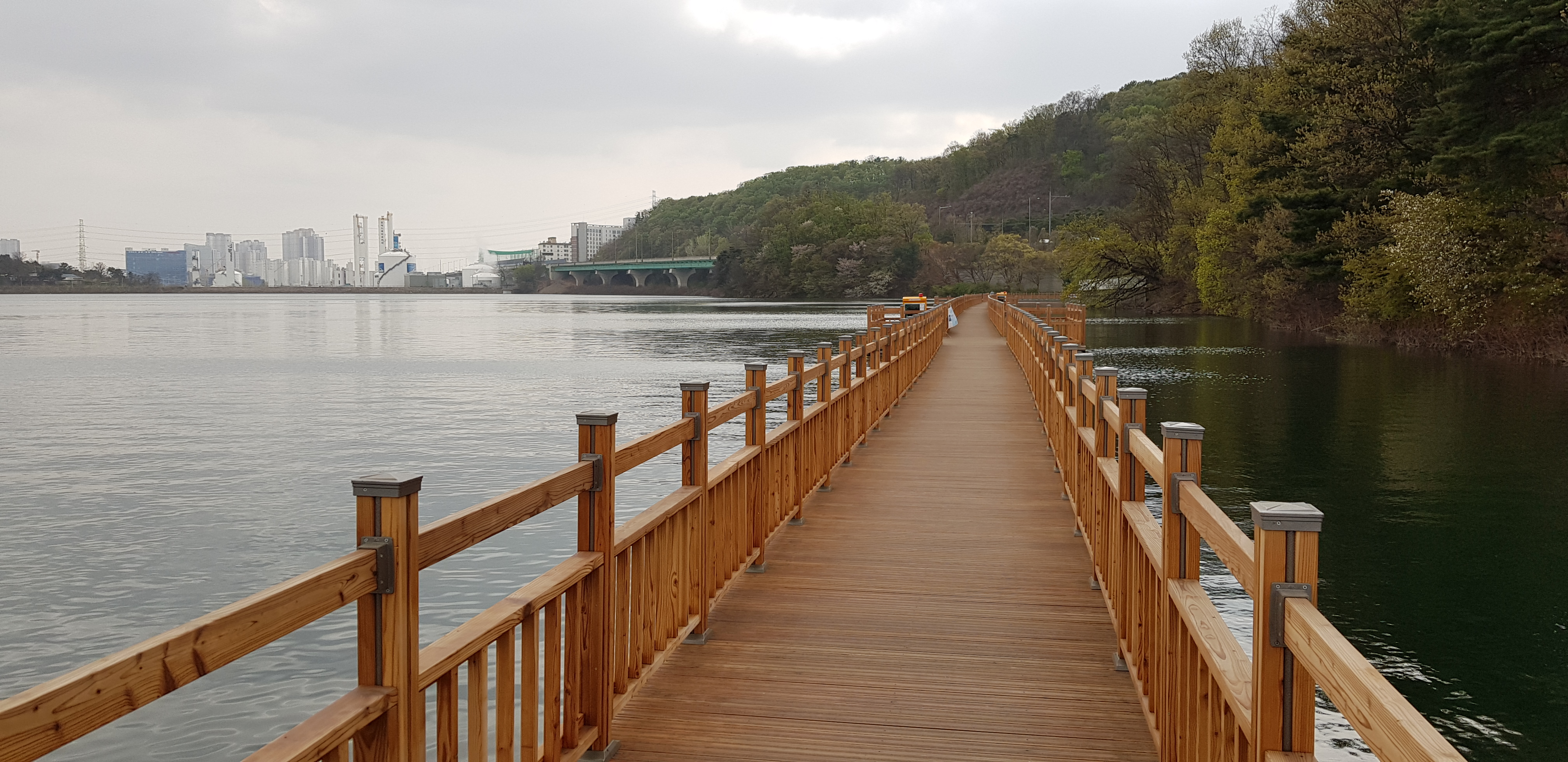
기흥호수 둘레길 물위의 다리
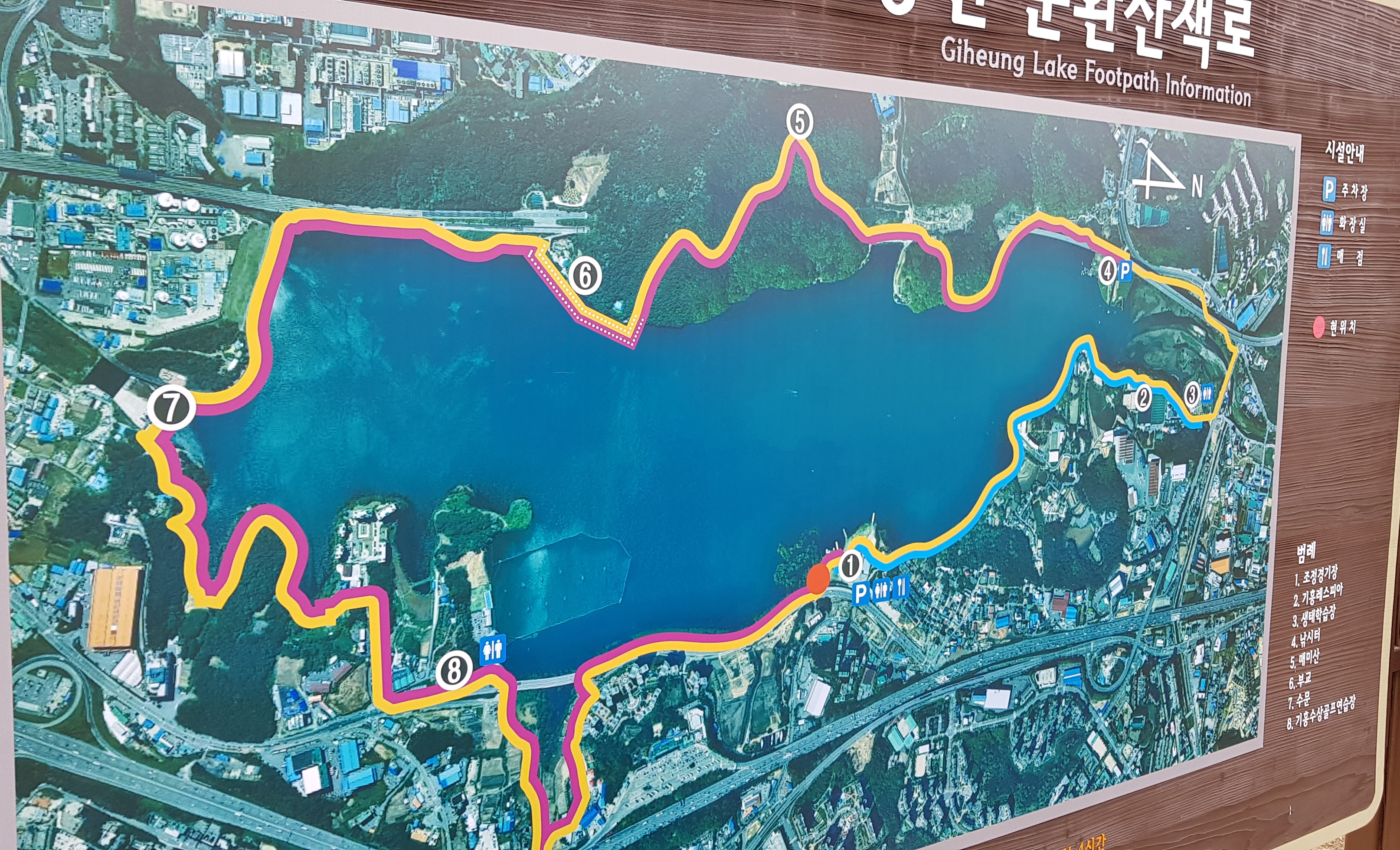
기흥저수지 둘레길 안내도

## 순환 산책로 야간사진들

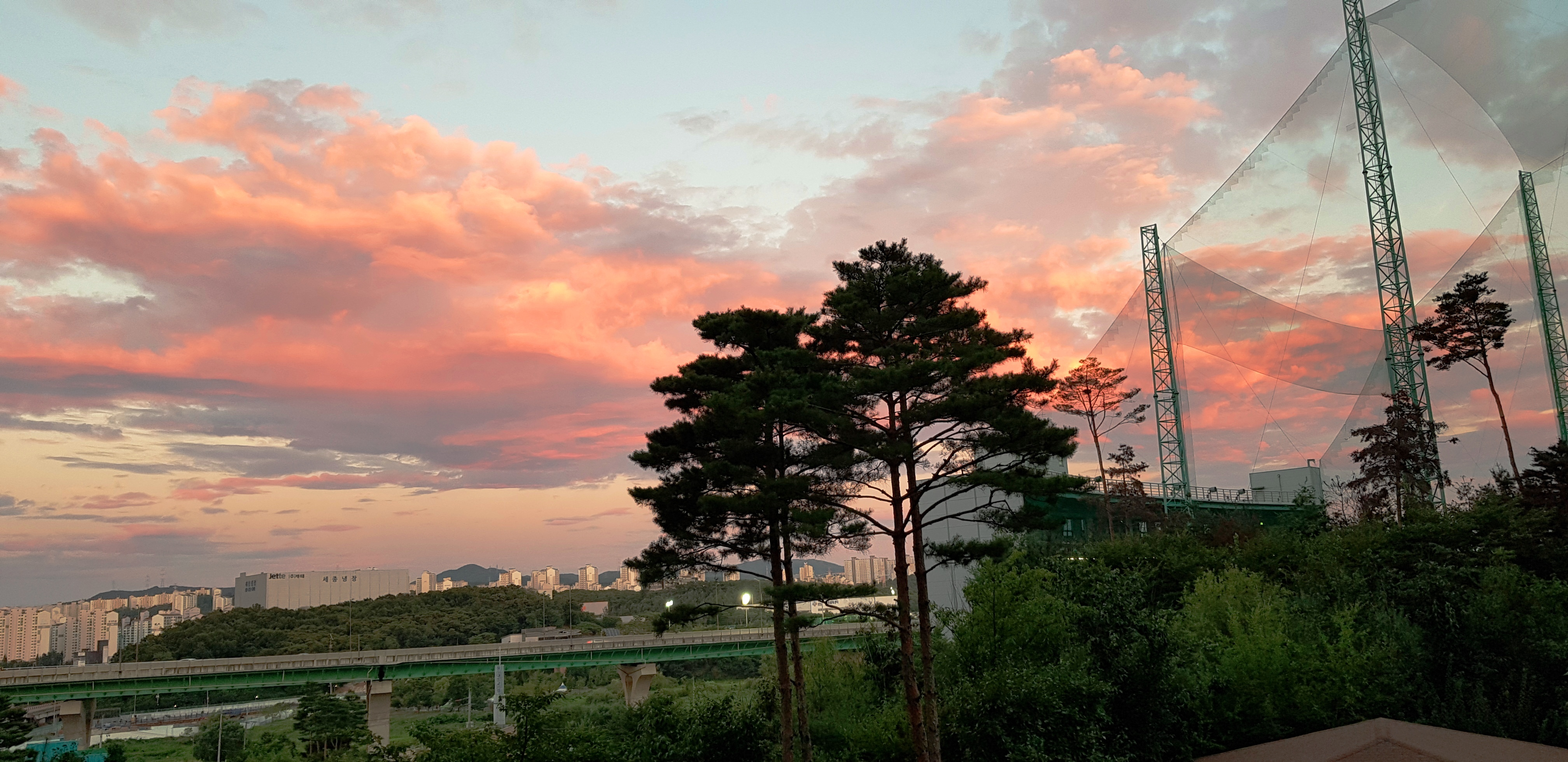
여름철 청명호수마을에서 기흥저수지 방향으로 바라본 저녁 노을
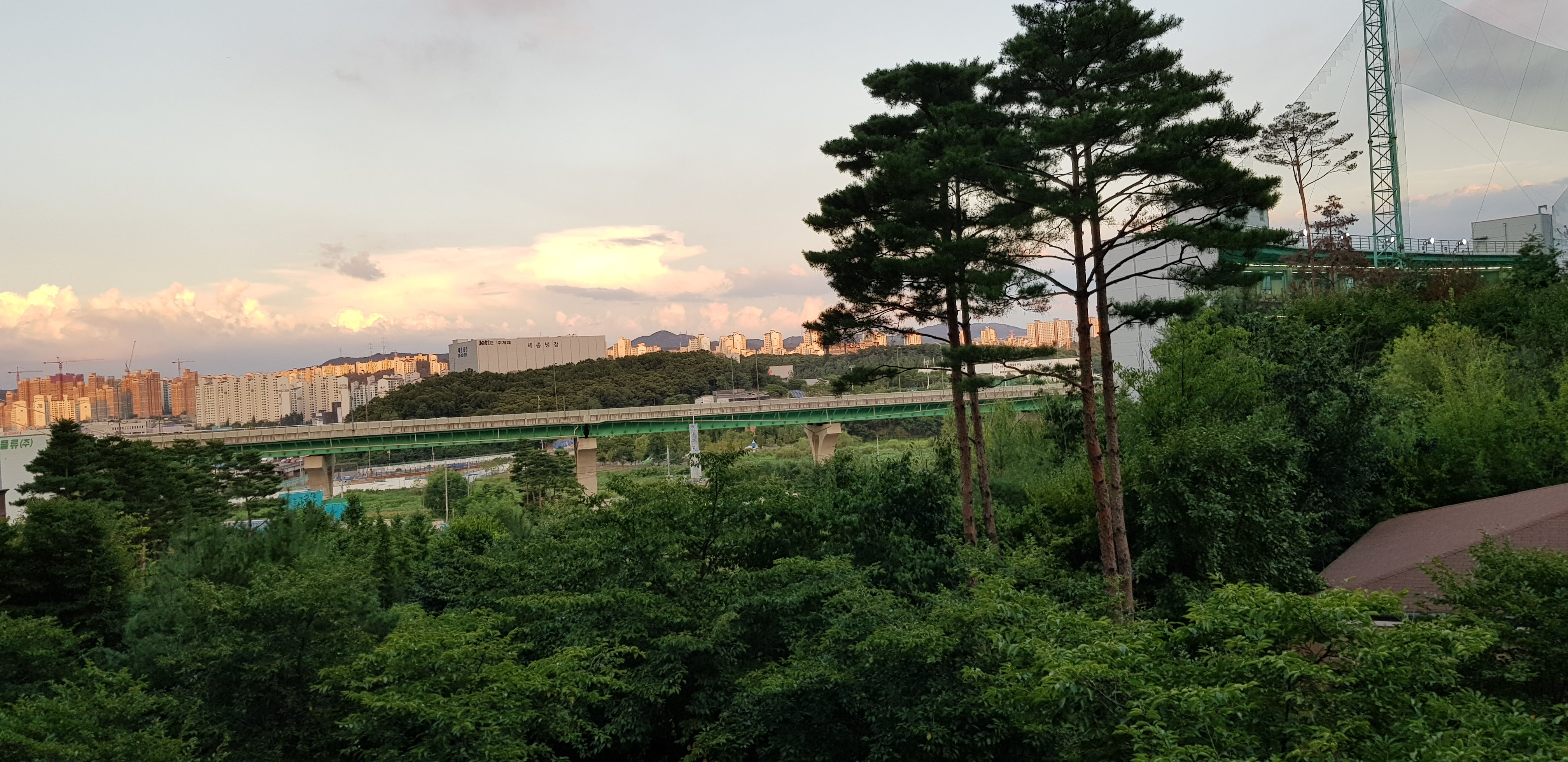
구름이 있는 저녁때, 청명호수마을에서 바라본 기흥저수지쪽
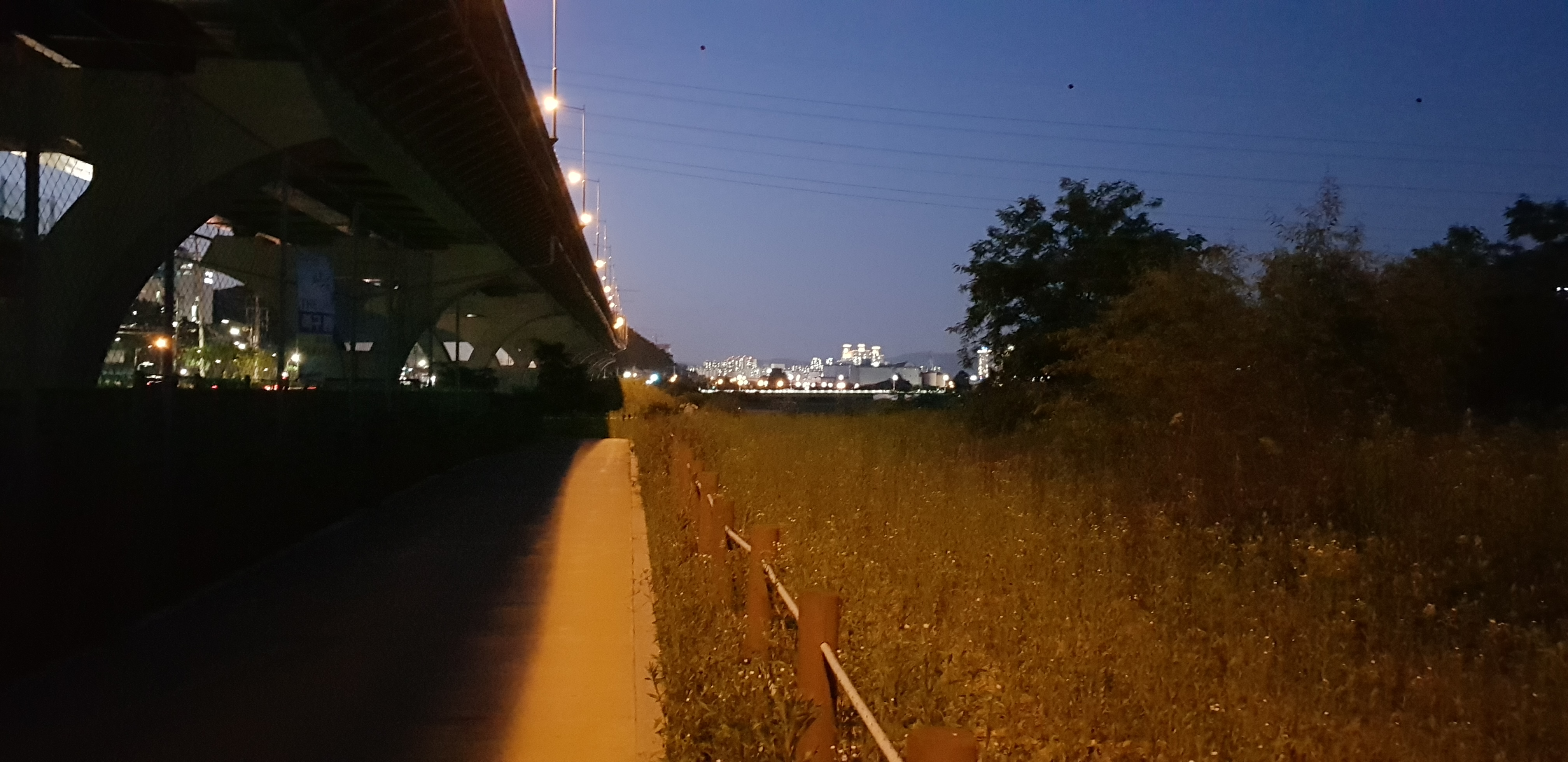
기흥저수지 야경 산책길
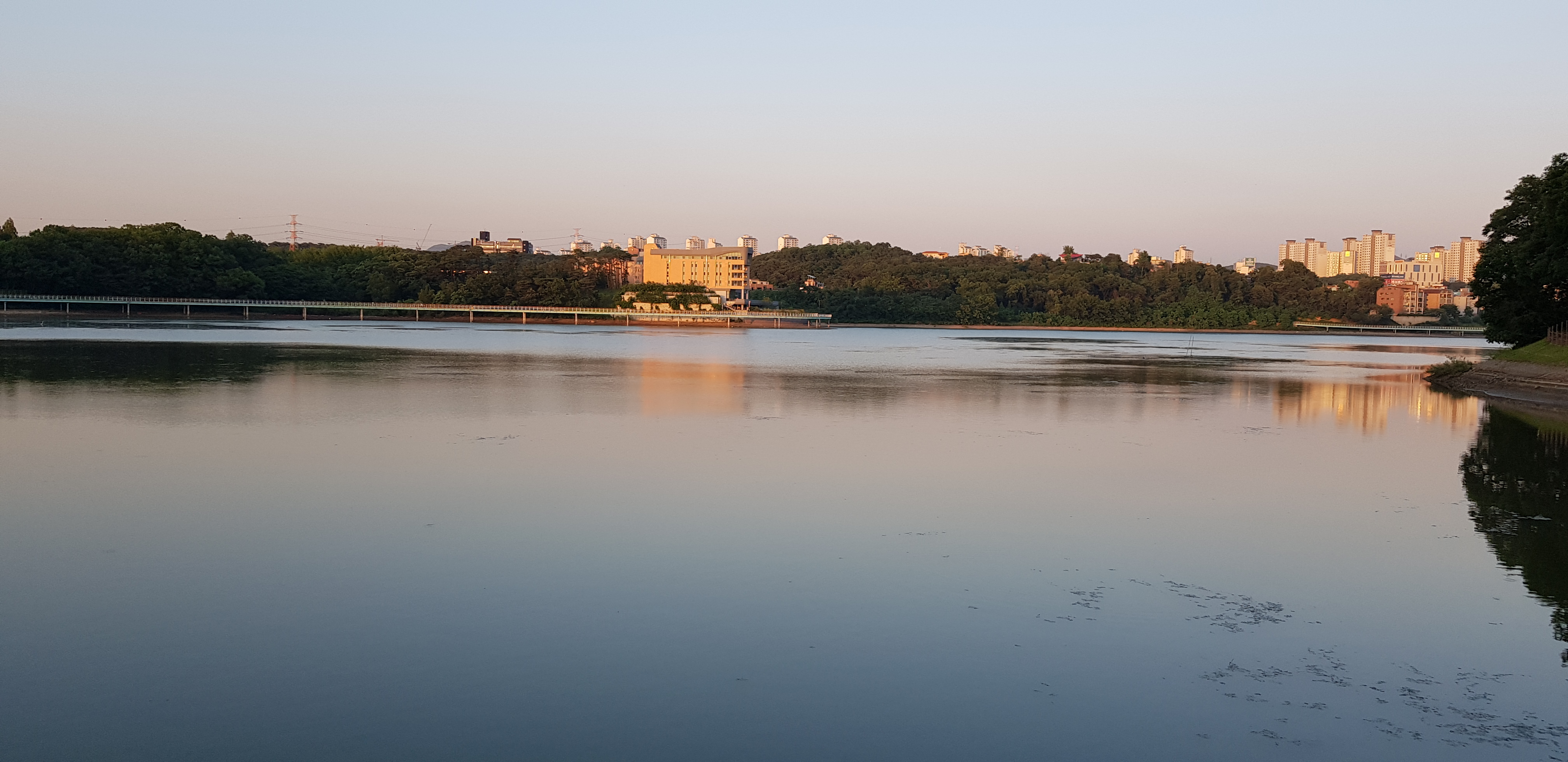
기흥저수지 야간
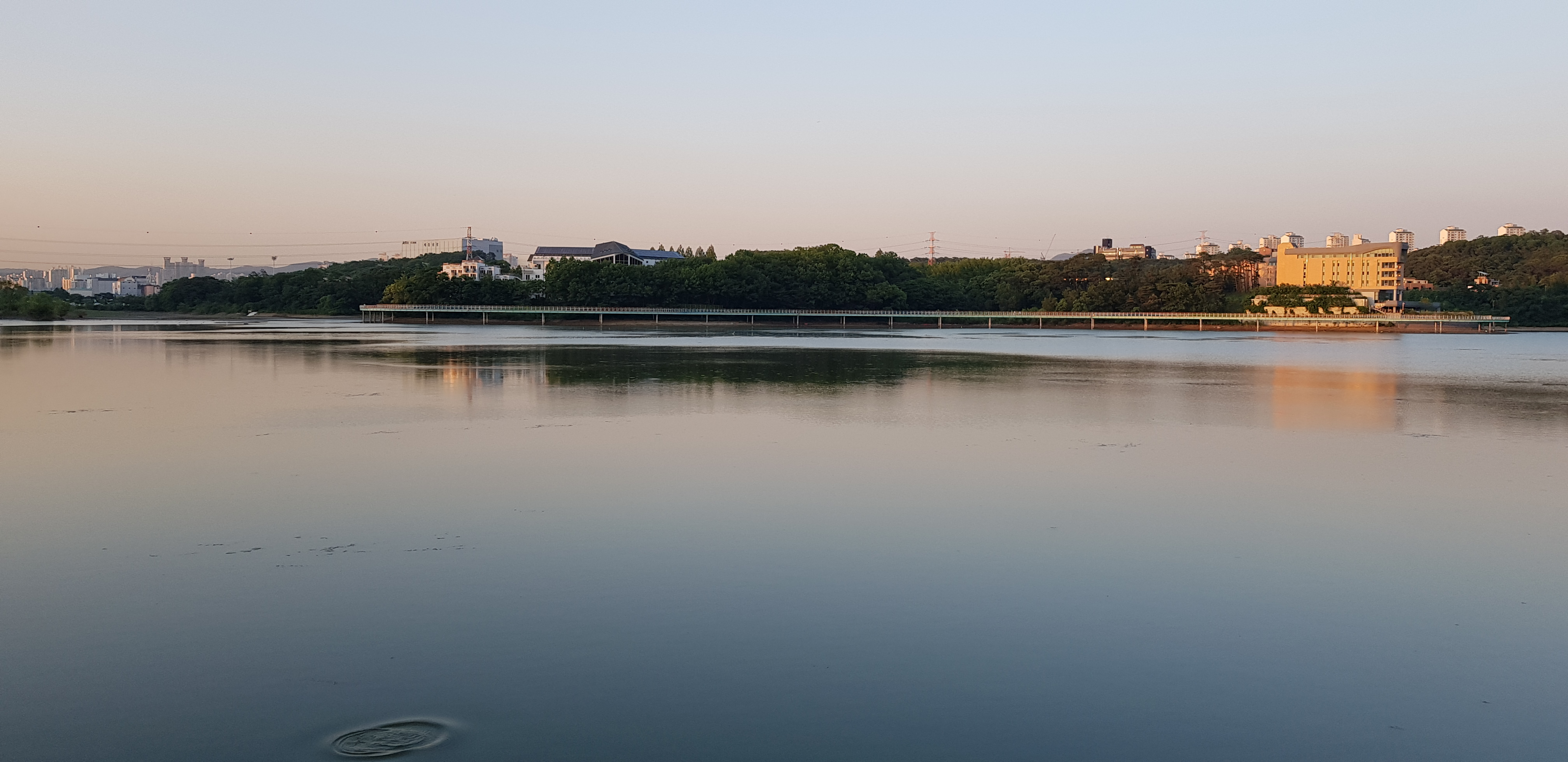
기흥저수지 야간
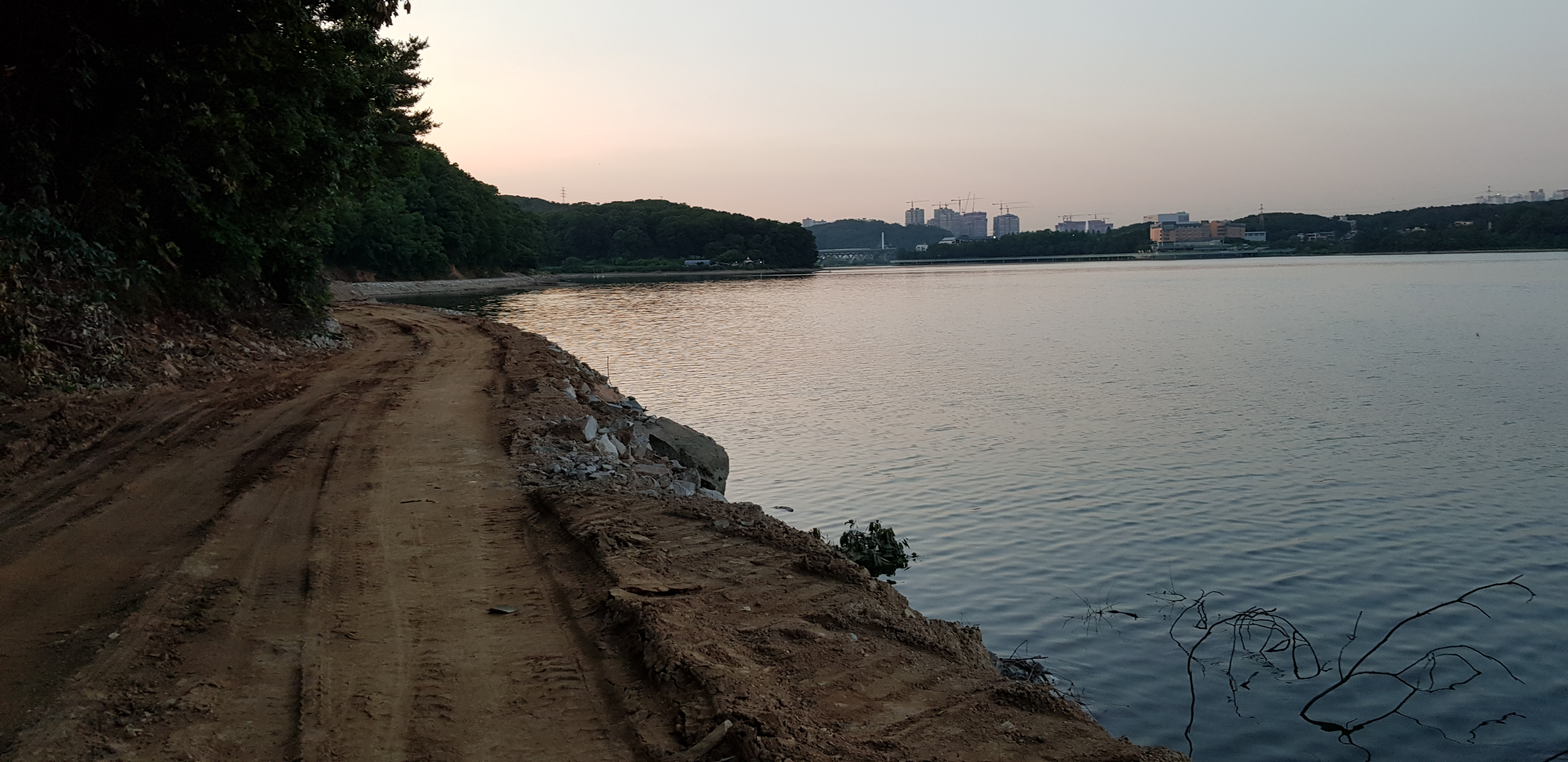
기흥저수지 야간
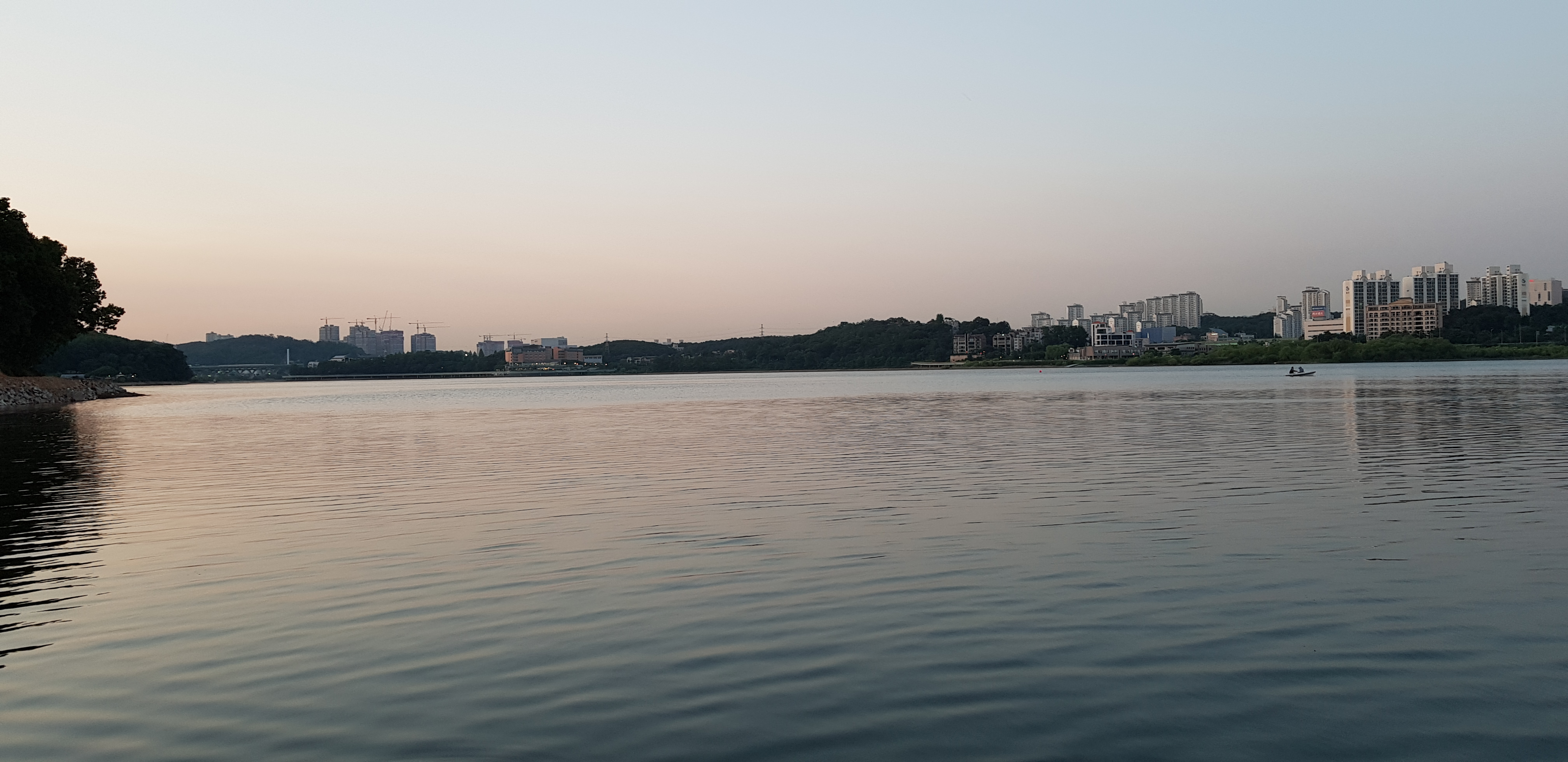
기흥저수지 야간
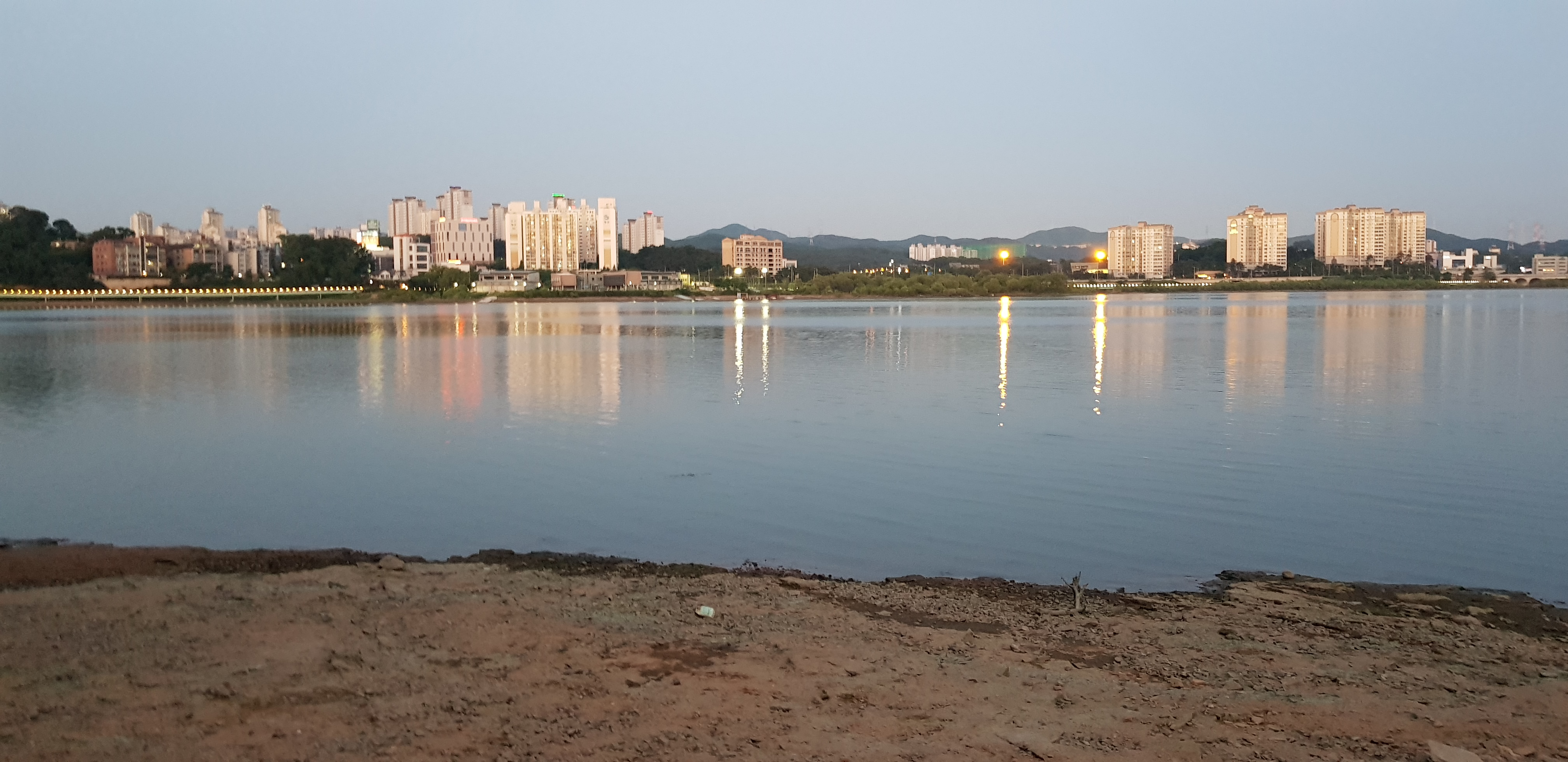
기흥저수지 야간
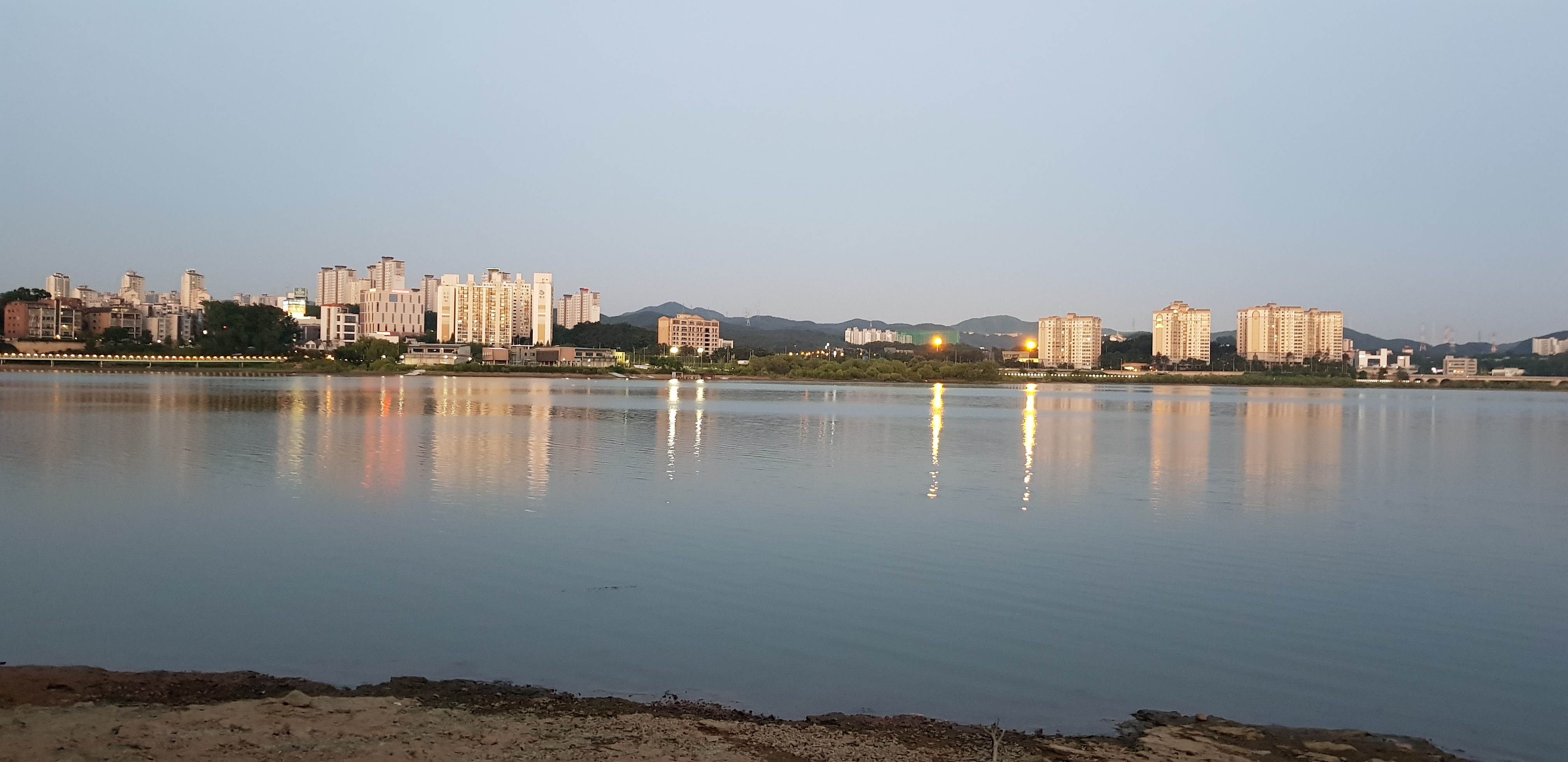
기흥저수지 야간
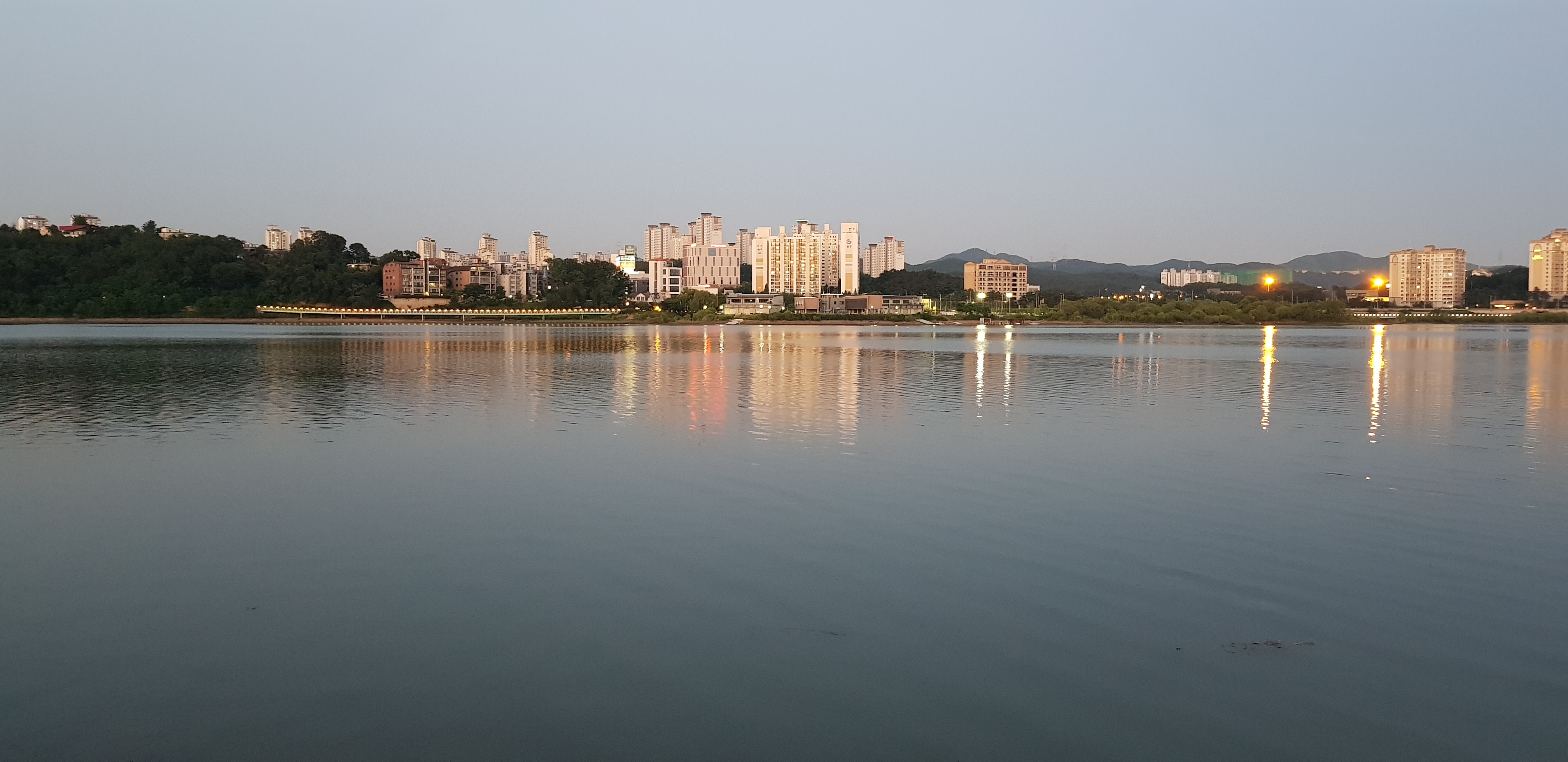
기흥저수지 야간
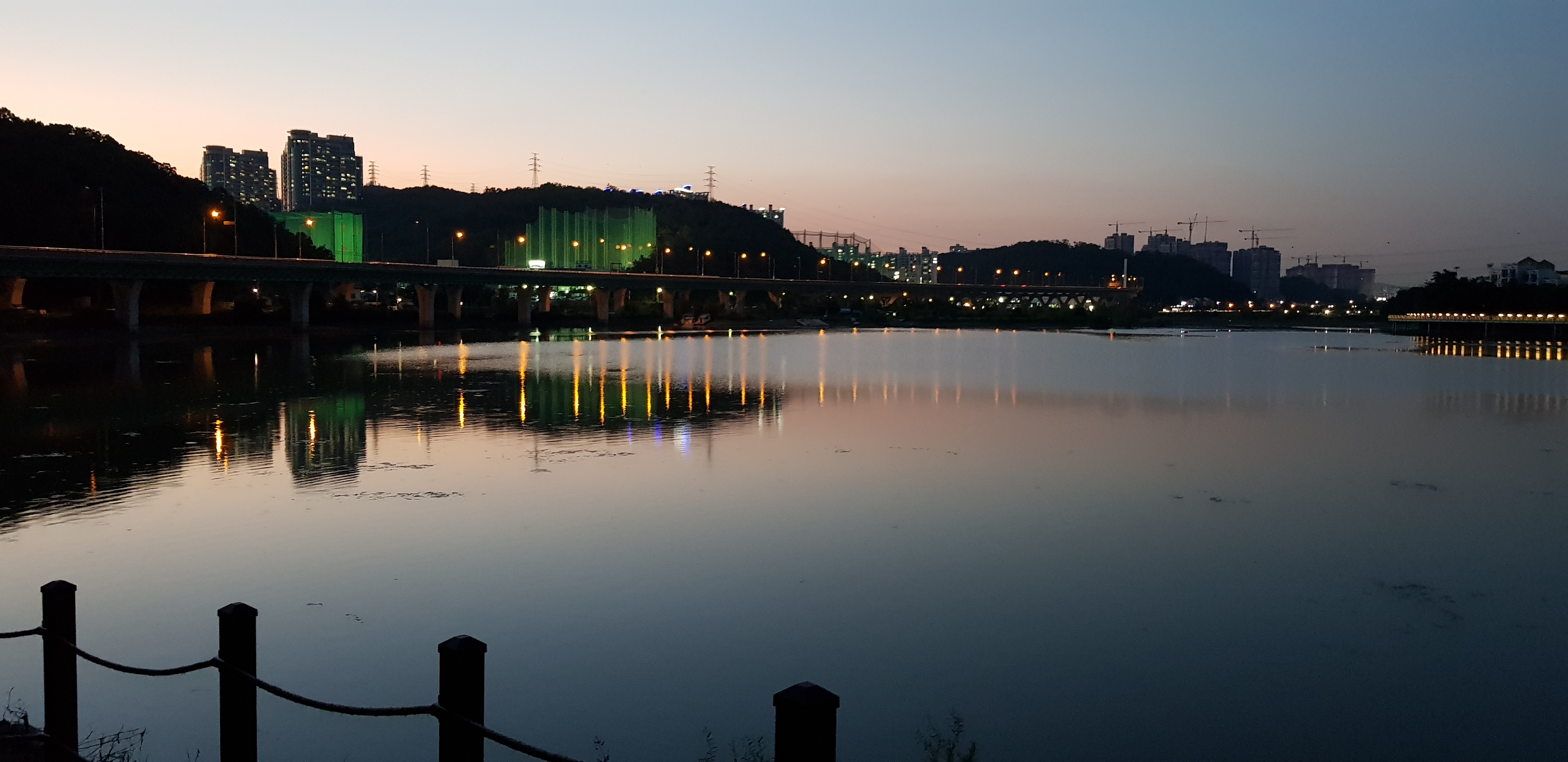
기흥저수지 야간
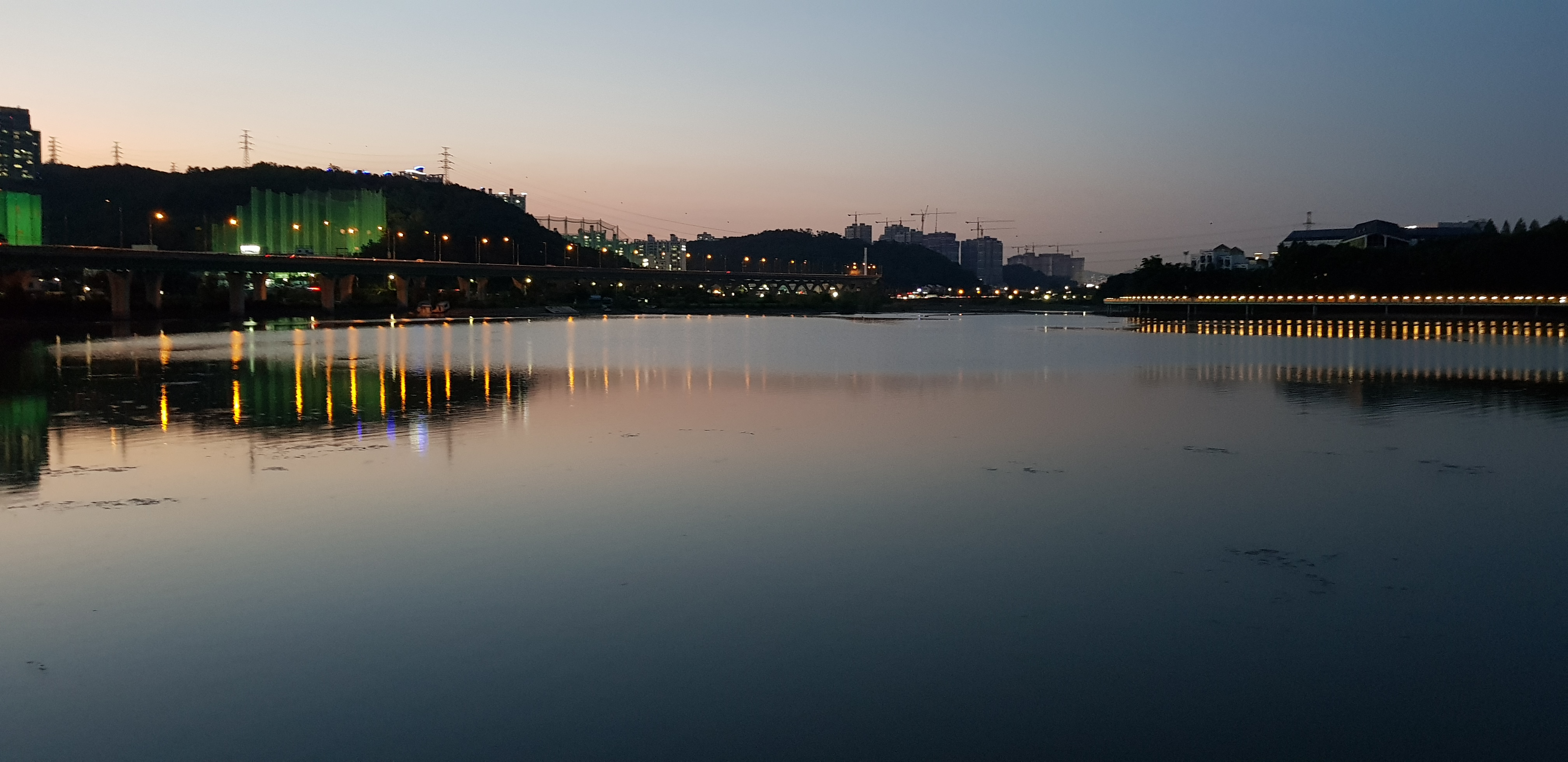
기흥저수지 야간
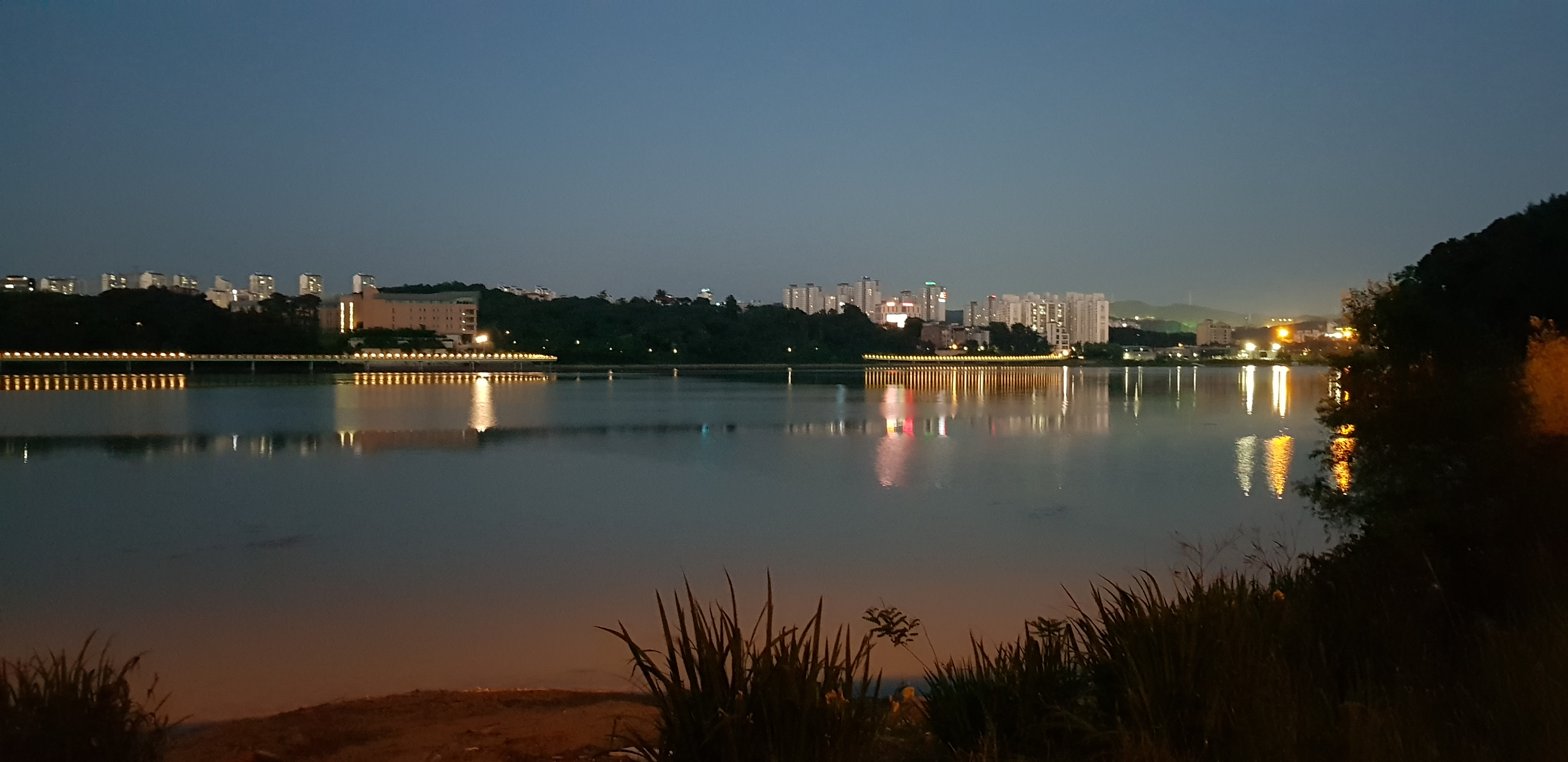
기흥저수지 야간
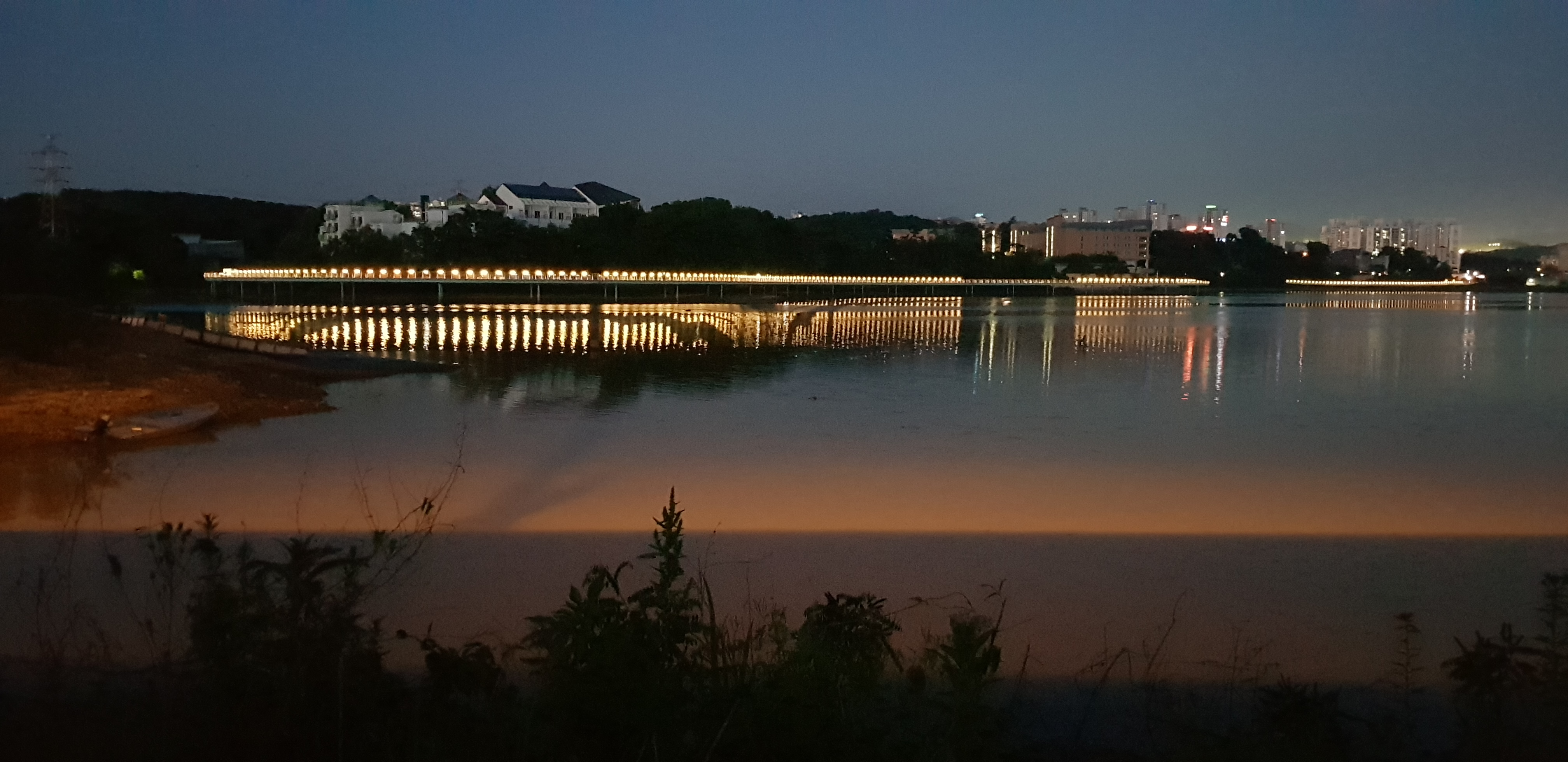
기흥저수지 야간
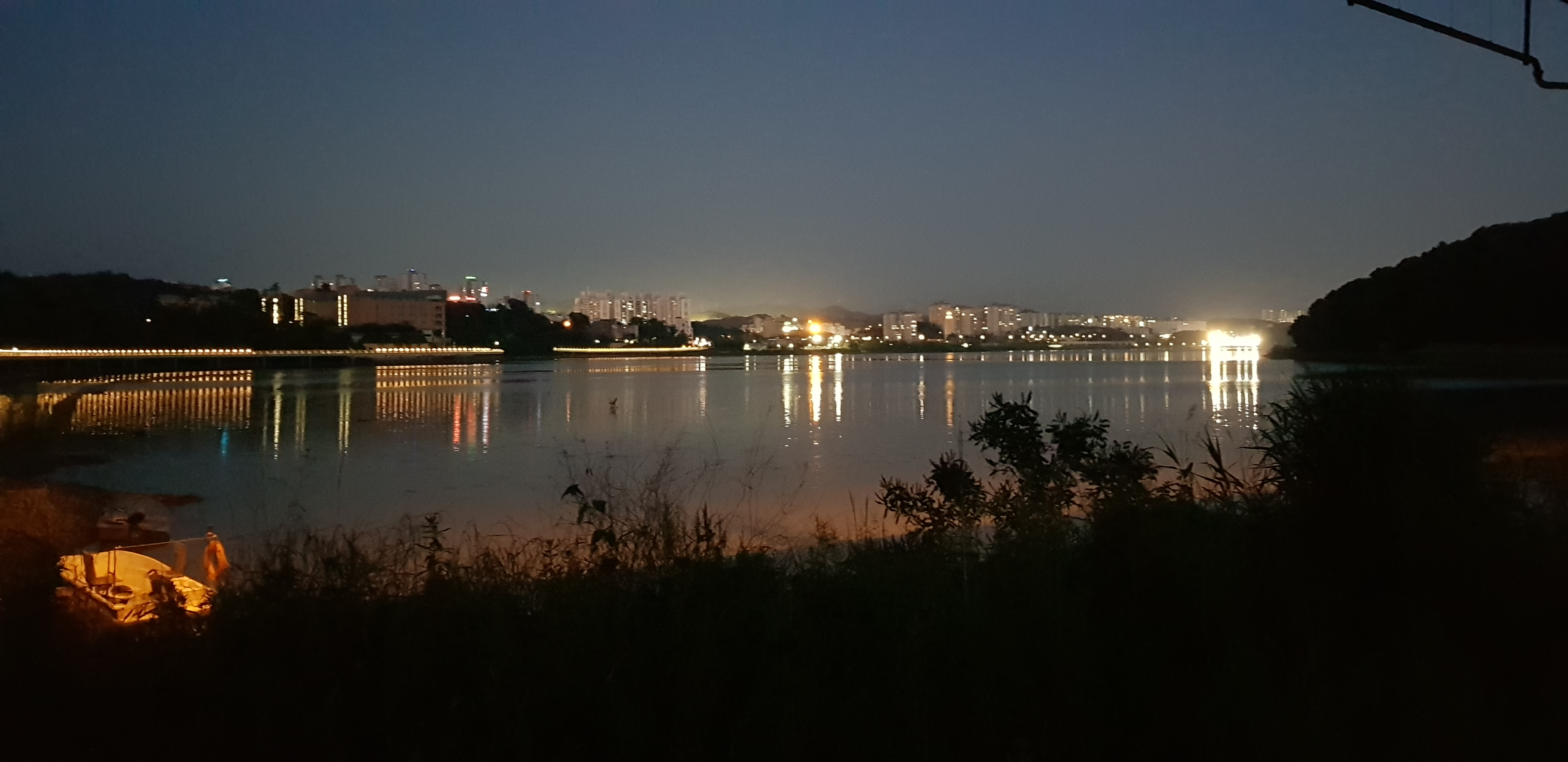
기흥저수지 야간

## 순환 산책로 가을사진들

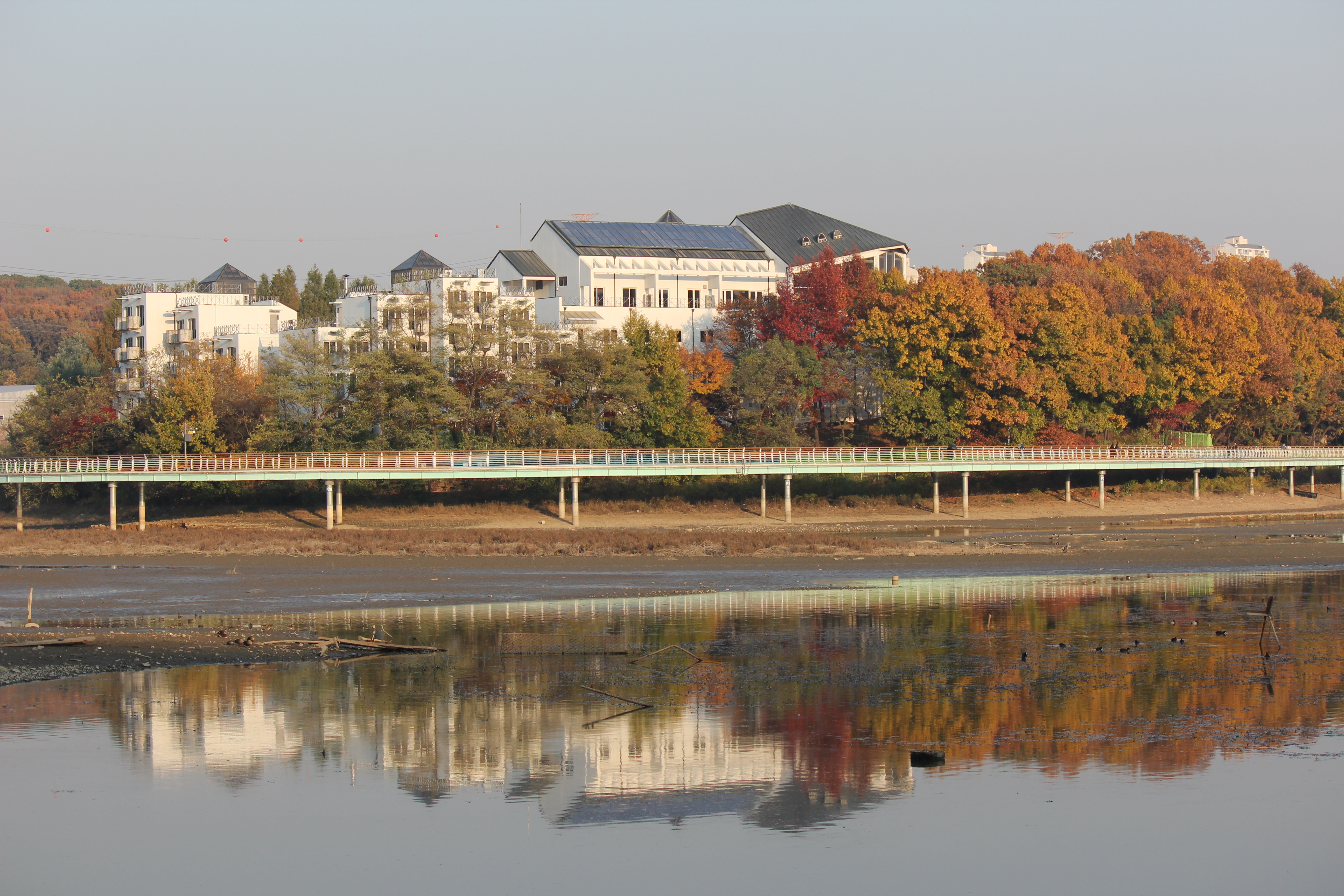
가을 기흥저수지 모습
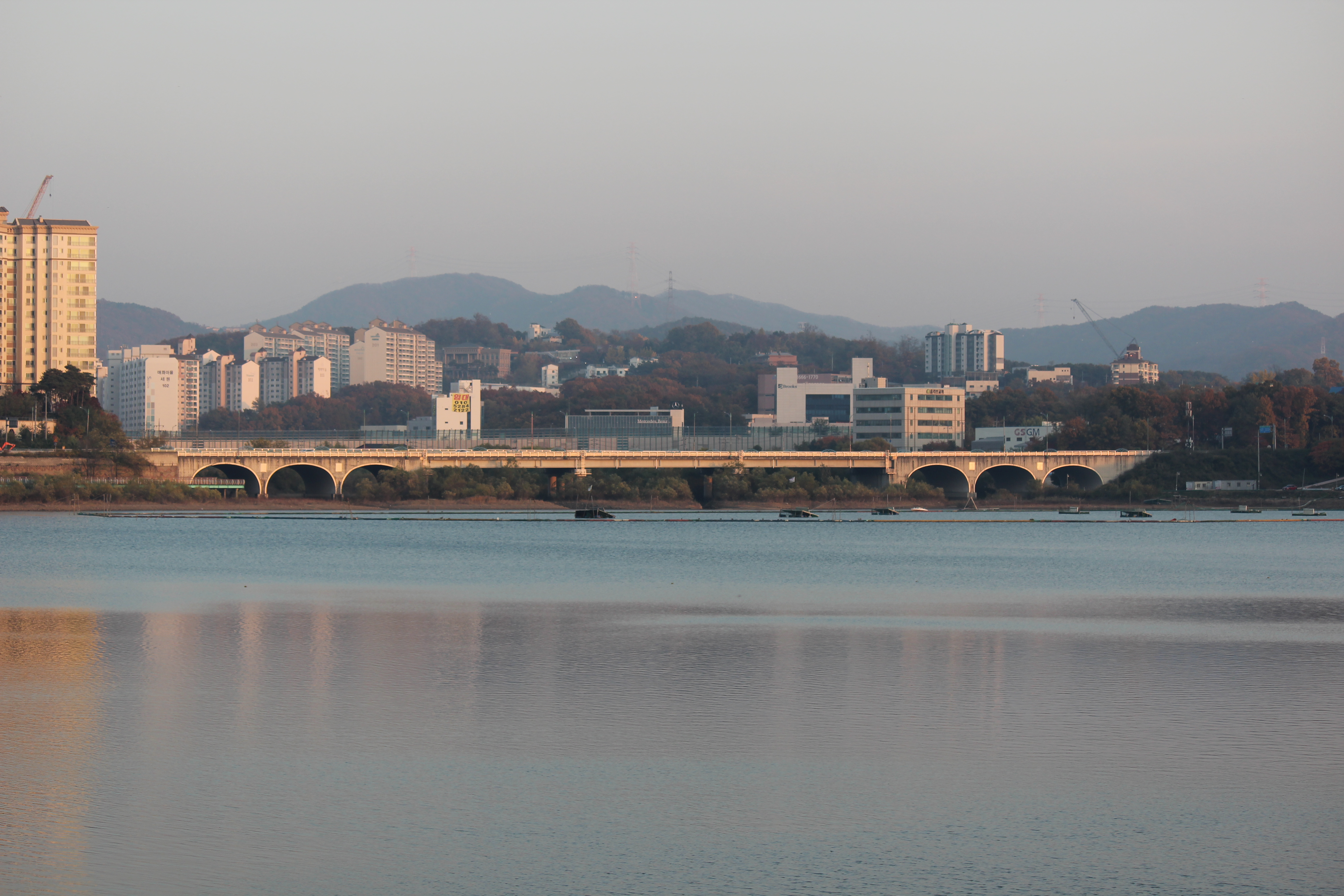
기흥저수지 다리 전경
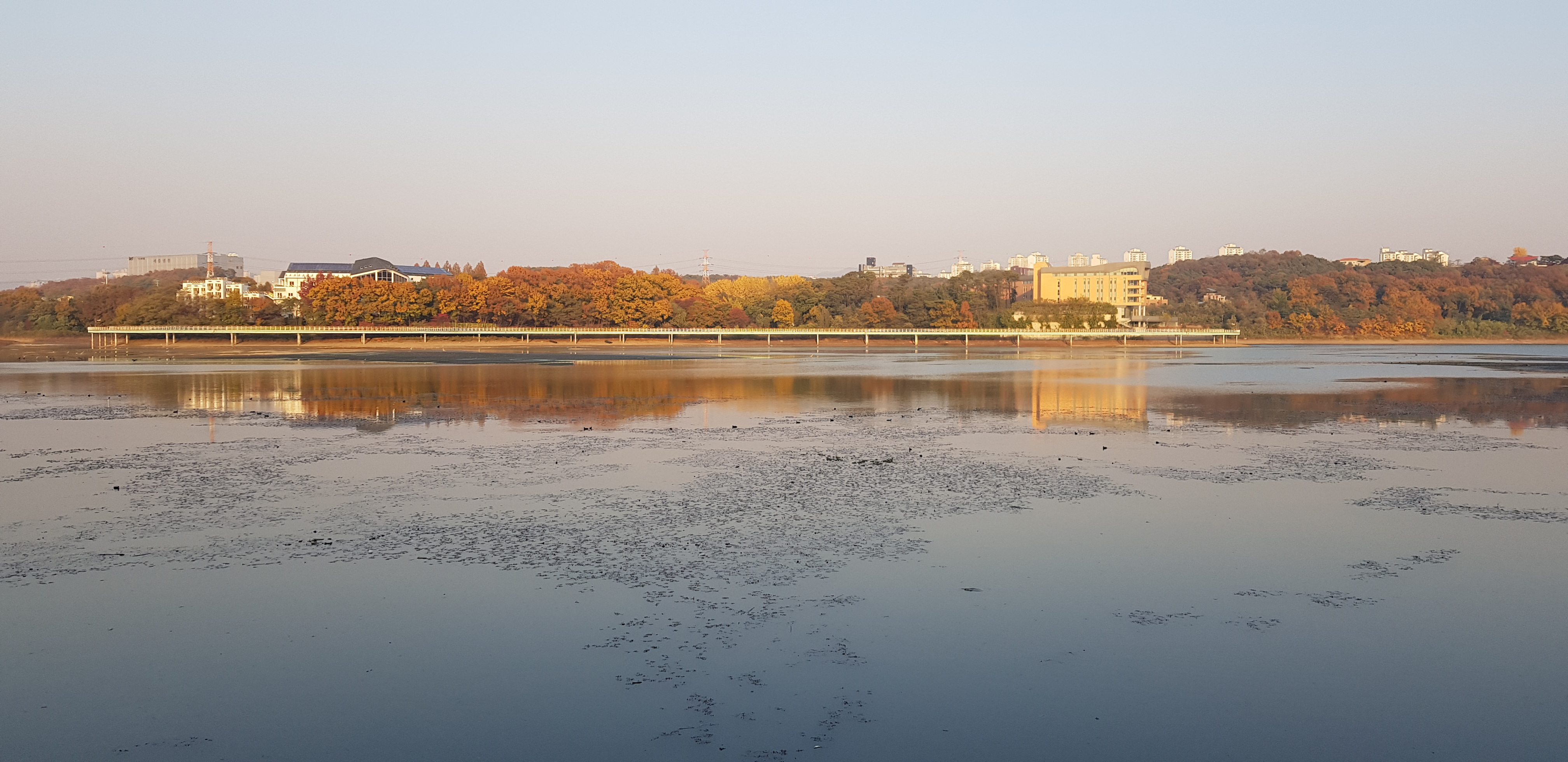
가을의 모습을 담근 기흥저수지
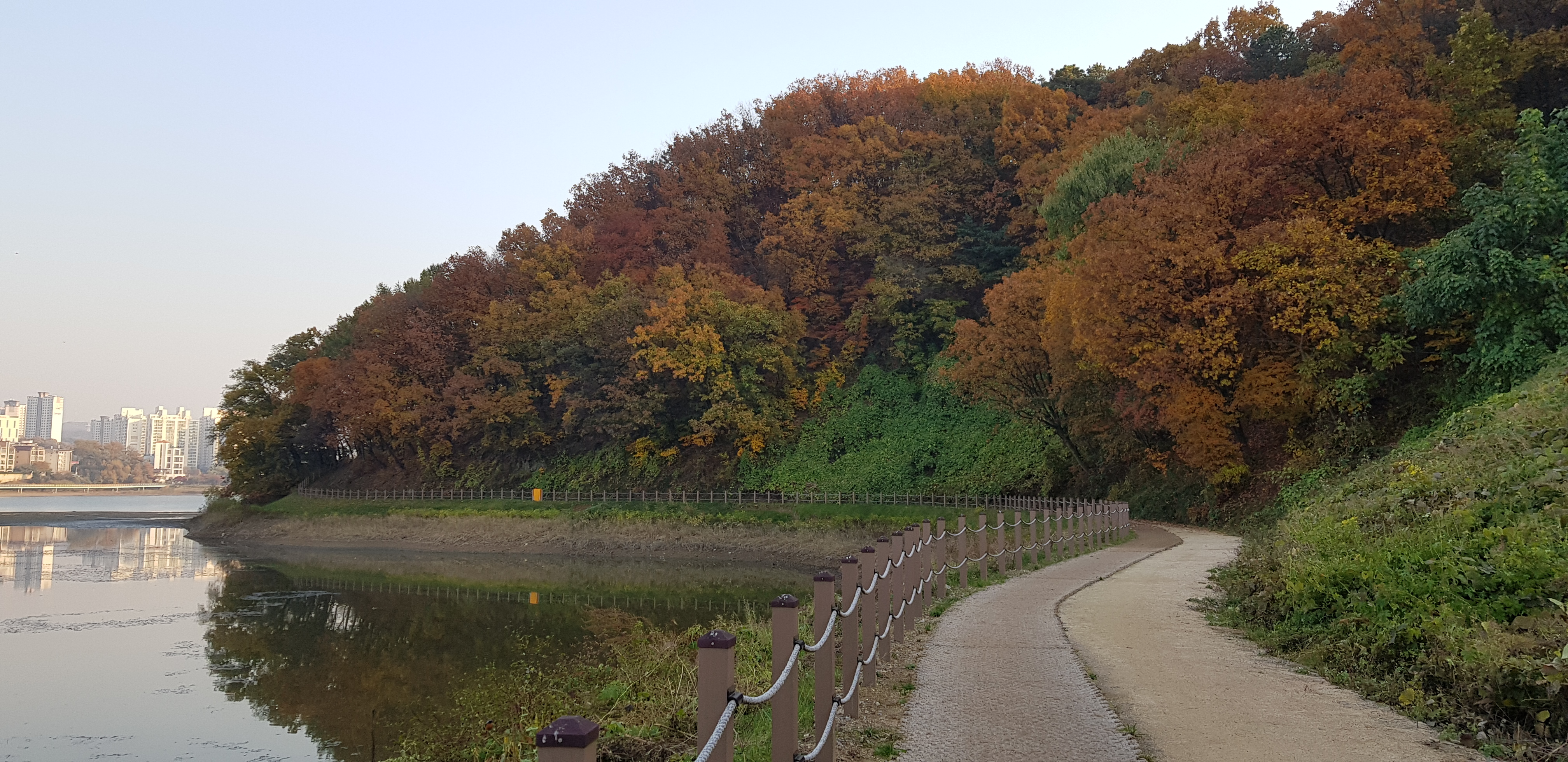
기흥저수지 서쪽 산책로 가을 단풍
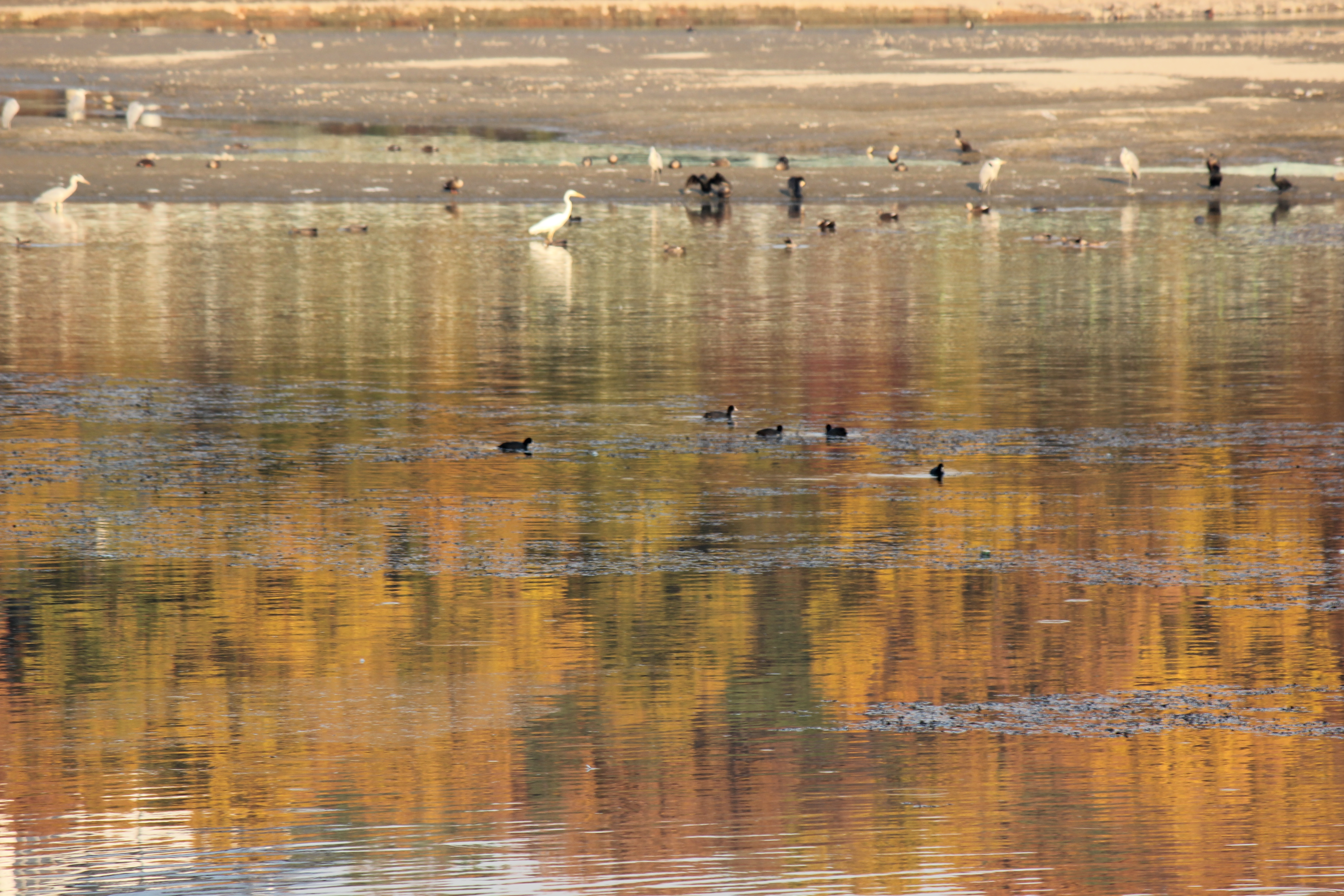
기흥저수지 가을 속에 왜가리와 오리들
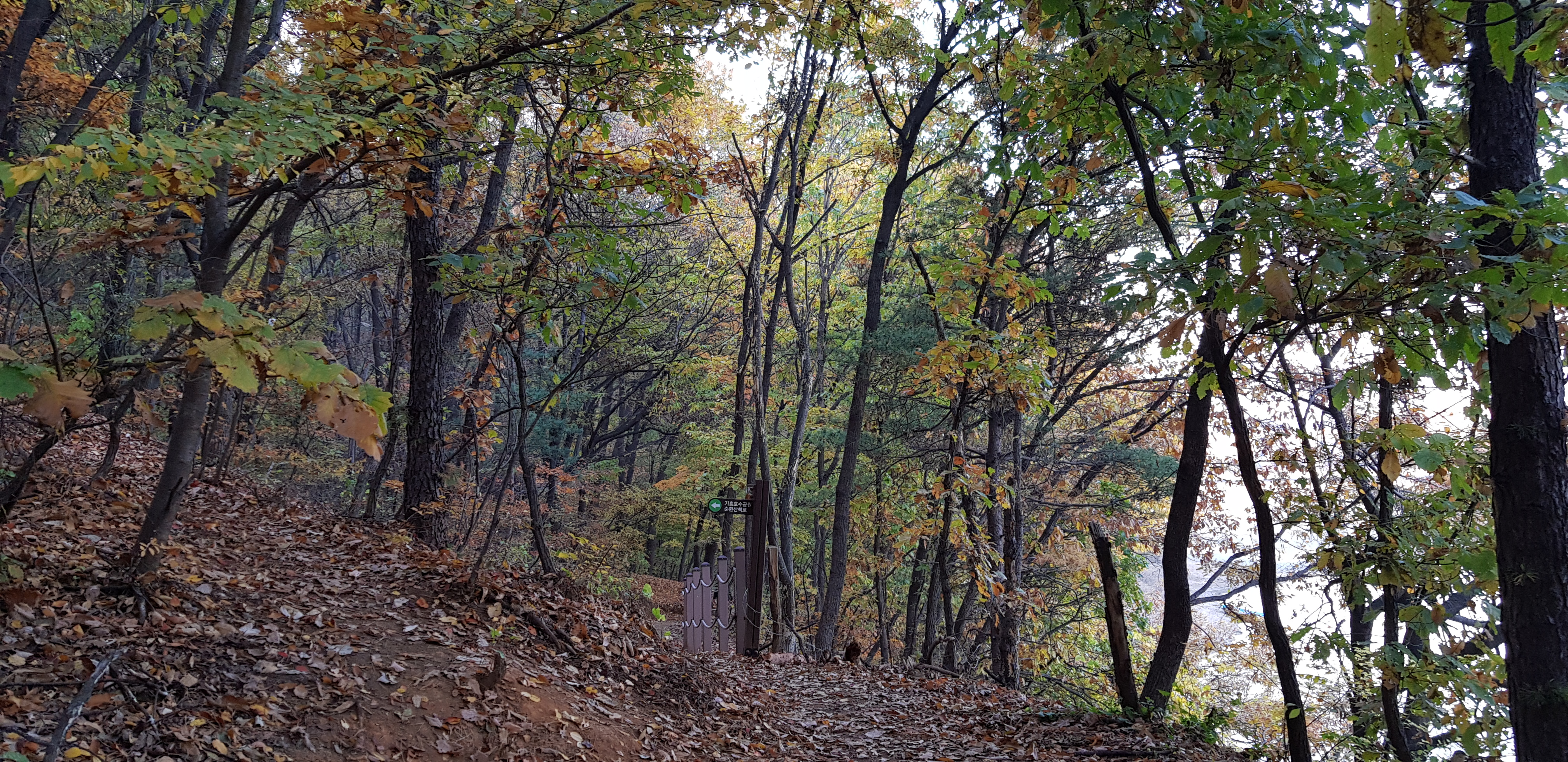
기흥저수지 산책로 가을의 숲속

## 저수지 규모
- 유역면적: 5,300ha
- 저수량: 11,630천m3
- 관개면적: 1226ha

## 시설 제원
- 제방: 흙댐 (필댐), 길이  222m, 높이 14.3m
- 물넘이: 게이트식, 길이 32m, 높이 5.3m

## 신갈 단층
기흥저수지 일대에서 시추조사와 전기 비저항 탐사(Dipole-Dipole Array Geoelectric Survey) 및 탄성파탐사 결과, 시추코어에서 단층암이 나오고 뚜렷한 저비저항 이상대가 확인되었다. 최대 폭 300 m의 신갈 단층대는 주로 단층비지 및 단층각력으로 구성되며, 망상의 2차 균열이 단층대 안에 서로 평행하게 발달함이 확인되었다. 신갈 단층이 휘어지는 부분인 기흥저수지 지역에서 꽃 구조(flower structure)와 유사한 지질구조의 발달 가능성이 있을 것으로 예측되었다. 그러나 단층의 노두는 확인되지 않았다.

## 같이 보기
- 매미산
- 청명산 (수원/용인)
- 광교산
- 광교저수지
- 신갈 단층
- 대한민국의 저수지 목록